# Giải vô địch cờ vua thế giới 2021
Giải vô địch cờ vua thế giới 2021 bao gồm nhiều giải đấu cờ vua để lựa chọn ra nhà thách đấu và kết thúc bằng trận đấu tranh ngôi giữa đương kim vua cờ Magnus Carlsen và nhà thách đấu Ian Nepomniachtchi để xác định ra vua cờ trong hai năm tiếp theo. Trận đấu này dự kiến diễn ra vào nửa cuối năm 2020, do Liên đoàn cờ vua thế giới tổ chức, phối hợp với đối tác thương mại World Chess. Tuy nhiên vì dich bệnh COVID-19, FIDE đã tổ chức loạt tranh ngôi trong khuôn khổ Expo 2020 tại Trung tâm triển lãm Dubai ở Dubai, Các Tiểu vương quốc Ả Rập Thống nhất. Do đó, đây là sự kiện thể thao đầu tiên được tổ chức tại một triển lãm quốc tế kể từ Thế vận hội Mùa hè 1904 tại Triển lãm thương mại Louisiana ở St. Louis, Hoa Kỳ.
Loạt tranh ngôi bắt đầu với 5 ván hòa chất lượng trước khi Carlsen giành chiến thắng sít sao ở ván 6 - ván dài nhất trong một loạt tranh ngôi vua cờ với 136 nước đi - sau 8 giờ thi đấu. Sau trận thua này, phong độ của Nepomniachtchi giảm sút rõ rệt, khi Carlsen tận dụng triệt để một loạt những sai lầm từ Nepomniachtchi trong các ván 8, 9, và 11 để giành thêm 3 điểm nữa. Kết thúc loạt tranh ngôi, Carlsen chiến thắng thuyết phục với thành tích 4 thắng - 7 hòa - 0 thua.

## Giải tuyển chọn nhà thách đấu
Nhà thách đấu là kỳ thủ vô địch Giải đấu Ứng viên 2020-21. Đây là giải đấu 8 kỳ thủ, thi đấu vòng tròn hai lượt, được tổ chức ở Yekaterinburg, Nga. Giải ban đầu được lên kế hoạch tổ chức từ ngày 15 tháng 3 đến ngày 5 tháng 4 năm 2020, tuy nhiên bị hoãn giữa chừng vào ngày 26 tháng 3 năm 2020 vì dịch COVID-19. Nửa sau của giải thi đấu từ ngày 19 đến 27 tháng 4 năm 2021 cũng tại Yekaterinburg.
Những kỳ thủ tham dự giải đấu gồm:
| Tiêu chí tham dự                                                    | Kỳ thủ                                            | Tuổi               | Elo                | Xếp hạng           |
| Tiêu chí tham dự                                                    | Kỳ thủ                                            | (tháng 3 năm 2020) | (tháng 3 năm 2020) | (tháng 3 năm 2020) |
| ------------------------------------------------------------------- | ------------------------------------------------- | ------------------ | ------------------ | ------------------ |
| Á quân Giải vô địch cờ vua thế giới 2018                            | Fabiano Caruana                                   | 27                 | 2842               | 2                  |
| Hai kỳ thủ lọt vào chung kết Cúp cờ vua thế giới 2019               | Teimour Radjabov (vô địch). Rút lui.              | 33                 | 2765               | 9                  |
| Hai kỳ thủ lọt vào chung kết Cúp cờ vua thế giới 2019               | Đinh Lập Nhân (á quân)                            | 27                 | 2805               | 3                  |
| Kỳ thủ về nhất giải FIDE Grand Swiss Tournament 2019                | Vương Hạo (vô địch)                               | 30                 | 2762               | 12                 |
| Hai kỳ thủ xếp hạng cao nhất giải FIDE Grand Prix 2019              | Alexander Grischuk (vô địch)                      | 36                 | 2777               | 4                  |
| Hai kỳ thủ xếp hạng cao nhất giải FIDE Grand Prix 2019              | Alexander Grischuk (á quân)                       | 29                 | 2774               | 5                  |
| Elo trung bình cao nhất                                             | Anish Giri                                        | 25                 | 2763               | 11                 |
| Elo trung bình cao nhất                                             | Maxime Vachier-Lagrave (thay thế Radjabov)        | 29                 | 2767               | 8                  |
| Đặc cách do ban tổ chức quyết định, thỏa mãn các tiêu chí đặc cách. | Kirill Alekseenko (xếp hạng cao nhất Grand Swiss) | 22                 | 2698               | 39                 |

Nếu một hoặc nhiều kỳ thủ từ chối tham dự Candidates, các kỳ thủ thay thế được lựa ra từ bảng xếp hạng Elo. Vào ngày 6 tháng 3 năm 2020, Teimour Radjabov rút lui do lo ngại về dịch COVID-19, và luật này được sử dụng để chọn ra Maxime Vachier-Lagrave làm kỳ thủ thay thế anh. Radjabov được đặc cách vào Giải Ứng viên kế tiếp.

### Kết quả
| Hạng | Kỳ thủ                 | Điểm | Đối đầu | Thắng | SB    | Kết quả                  |
| ---- | ---------------------- | ---- | ------- | ----- | ----- | ------------------------ |
| 1    | Ian Nepomniachtchi     | 8,5  | -       | 5     | 55    | Tiến vào loạt tranh ngôi |
| 2    | Maxime Vachier-Lagrave | 8    | -       | 4     | 53,75 |                          |
| 3    | Anish Giri             | 7,5  | 1,5     | 4     | 50,5  |                          |
| 4    | Fabiano Caruana        | 7,5  | 0,5     | 3     | 50,5  |                          |
| 5    | Đinh Lập Nhân          | 7    | 1,5     | 4     | 48,75 |                          |
| 6    | Alexander Grischuk     | 7    | 0,5     | 2     | 50,5  |                          |
| 7    | Kirill Alekseenko      | 5,5  | -       | 2     | 38,5  |                          |
| 8    | Vương Hạo              | 5    | -       | 1     | 34,5  |                          |

### Elo cao
Kỳ thủ có được suất bằng Elo cao là kỳ thủ có Elo trung bình cao nhất trong 12 bảng xếp hạng từ tháng 2 năm 2019 đến tháng 1 năm 2020 và chưa có suất tham dự bằng các tiêu chí khác. Để có được suất qua Elo, một kỳ thủ thi đấu ít nhất 30 ván trong tất cả 12 bảng xếp hạng và ít nhất 18 ván trong 6 bảng xếp hạng cuối cùng.
Bảng bên dưới tính Elo trung bình của các kỳ thủ từ tháng 2 đến tháng 11 năm 2019. Danh sách bao gồm 10 kỳ thủ đầu tiên. Ngoại trừ những người không cần suất tham dự qua Elo là vua cờ Magnus Carlsen, Fabiano Caruana và Đinh Lập Nhân, danh sách này còn lại bảy người. Anish Giri là người đang dẫn đầu.
| Thứ hạng | Kỳ thủ                 | Elo trung bình |
| -------- | ---------------------- | -------------- |
| 4        | Anish Giri             | 2785,1         |
| 5        | Maxime Vachier-Lagrave | 2776,5         |
| 6        | Shakhriyar Mamedyarov  | 2776,3         |
| 7        | Ian Nepomniachtchi     | 2773,7         |
| 8        | Viswanathan Anand      | 2768,0         |
| 9        | Alexander Grischuk     | 2766,7         |
| 10       | Wesley So              | 2763,0         |

### Đặc cách
Một suất đặc cách do ban tổ chức lựa chọn. Khác với những năm trước khi kỳ thủ đặc cách chỉ cần có Elo trên 2725, kỳ thủ nhận suất đặc cách giải tuyển chọn này phải đáp ứng ít nhất một trong các tiêu chí sau:
- kỳ thủ chưa có suất xếp hạng cao nhất ở Cúp thế giới 2019 và phải lọt vào bán kết
- kỳ thủ chưa có suất xếp hạng cao nhất ở Grand Swiss
- kỳ thủ chưa có suất xếp hạng cao nhất ở Grand Prix
- top 10 Elo trong giai đoạn tháng 2 năm 2019 đến tháng 1 năm 2020

Ngoài ra để có trong danh sách đặc cách, kỳ thủ phải tham dự ít nhất hai trong ba giải đấu: Cúp thế giới, Grand Swiss và Grand Prix.
Maxime Vachier-Lagrave về hạng ba Cúp thế giới và có tham dự Grand Prix. Kirill Alekseenko xếp hạng cao nhất ở Grand Swiss (hạng ba, người hạng nhì Fabiano Caruana đã có suất tham dự) và có tham dự Cúp thế giới. Hai kỳ thủ này thỏa mãn các tiêu chí suất đặc cách nếu họ không có suất từ các con đường khác.
Các kỳ thủ trong bảng Elo bên trên, ngoại trừ Viswanathan Anand đều tham dự cả Cúp thế giới và Grand Prix, do vậy đủ điều kiện nhận suất đặc cách, nếu chưa có suất bằng các tiêu chí khác.
Ngày 11 tháng 11 năm 2019, chủ tịch Liên đoàn cờ vua Nga Andrey Filatov tuyên bố trong buổi họp báo về Giải tuyển chọn nhà thách đấu rằng suất đặc cách sẽ được dành cho một kỳ thủ Nga. Tại thời điểm của buổi họp báo này, Alekseenko là kỳ thủ Nga duy nhất đủ điều kiện nhận suất đặc cách. Hai kỳ thủ Nga khác là Alexander Grischuk và Ian Nepomniachtchi cũng có khả năng có quyền nhận suất đặc cách qua Grand Prix hoặc Elo cao, nếu họ không có được suất dự Candidates qua Grand Prix.
| Tiêu chí     | Kỳ thủ |
| ------------ | --- |
| Cúp thế giới | Maxime Vachier-Lagrave |
| Grand Swiss  | Kirill Alekseenko |
| Grand Prix   | chưa xác định |
| Elo cao      | Chưa xác định. Các kỳ thủ có khả năng: Anish Giri Maxime Vachier-Lagrave Shakhriyar Mamedyarov Ian Nepomniachtchi Alexander Grischuk Wesley So |

## Trận tranh ngôi vua cờ

### Tổ chức
Quyền đăng cai thuộc về World Chess, đối tác thương mại của FIDE.
Trận đấu gồm 14 ván và nếu hòa sẽ có các ván nhanh chớp phân định thắng thua. Số ván của trận đấu tăng lên 2 ván so với các trận tranh ngôi từ năm 2006 đến nay, bởi tất cả 12 ván đấu ở trận đấu trước đó năm 2018 đều hòa.
Vào ngày 29 tháng 6 năm 2020, loạt tranh ngôi chính thức bị hoãn tới năm 2021 vì dịch COVID-19.
Quỹ tiền thưởng là 2 triệu Euro, chia 60%-40% giữa kỳ thủ thắng và kỳ thủ thua. Nếu loạt tranh ngôi vẫn hòa sau 14 ván cờ tiêu chuẩn, quỹ tiền thưởng sẽ được chia 55%-45% dành cho kỳ thủ chiến thắng loạt tiebreak.
Trọng tài trưởng là Mahdi Abdulrahim từ Các Tiểu vương quốc Ả Rập Thống nhất, và trọng tài phó là Andy Howie từ Scotland.
Nước đi đầu tiên của mỗi ván được đi bởi các khách mời đặc biệt:
| Ván | Khách mời                    | Khách mời                                                                                |
| --- | ---------------------------- | ---------------------------------------------------------------------------------------- |
| 1   | Arkady Dvorkovich            | Chủ tịch FIDE                                                                            |
| 2   | Arkady Dvorkovich            | Chủ tịch FIDE                                                                            |
| 3   | Anastasia Myskina            | Tay vợt tennis vô địch Giải quần vợt Pháp Mở rộng 2004 - Đơn nữ                          |
| 4   | Saeed Hareb                  | Tổng thư ký Hội đồng thể thao Dubai                                                      |
| 5   | Nahyan bin Mubarak Al Nahyan | Bộ trưởng Bộ Văn hóa, Giới trẻ và Phát triển xã hội Các Tiểu vương quốc Ả Rập Thống nhất |
| 6   | Sergey Semyonovich Sobyanin  | Thị trưởng Moskva                                                                        |
| 7   | Andrey Guryev Jr.            | CEO tập đoàn PhosAgro                                                                    |
| 8   | Míchel Salgado               | Cựu cầu thủ Real Madrid CF                                                               |
| 9   | Rameshbabu Praggnanandhaa    | Đại kiện tướng trẻ thứ 5 trong lịch sử                                                   |
| 10  | Amna Al Qubaisi              | Tay đua nữ đầu tiên từ Các Tiểu vương quốc Ả Rập Thống nhất                              |
| 11  | Adi K. Mishra                | Đại diện Tập đoàn Algorand                                                               |

### Thể thức
Thời gian thi đấu cho mỗi ván là 120 phút mỗi bên trong 40 nước đầu tiên, 60 phút cho 20 nước sau đó, và 15 phút cho phần còn lại của ván, đồng thời cộng 30 giây mỗi nước kể từ nước 61.
Loạt tranh ngôi bao gồm 14 ván - kỳ thủ giành 7,5 điểm trước sẽ chiến thắng cả loạt đấu. Nếu tỷ số cân bằng sau 14 ván, các ván cờ nhanh tiebreak sẽ diễn ra:
- 4 ván cờ nhanh với 25 phút cho mỗi kỳ thủ và cộng 10 giây mỗi nước từ nước 1. Kỳ thủ giành 2,5 điểm trước chiến thắng loạt tranh ngôi.
- Nếu tỷ số vẫn cân bằng sau phần cờ nhanh, sẽ có nhiều nhất 5 loạt cờ chớp diễn ra. Mỗi loạt sẽ bao gồm 2 ván cờ chớp với thời gian là 5 phút mỗi bên và cộng 3 giây mỗi nước từ nước 1. Kỳ thủ đầu tiên thắng một loạt cờ chớp chiến thắng loạt tranh ngôi.
- Nếu tất cả 5 loạt cờ chớp đều kết thúc hòa, một ván cờ Armageddon sẽ diễn ra. Trong thể thức này, Đen có 4 phút, Trắng có 5 phút, cả 2 kỳ thủ được cộng 2 giây mỗi nước kể từ nước 61. Đen thắng loạt tranh ngôi nếu anh ta hòa hoặc thắng ván cờ.

Hai kỳ thủ không được phép đồng ý hòa trước nước thứ 40 của Đen. Đề nghị hòa trước mốc đó chỉ được diễn ra thông qua trọng tài trong trường hợp lặp lại thế cờ hoặc hòa pat.

### Địa điểm tổ chức
Một số thành phố đã bày tỏ ý định đăng cai, trong đó có Monaco, Viên, Sankt Peterburg.. Tháng 11 năm 2019, chủ tịch FIDE Arkady Dvorkovich cho biết FIDE đã nhận được đơn xin đăng cai của UAE và Argentina. Tháng 2 năm 2020, Dvorkovich thông báo trận đấu nhiều khả năng sẽ được tổ chức ở Dubai.
Tháng 1 năm 2021, FIDE thông báo trận đấu sẽ diễn ra từ 24 tháng 11 đến 16 tháng 12 năm 2021 tại Dubai, là một phần của Expo 2020.

### Trợ tá
Nepomniachtchi có các trợ tá Sergey Yanovsky, Vladimir Potkin và Sergey Karjakin. Đội trợ tá của Carlsen không được công bố chính thức, nhưng được biết có Peter Heine Nielsen và Laurent Fressinet.

### Tỉ số đối đầu
Trước trận đấu này, Carlsen và Nepomniachtchi đã gặp nhau 13 ván cờ tiêu chuẩn, với Nepomniachtchi thắng 4, Carlsen thắng 1 và 8 ván hòa. Ván đấu gần nhất ở Giải cờ vua Na Uy 2021 kết thúc với tỉ số hòa. Một số ván đấu giữa họ diễn ra ở độ tuổi nhỏ. Thành tích đối đầu trong 5 năm trở lại đây là mỗi bên có 1 thắng và 4 hòa.
| Tỉ số đối đầu            | Tỉ số đối đầu                          | Tỉ số đối đầu | Tỉ số đối đầu | Tỉ số đối đầu        | Tỉ số đối đầu |
|                          |                                        | Carlsen thắng | Hòa           | Nepomniachtchi thắng | Tổng          |
| ------------------------ | -------------------------------------- | ------------- | ------------- | -------------------- | ------------- |
| Tiêu chuẩn               | Carlsen (trắng) – Nepomniachtchi (đen) | 0             | 5             | 2                    | 7             |
| Tiêu chuẩn               | Nepomniachtchi (trắng) – Carlsen (đen) | 1             | 3             | 2                    | 6             |
| Tiêu chuẩn               | Tổng                                   | 1             | 8             | 4                    | 13            |
| Nhanh / chớp / biểu diễn | Nhanh / chớp / biểu diễn               | 22            | 32            | 10                   | 64            |
| Tổng                     | Tổng                                   | 23            | 40            | 14                   | 77            |

### Án phạt với Nga
Do án phạt của Cơ quan phòng chống doping thế giới (WADA) cho Nga, FIDE đã xác nhận Nepomniachtchi sẽ không thi đấu dưới lá cờ Nga. Án phạt chỉ áp dụng với loạt tranh ngôi và không ảnh hưởng tới các sự kiện khác của FIDE như Giải Ứng viên. Tòa án Trọng tài Thể thao cũng đã ủng hộ án cấm Nga tham gia các Giải vô địch thế giới.
Nepomniachtchi thi đấu dưới lá cờ Liên đoàn Cờ vua Nga. Trước ván 1, án phạt của WADA không cho phép FIDE sử dụng lá cờ ghi đầy đủ tên Liên đoàn Cờ vua Nga, do đó FIDE sử dụng lá cờ với tên viết tắt tiếng Anh "CFR".

### Lịch đấu và kết quả
Những ngày đấu màu xám đậm. Các ván đấu từ 16:30 giờ địa phương (UAE), tức 12:30 giờ UTC.
Màu quân được bốc thăm ở lễ khai mạc. Nepomniachtchi cầm trắng ván đầu tiên. Màu quân thay đổi luân phiên từng ván, tức Nepomniachtchi cầm trắng các ván lẻ và Carlsen cầm trắng các ván chẵn.
| Ngày                  | Sự kiện                   |
| --------------------- | ------------------------- |
| Thứ Tư, 24 tháng 11   | Lễ khai mạc               |
| Thứ Năm, 25 tháng 11  | Ngày truyền thông         |
| Thứ Sáu, 26 tháng 11  | Ván 1                     |
| Thứ Bảy, 27 tháng 11  | Ván 2                     |
| Chủ nhật, 28 tháng 11 | Ván 3                     |
| Thứ Hai, 29 tháng 11  | Ngày nghỉ                 |
| Thứ Ba, 30 tháng 11   | Ván 4                     |
| Thứ Tư, 1 tháng 12    | Ván 5                     |
| Thứ Năm, 2 tháng 12   | Ngày nghỉ                 |
| Thứ Sáu, 3 tháng 12   | Ván 6                     |
| Thứ Bảy, 4 tháng 12   | Ván 7                     |
| Chủ nhật, 5 tháng 12  | Ván 8                     |
| Thứ Hai, 6 tháng 12   | Ngày nghỉ                 |
| Thứ Ba, 7 tháng 12    | Ván 9                     |
| Thứ Tư, 8 tháng 12    | Ván 10                    |
| Thứ Năm, 9 tháng 12   | Ngày nghỉ                 |
| Thứ Sáu, 10 tháng 12  | Ván 11                    |
| Thứ Bảy, 11 tháng 12  | Ván 12                    |
| Chủ nhật, 12 tháng 12 | Ván 13                    |
| Thứ Hai, 13 tháng 12  | Ngày nghỉ                 |
| Thứ Ba, 14 tháng 12   | Ván 14                    |
| Thứ Tư, 15 tháng 12   | Tiebreak hoặc Lễ bế mạc   |
| Thứ Năm, 16 tháng 12  | Lễ bế mạc nếu có tiebreak |

|                          | Elo  | Các ván đấu | Các ván đấu | Các ván đấu | Các ván đấu | Các ván đấu | Các ván đấu | Các ván đấu | Các ván đấu | Các ván đấu | Các ván đấu | Các ván đấu | Các ván đấu     | Các ván đấu     | Các ván đấu     | Điểm |
| 1                        | Elo  | 2           | 3           | 4           | 5           | 6           | 7           | 8           | 9           | 10          | 11          | 12          | 13              | 14              |                 | Điểm |
| ------------------------ | ---- | ----------- | ----------- | ----------- | ----------- | ----------- | ----------- | ----------- | ----------- | ----------- | ----------- | ----------- | --------------- | --------------- | --------------- | ---- |
| Ian Nepomniachtchi (CFR) | 2782 | ½           | ½           | ½           | ½           | ½           | 0           | ½           | 0           | 0           | ½           | 0           | Không cần thiết | Không cần thiết | Không cần thiết | 3½   |
| Magnus Carlsen (NOR)     | 2855 | ½           | ½           | ½           | ½           | ½           | 1           | ½           | 1           | 1           | ½           | 1           | Không cần thiết | Không cần thiết | Không cần thiết | 7½   |

### Ván 1: Nepomniachtchi ½ - ½ Carlsen
|   | a | b | c | d | e | f | g | h |   |
| 8 | b7 black rook · h7 black pawn · a6 black pawn · c6 black rook · e6 black knight · f6 black king · g6 black pawn · c5 black pawn · f5 black pawn · h4 white pawn · c3 white pawn · d3 white pawn · e3 white knight · f3 white pawn · c2 white king · f2 white pawn · a1 white rook · e1 white rook | b7 black rook · h7 black pawn · a6 black pawn · c6 black rook · e6 black knight · f6 black king · g6 black pawn · c5 black pawn · f5 black pawn · h4 white pawn · c3 white pawn · d3 white pawn · e3 white knight · f3 white pawn · c2 white king · f2 white pawn · a1 white rook · e1 white rook | b7 black rook · h7 black pawn · a6 black pawn · c6 black rook · e6 black knight · f6 black king · g6 black pawn · c5 black pawn · f5 black pawn · h4 white pawn · c3 white pawn · d3 white pawn · e3 white knight · f3 white pawn · c2 white king · f2 white pawn · a1 white rook · e1 white rook | b7 black rook · h7 black pawn · a6 black pawn · c6 black rook · e6 black knight · f6 black king · g6 black pawn · c5 black pawn · f5 black pawn · h4 white pawn · c3 white pawn · d3 white pawn · e3 white knight · f3 white pawn · c2 white king · f2 white pawn · a1 white rook · e1 white rook | b7 black rook · h7 black pawn · a6 black pawn · c6 black rook · e6 black knight · f6 black king · g6 black pawn · c5 black pawn · f5 black pawn · h4 white pawn · c3 white pawn · d3 white pawn · e3 white knight · f3 white pawn · c2 white king · f2 white pawn · a1 white rook · e1 white rook | b7 black rook · h7 black pawn · a6 black pawn · c6 black rook · e6 black knight · f6 black king · g6 black pawn · c5 black pawn · f5 black pawn · h4 white pawn · c3 white pawn · d3 white pawn · e3 white knight · f3 white pawn · c2 white king · f2 white pawn · a1 white rook · e1 white rook | b7 black rook · h7 black pawn · a6 black pawn · c6 black rook · e6 black knight · f6 black king · g6 black pawn · c5 black pawn · f5 black pawn · h4 white pawn · c3 white pawn · d3 white pawn · e3 white knight · f3 white pawn · c2 white king · f2 white pawn · a1 white rook · e1 white rook | b7 black rook · h7 black pawn · a6 black pawn · c6 black rook · e6 black knight · f6 black king · g6 black pawn · c5 black pawn · f5 black pawn · h4 white pawn · c3 white pawn · d3 white pawn · e3 white knight · f3 white pawn · c2 white king · f2 white pawn · a1 white rook · e1 white rook | 8 |
| 7 | b7 black rook · h7 black pawn · a6 black pawn · c6 black rook · e6 black knight · f6 black king · g6 black pawn · c5 black pawn · f5 black pawn · h4 white pawn · c3 white pawn · d3 white pawn · e3 white knight · f3 white pawn · c2 white king · f2 white pawn · a1 white rook · e1 white rook | b7 black rook · h7 black pawn · a6 black pawn · c6 black rook · e6 black knight · f6 black king · g6 black pawn · c5 black pawn · f5 black pawn · h4 white pawn · c3 white pawn · d3 white pawn · e3 white knight · f3 white pawn · c2 white king · f2 white pawn · a1 white rook · e1 white rook | b7 black rook · h7 black pawn · a6 black pawn · c6 black rook · e6 black knight · f6 black king · g6 black pawn · c5 black pawn · f5 black pawn · h4 white pawn · c3 white pawn · d3 white pawn · e3 white knight · f3 white pawn · c2 white king · f2 white pawn · a1 white rook · e1 white rook | b7 black rook · h7 black pawn · a6 black pawn · c6 black rook · e6 black knight · f6 black king · g6 black pawn · c5 black pawn · f5 black pawn · h4 white pawn · c3 white pawn · d3 white pawn · e3 white knight · f3 white pawn · c2 white king · f2 white pawn · a1 white rook · e1 white rook | b7 black rook · h7 black pawn · a6 black pawn · c6 black rook · e6 black knight · f6 black king · g6 black pawn · c5 black pawn · f5 black pawn · h4 white pawn · c3 white pawn · d3 white pawn · e3 white knight · f3 white pawn · c2 white king · f2 white pawn · a1 white rook · e1 white rook | b7 black rook · h7 black pawn · a6 black pawn · c6 black rook · e6 black knight · f6 black king · g6 black pawn · c5 black pawn · f5 black pawn · h4 white pawn · c3 white pawn · d3 white pawn · e3 white knight · f3 white pawn · c2 white king · f2 white pawn · a1 white rook · e1 white rook | b7 black rook · h7 black pawn · a6 black pawn · c6 black rook · e6 black knight · f6 black king · g6 black pawn · c5 black pawn · f5 black pawn · h4 white pawn · c3 white pawn · d3 white pawn · e3 white knight · f3 white pawn · c2 white king · f2 white pawn · a1 white rook · e1 white rook | b7 black rook · h7 black pawn · a6 black pawn · c6 black rook · e6 black knight · f6 black king · g6 black pawn · c5 black pawn · f5 black pawn · h4 white pawn · c3 white pawn · d3 white pawn · e3 white knight · f3 white pawn · c2 white king · f2 white pawn · a1 white rook · e1 white rook | 7 |
| 6 | b7 black rook · h7 black pawn · a6 black pawn · c6 black rook · e6 black knight · f6 black king · g6 black pawn · c5 black pawn · f5 black pawn · h4 white pawn · c3 white pawn · d3 white pawn · e3 white knight · f3 white pawn · c2 white king · f2 white pawn · a1 white rook · e1 white rook | b7 black rook · h7 black pawn · a6 black pawn · c6 black rook · e6 black knight · f6 black king · g6 black pawn · c5 black pawn · f5 black pawn · h4 white pawn · c3 white pawn · d3 white pawn · e3 white knight · f3 white pawn · c2 white king · f2 white pawn · a1 white rook · e1 white rook | b7 black rook · h7 black pawn · a6 black pawn · c6 black rook · e6 black knight · f6 black king · g6 black pawn · c5 black pawn · f5 black pawn · h4 white pawn · c3 white pawn · d3 white pawn · e3 white knight · f3 white pawn · c2 white king · f2 white pawn · a1 white rook · e1 white rook | b7 black rook · h7 black pawn · a6 black pawn · c6 black rook · e6 black knight · f6 black king · g6 black pawn · c5 black pawn · f5 black pawn · h4 white pawn · c3 white pawn · d3 white pawn · e3 white knight · f3 white pawn · c2 white king · f2 white pawn · a1 white rook · e1 white rook | b7 black rook · h7 black pawn · a6 black pawn · c6 black rook · e6 black knight · f6 black king · g6 black pawn · c5 black pawn · f5 black pawn · h4 white pawn · c3 white pawn · d3 white pawn · e3 white knight · f3 white pawn · c2 white king · f2 white pawn · a1 white rook · e1 white rook | b7 black rook · h7 black pawn · a6 black pawn · c6 black rook · e6 black knight · f6 black king · g6 black pawn · c5 black pawn · f5 black pawn · h4 white pawn · c3 white pawn · d3 white pawn · e3 white knight · f3 white pawn · c2 white king · f2 white pawn · a1 white rook · e1 white rook | b7 black rook · h7 black pawn · a6 black pawn · c6 black rook · e6 black knight · f6 black king · g6 black pawn · c5 black pawn · f5 black pawn · h4 white pawn · c3 white pawn · d3 white pawn · e3 white knight · f3 white pawn · c2 white king · f2 white pawn · a1 white rook · e1 white rook | b7 black rook · h7 black pawn · a6 black pawn · c6 black rook · e6 black knight · f6 black king · g6 black pawn · c5 black pawn · f5 black pawn · h4 white pawn · c3 white pawn · d3 white pawn · e3 white knight · f3 white pawn · c2 white king · f2 white pawn · a1 white rook · e1 white rook | 6 |
| 5 | b7 black rook · h7 black pawn · a6 black pawn · c6 black rook · e6 black knight · f6 black king · g6 black pawn · c5 black pawn · f5 black pawn · h4 white pawn · c3 white pawn · d3 white pawn · e3 white knight · f3 white pawn · c2 white king · f2 white pawn · a1 white rook · e1 white rook | b7 black rook · h7 black pawn · a6 black pawn · c6 black rook · e6 black knight · f6 black king · g6 black pawn · c5 black pawn · f5 black pawn · h4 white pawn · c3 white pawn · d3 white pawn · e3 white knight · f3 white pawn · c2 white king · f2 white pawn · a1 white rook · e1 white rook | b7 black rook · h7 black pawn · a6 black pawn · c6 black rook · e6 black knight · f6 black king · g6 black pawn · c5 black pawn · f5 black pawn · h4 white pawn · c3 white pawn · d3 white pawn · e3 white knight · f3 white pawn · c2 white king · f2 white pawn · a1 white rook · e1 white rook | b7 black rook · h7 black pawn · a6 black pawn · c6 black rook · e6 black knight · f6 black king · g6 black pawn · c5 black pawn · f5 black pawn · h4 white pawn · c3 white pawn · d3 white pawn · e3 white knight · f3 white pawn · c2 white king · f2 white pawn · a1 white rook · e1 white rook | b7 black rook · h7 black pawn · a6 black pawn · c6 black rook · e6 black knight · f6 black king · g6 black pawn · c5 black pawn · f5 black pawn · h4 white pawn · c3 white pawn · d3 white pawn · e3 white knight · f3 white pawn · c2 white king · f2 white pawn · a1 white rook · e1 white rook | b7 black rook · h7 black pawn · a6 black pawn · c6 black rook · e6 black knight · f6 black king · g6 black pawn · c5 black pawn · f5 black pawn · h4 white pawn · c3 white pawn · d3 white pawn · e3 white knight · f3 white pawn · c2 white king · f2 white pawn · a1 white rook · e1 white rook | b7 black rook · h7 black pawn · a6 black pawn · c6 black rook · e6 black knight · f6 black king · g6 black pawn · c5 black pawn · f5 black pawn · h4 white pawn · c3 white pawn · d3 white pawn · e3 white knight · f3 white pawn · c2 white king · f2 white pawn · a1 white rook · e1 white rook | b7 black rook · h7 black pawn · a6 black pawn · c6 black rook · e6 black knight · f6 black king · g6 black pawn · c5 black pawn · f5 black pawn · h4 white pawn · c3 white pawn · d3 white pawn · e3 white knight · f3 white pawn · c2 white king · f2 white pawn · a1 white rook · e1 white rook | 5 |
| 4 | b7 black rook · h7 black pawn · a6 black pawn · c6 black rook · e6 black knight · f6 black king · g6 black pawn · c5 black pawn · f5 black pawn · h4 white pawn · c3 white pawn · d3 white pawn · e3 white knight · f3 white pawn · c2 white king · f2 white pawn · a1 white rook · e1 white rook | b7 black rook · h7 black pawn · a6 black pawn · c6 black rook · e6 black knight · f6 black king · g6 black pawn · c5 black pawn · f5 black pawn · h4 white pawn · c3 white pawn · d3 white pawn · e3 white knight · f3 white pawn · c2 white king · f2 white pawn · a1 white rook · e1 white rook | b7 black rook · h7 black pawn · a6 black pawn · c6 black rook · e6 black knight · f6 black king · g6 black pawn · c5 black pawn · f5 black pawn · h4 white pawn · c3 white pawn · d3 white pawn · e3 white knight · f3 white pawn · c2 white king · f2 white pawn · a1 white rook · e1 white rook | b7 black rook · h7 black pawn · a6 black pawn · c6 black rook · e6 black knight · f6 black king · g6 black pawn · c5 black pawn · f5 black pawn · h4 white pawn · c3 white pawn · d3 white pawn · e3 white knight · f3 white pawn · c2 white king · f2 white pawn · a1 white rook · e1 white rook | b7 black rook · h7 black pawn · a6 black pawn · c6 black rook · e6 black knight · f6 black king · g6 black pawn · c5 black pawn · f5 black pawn · h4 white pawn · c3 white pawn · d3 white pawn · e3 white knight · f3 white pawn · c2 white king · f2 white pawn · a1 white rook · e1 white rook | b7 black rook · h7 black pawn · a6 black pawn · c6 black rook · e6 black knight · f6 black king · g6 black pawn · c5 black pawn · f5 black pawn · h4 white pawn · c3 white pawn · d3 white pawn · e3 white knight · f3 white pawn · c2 white king · f2 white pawn · a1 white rook · e1 white rook | b7 black rook · h7 black pawn · a6 black pawn · c6 black rook · e6 black knight · f6 black king · g6 black pawn · c5 black pawn · f5 black pawn · h4 white pawn · c3 white pawn · d3 white pawn · e3 white knight · f3 white pawn · c2 white king · f2 white pawn · a1 white rook · e1 white rook | b7 black rook · h7 black pawn · a6 black pawn · c6 black rook · e6 black knight · f6 black king · g6 black pawn · c5 black pawn · f5 black pawn · h4 white pawn · c3 white pawn · d3 white pawn · e3 white knight · f3 white pawn · c2 white king · f2 white pawn · a1 white rook · e1 white rook | 4 |
| 3 | b7 black rook · h7 black pawn · a6 black pawn · c6 black rook · e6 black knight · f6 black king · g6 black pawn · c5 black pawn · f5 black pawn · h4 white pawn · c3 white pawn · d3 white pawn · e3 white knight · f3 white pawn · c2 white king · f2 white pawn · a1 white rook · e1 white rook | b7 black rook · h7 black pawn · a6 black pawn · c6 black rook · e6 black knight · f6 black king · g6 black pawn · c5 black pawn · f5 black pawn · h4 white pawn · c3 white pawn · d3 white pawn · e3 white knight · f3 white pawn · c2 white king · f2 white pawn · a1 white rook · e1 white rook | b7 black rook · h7 black pawn · a6 black pawn · c6 black rook · e6 black knight · f6 black king · g6 black pawn · c5 black pawn · f5 black pawn · h4 white pawn · c3 white pawn · d3 white pawn · e3 white knight · f3 white pawn · c2 white king · f2 white pawn · a1 white rook · e1 white rook | b7 black rook · h7 black pawn · a6 black pawn · c6 black rook · e6 black knight · f6 black king · g6 black pawn · c5 black pawn · f5 black pawn · h4 white pawn · c3 white pawn · d3 white pawn · e3 white knight · f3 white pawn · c2 white king · f2 white pawn · a1 white rook · e1 white rook | b7 black rook · h7 black pawn · a6 black pawn · c6 black rook · e6 black knight · f6 black king · g6 black pawn · c5 black pawn · f5 black pawn · h4 white pawn · c3 white pawn · d3 white pawn · e3 white knight · f3 white pawn · c2 white king · f2 white pawn · a1 white rook · e1 white rook | b7 black rook · h7 black pawn · a6 black pawn · c6 black rook · e6 black knight · f6 black king · g6 black pawn · c5 black pawn · f5 black pawn · h4 white pawn · c3 white pawn · d3 white pawn · e3 white knight · f3 white pawn · c2 white king · f2 white pawn · a1 white rook · e1 white rook | b7 black rook · h7 black pawn · a6 black pawn · c6 black rook · e6 black knight · f6 black king · g6 black pawn · c5 black pawn · f5 black pawn · h4 white pawn · c3 white pawn · d3 white pawn · e3 white knight · f3 white pawn · c2 white king · f2 white pawn · a1 white rook · e1 white rook | b7 black rook · h7 black pawn · a6 black pawn · c6 black rook · e6 black knight · f6 black king · g6 black pawn · c5 black pawn · f5 black pawn · h4 white pawn · c3 white pawn · d3 white pawn · e3 white knight · f3 white pawn · c2 white king · f2 white pawn · a1 white rook · e1 white rook | 3 |
| 2 | b7 black rook · h7 black pawn · a6 black pawn · c6 black rook · e6 black knight · f6 black king · g6 black pawn · c5 black pawn · f5 black pawn · h4 white pawn · c3 white pawn · d3 white pawn · e3 white knight · f3 white pawn · c2 white king · f2 white pawn · a1 white rook · e1 white rook | b7 black rook · h7 black pawn · a6 black pawn · c6 black rook · e6 black knight · f6 black king · g6 black pawn · c5 black pawn · f5 black pawn · h4 white pawn · c3 white pawn · d3 white pawn · e3 white knight · f3 white pawn · c2 white king · f2 white pawn · a1 white rook · e1 white rook | b7 black rook · h7 black pawn · a6 black pawn · c6 black rook · e6 black knight · f6 black king · g6 black pawn · c5 black pawn · f5 black pawn · h4 white pawn · c3 white pawn · d3 white pawn · e3 white knight · f3 white pawn · c2 white king · f2 white pawn · a1 white rook · e1 white rook | b7 black rook · h7 black pawn · a6 black pawn · c6 black rook · e6 black knight · f6 black king · g6 black pawn · c5 black pawn · f5 black pawn · h4 white pawn · c3 white pawn · d3 white pawn · e3 white knight · f3 white pawn · c2 white king · f2 white pawn · a1 white rook · e1 white rook | b7 black rook · h7 black pawn · a6 black pawn · c6 black rook · e6 black knight · f6 black king · g6 black pawn · c5 black pawn · f5 black pawn · h4 white pawn · c3 white pawn · d3 white pawn · e3 white knight · f3 white pawn · c2 white king · f2 white pawn · a1 white rook · e1 white rook | b7 black rook · h7 black pawn · a6 black pawn · c6 black rook · e6 black knight · f6 black king · g6 black pawn · c5 black pawn · f5 black pawn · h4 white pawn · c3 white pawn · d3 white pawn · e3 white knight · f3 white pawn · c2 white king · f2 white pawn · a1 white rook · e1 white rook | b7 black rook · h7 black pawn · a6 black pawn · c6 black rook · e6 black knight · f6 black king · g6 black pawn · c5 black pawn · f5 black pawn · h4 white pawn · c3 white pawn · d3 white pawn · e3 white knight · f3 white pawn · c2 white king · f2 white pawn · a1 white rook · e1 white rook | b7 black rook · h7 black pawn · a6 black pawn · c6 black rook · e6 black knight · f6 black king · g6 black pawn · c5 black pawn · f5 black pawn · h4 white pawn · c3 white pawn · d3 white pawn · e3 white knight · f3 white pawn · c2 white king · f2 white pawn · a1 white rook · e1 white rook | 2 |
| 1 | b7 black rook · h7 black pawn · a6 black pawn · c6 black rook · e6 black knight · f6 black king · g6 black pawn · c5 black pawn · f5 black pawn · h4 white pawn · c3 white pawn · d3 white pawn · e3 white knight · f3 white pawn · c2 white king · f2 white pawn · a1 white rook · e1 white rook | b7 black rook · h7 black pawn · a6 black pawn · c6 black rook · e6 black knight · f6 black king · g6 black pawn · c5 black pawn · f5 black pawn · h4 white pawn · c3 white pawn · d3 white pawn · e3 white knight · f3 white pawn · c2 white king · f2 white pawn · a1 white rook · e1 white rook | b7 black rook · h7 black pawn · a6 black pawn · c6 black rook · e6 black knight · f6 black king · g6 black pawn · c5 black pawn · f5 black pawn · h4 white pawn · c3 white pawn · d3 white pawn · e3 white knight · f3 white pawn · c2 white king · f2 white pawn · a1 white rook · e1 white rook | b7 black rook · h7 black pawn · a6 black pawn · c6 black rook · e6 black knight · f6 black king · g6 black pawn · c5 black pawn · f5 black pawn · h4 white pawn · c3 white pawn · d3 white pawn · e3 white knight · f3 white pawn · c2 white king · f2 white pawn · a1 white rook · e1 white rook | b7 black rook · h7 black pawn · a6 black pawn · c6 black rook · e6 black knight · f6 black king · g6 black pawn · c5 black pawn · f5 black pawn · h4 white pawn · c3 white pawn · d3 white pawn · e3 white knight · f3 white pawn · c2 white king · f2 white pawn · a1 white rook · e1 white rook | b7 black rook · h7 black pawn · a6 black pawn · c6 black rook · e6 black knight · f6 black king · g6 black pawn · c5 black pawn · f5 black pawn · h4 white pawn · c3 white pawn · d3 white pawn · e3 white knight · f3 white pawn · c2 white king · f2 white pawn · a1 white rook · e1 white rook | b7 black rook · h7 black pawn · a6 black pawn · c6 black rook · e6 black knight · f6 black king · g6 black pawn · c5 black pawn · f5 black pawn · h4 white pawn · c3 white pawn · d3 white pawn · e3 white knight · f3 white pawn · c2 white king · f2 white pawn · a1 white rook · e1 white rook | b7 black rook · h7 black pawn · a6 black pawn · c6 black rook · e6 black knight · f6 black king · g6 black pawn · c5 black pawn · f5 black pawn · h4 white pawn · c3 white pawn · d3 white pawn · e3 white knight · f3 white pawn · c2 white king · f2 white pawn · a1 white rook · e1 white rook | 1 |
|   | a | b | c | d | e | f | g | h |   |

Ván 1 kết thúc hòa sau 45 nước đi. Nepomniachtchi (Trắng) mở đầu ván cờ với nước 1.e4, và ván cờ phát triển thành khai cuộc Ván cờ Tây Ban Nha. Cả hai kỳ thủ đều đi theo các biến phổ biến cho tới khi Carlsen (Đen) đi 8...Ma5, lựa chọn hàng đầu của phần mềm Leela Chess Zero. Nepomniachtchi nhanh chóng đi nước tốt nhưng không dễ nhìn 14.Vf1!, cho thấy anh vẫn đang trong vùng đã chuẩn bị trước. Carlsen thí một Tốt đổi lấy cặp tượng, không gian mở hơn, và quân tích cực hơn. Nepomniachtchi đã đi một số nước không chính xác (22.Tf4?! và 30.Me1?!), cho phép Carlsen giành được thế trận nhỉnh hơn. Với việc bị Carlsen dồn ép, Nepomniachtchi phòng thủ chính xác bằng cách trả lại Tốt thí để đẩy lùi cuộc tấn công của Đen và đạt được thế cờ hòa lặp lại nước. Trong phần bình luận của bản thân, đại kiện tướng Sam Shankland đã bày tỏ lo ngại về phần nghiên cứu của Carlsen khi anh đã không thể cân bằng thế cờ từ khai cuộc.

### Ván 2: Carlsen ½ - ½ Nepomniachtchi
|   | a | b | c | d | e | f | g | h |   |
| 8 | a8 black rook · f8 black rook · g8 black king · a7 black pawn · b7 black bishop · d7 black queen · g7 black pawn · h7 black pawn · c6 black pawn · d6 white knight · e6 black pawn · b5 black pawn · e5 white pawn · a4 white pawn · c4 black pawn · b3 black knight · d3 black knight · g3 white pawn · b2 white pawn · e2 white queen · f2 white pawn · g2 white bishop · h2 white pawn · b1 white rook · c1 white bishop · f1 white rook · g1 white king | a8 black rook · f8 black rook · g8 black king · a7 black pawn · b7 black bishop · d7 black queen · g7 black pawn · h7 black pawn · c6 black pawn · d6 white knight · e6 black pawn · b5 black pawn · e5 white pawn · a4 white pawn · c4 black pawn · b3 black knight · d3 black knight · g3 white pawn · b2 white pawn · e2 white queen · f2 white pawn · g2 white bishop · h2 white pawn · b1 white rook · c1 white bishop · f1 white rook · g1 white king | a8 black rook · f8 black rook · g8 black king · a7 black pawn · b7 black bishop · d7 black queen · g7 black pawn · h7 black pawn · c6 black pawn · d6 white knight · e6 black pawn · b5 black pawn · e5 white pawn · a4 white pawn · c4 black pawn · b3 black knight · d3 black knight · g3 white pawn · b2 white pawn · e2 white queen · f2 white pawn · g2 white bishop · h2 white pawn · b1 white rook · c1 white bishop · f1 white rook · g1 white king | a8 black rook · f8 black rook · g8 black king · a7 black pawn · b7 black bishop · d7 black queen · g7 black pawn · h7 black pawn · c6 black pawn · d6 white knight · e6 black pawn · b5 black pawn · e5 white pawn · a4 white pawn · c4 black pawn · b3 black knight · d3 black knight · g3 white pawn · b2 white pawn · e2 white queen · f2 white pawn · g2 white bishop · h2 white pawn · b1 white rook · c1 white bishop · f1 white rook · g1 white king | a8 black rook · f8 black rook · g8 black king · a7 black pawn · b7 black bishop · d7 black queen · g7 black pawn · h7 black pawn · c6 black pawn · d6 white knight · e6 black pawn · b5 black pawn · e5 white pawn · a4 white pawn · c4 black pawn · b3 black knight · d3 black knight · g3 white pawn · b2 white pawn · e2 white queen · f2 white pawn · g2 white bishop · h2 white pawn · b1 white rook · c1 white bishop · f1 white rook · g1 white king | a8 black rook · f8 black rook · g8 black king · a7 black pawn · b7 black bishop · d7 black queen · g7 black pawn · h7 black pawn · c6 black pawn · d6 white knight · e6 black pawn · b5 black pawn · e5 white pawn · a4 white pawn · c4 black pawn · b3 black knight · d3 black knight · g3 white pawn · b2 white pawn · e2 white queen · f2 white pawn · g2 white bishop · h2 white pawn · b1 white rook · c1 white bishop · f1 white rook · g1 white king | a8 black rook · f8 black rook · g8 black king · a7 black pawn · b7 black bishop · d7 black queen · g7 black pawn · h7 black pawn · c6 black pawn · d6 white knight · e6 black pawn · b5 black pawn · e5 white pawn · a4 white pawn · c4 black pawn · b3 black knight · d3 black knight · g3 white pawn · b2 white pawn · e2 white queen · f2 white pawn · g2 white bishop · h2 white pawn · b1 white rook · c1 white bishop · f1 white rook · g1 white king | a8 black rook · f8 black rook · g8 black king · a7 black pawn · b7 black bishop · d7 black queen · g7 black pawn · h7 black pawn · c6 black pawn · d6 white knight · e6 black pawn · b5 black pawn · e5 white pawn · a4 white pawn · c4 black pawn · b3 black knight · d3 black knight · g3 white pawn · b2 white pawn · e2 white queen · f2 white pawn · g2 white bishop · h2 white pawn · b1 white rook · c1 white bishop · f1 white rook · g1 white king | 8 |
| 7 | a8 black rook · f8 black rook · g8 black king · a7 black pawn · b7 black bishop · d7 black queen · g7 black pawn · h7 black pawn · c6 black pawn · d6 white knight · e6 black pawn · b5 black pawn · e5 white pawn · a4 white pawn · c4 black pawn · b3 black knight · d3 black knight · g3 white pawn · b2 white pawn · e2 white queen · f2 white pawn · g2 white bishop · h2 white pawn · b1 white rook · c1 white bishop · f1 white rook · g1 white king | a8 black rook · f8 black rook · g8 black king · a7 black pawn · b7 black bishop · d7 black queen · g7 black pawn · h7 black pawn · c6 black pawn · d6 white knight · e6 black pawn · b5 black pawn · e5 white pawn · a4 white pawn · c4 black pawn · b3 black knight · d3 black knight · g3 white pawn · b2 white pawn · e2 white queen · f2 white pawn · g2 white bishop · h2 white pawn · b1 white rook · c1 white bishop · f1 white rook · g1 white king | a8 black rook · f8 black rook · g8 black king · a7 black pawn · b7 black bishop · d7 black queen · g7 black pawn · h7 black pawn · c6 black pawn · d6 white knight · e6 black pawn · b5 black pawn · e5 white pawn · a4 white pawn · c4 black pawn · b3 black knight · d3 black knight · g3 white pawn · b2 white pawn · e2 white queen · f2 white pawn · g2 white bishop · h2 white pawn · b1 white rook · c1 white bishop · f1 white rook · g1 white king | a8 black rook · f8 black rook · g8 black king · a7 black pawn · b7 black bishop · d7 black queen · g7 black pawn · h7 black pawn · c6 black pawn · d6 white knight · e6 black pawn · b5 black pawn · e5 white pawn · a4 white pawn · c4 black pawn · b3 black knight · d3 black knight · g3 white pawn · b2 white pawn · e2 white queen · f2 white pawn · g2 white bishop · h2 white pawn · b1 white rook · c1 white bishop · f1 white rook · g1 white king | a8 black rook · f8 black rook · g8 black king · a7 black pawn · b7 black bishop · d7 black queen · g7 black pawn · h7 black pawn · c6 black pawn · d6 white knight · e6 black pawn · b5 black pawn · e5 white pawn · a4 white pawn · c4 black pawn · b3 black knight · d3 black knight · g3 white pawn · b2 white pawn · e2 white queen · f2 white pawn · g2 white bishop · h2 white pawn · b1 white rook · c1 white bishop · f1 white rook · g1 white king | a8 black rook · f8 black rook · g8 black king · a7 black pawn · b7 black bishop · d7 black queen · g7 black pawn · h7 black pawn · c6 black pawn · d6 white knight · e6 black pawn · b5 black pawn · e5 white pawn · a4 white pawn · c4 black pawn · b3 black knight · d3 black knight · g3 white pawn · b2 white pawn · e2 white queen · f2 white pawn · g2 white bishop · h2 white pawn · b1 white rook · c1 white bishop · f1 white rook · g1 white king | a8 black rook · f8 black rook · g8 black king · a7 black pawn · b7 black bishop · d7 black queen · g7 black pawn · h7 black pawn · c6 black pawn · d6 white knight · e6 black pawn · b5 black pawn · e5 white pawn · a4 white pawn · c4 black pawn · b3 black knight · d3 black knight · g3 white pawn · b2 white pawn · e2 white queen · f2 white pawn · g2 white bishop · h2 white pawn · b1 white rook · c1 white bishop · f1 white rook · g1 white king | a8 black rook · f8 black rook · g8 black king · a7 black pawn · b7 black bishop · d7 black queen · g7 black pawn · h7 black pawn · c6 black pawn · d6 white knight · e6 black pawn · b5 black pawn · e5 white pawn · a4 white pawn · c4 black pawn · b3 black knight · d3 black knight · g3 white pawn · b2 white pawn · e2 white queen · f2 white pawn · g2 white bishop · h2 white pawn · b1 white rook · c1 white bishop · f1 white rook · g1 white king | 7 |
| 6 | a8 black rook · f8 black rook · g8 black king · a7 black pawn · b7 black bishop · d7 black queen · g7 black pawn · h7 black pawn · c6 black pawn · d6 white knight · e6 black pawn · b5 black pawn · e5 white pawn · a4 white pawn · c4 black pawn · b3 black knight · d3 black knight · g3 white pawn · b2 white pawn · e2 white queen · f2 white pawn · g2 white bishop · h2 white pawn · b1 white rook · c1 white bishop · f1 white rook · g1 white king | a8 black rook · f8 black rook · g8 black king · a7 black pawn · b7 black bishop · d7 black queen · g7 black pawn · h7 black pawn · c6 black pawn · d6 white knight · e6 black pawn · b5 black pawn · e5 white pawn · a4 white pawn · c4 black pawn · b3 black knight · d3 black knight · g3 white pawn · b2 white pawn · e2 white queen · f2 white pawn · g2 white bishop · h2 white pawn · b1 white rook · c1 white bishop · f1 white rook · g1 white king | a8 black rook · f8 black rook · g8 black king · a7 black pawn · b7 black bishop · d7 black queen · g7 black pawn · h7 black pawn · c6 black pawn · d6 white knight · e6 black pawn · b5 black pawn · e5 white pawn · a4 white pawn · c4 black pawn · b3 black knight · d3 black knight · g3 white pawn · b2 white pawn · e2 white queen · f2 white pawn · g2 white bishop · h2 white pawn · b1 white rook · c1 white bishop · f1 white rook · g1 white king | a8 black rook · f8 black rook · g8 black king · a7 black pawn · b7 black bishop · d7 black queen · g7 black pawn · h7 black pawn · c6 black pawn · d6 white knight · e6 black pawn · b5 black pawn · e5 white pawn · a4 white pawn · c4 black pawn · b3 black knight · d3 black knight · g3 white pawn · b2 white pawn · e2 white queen · f2 white pawn · g2 white bishop · h2 white pawn · b1 white rook · c1 white bishop · f1 white rook · g1 white king | a8 black rook · f8 black rook · g8 black king · a7 black pawn · b7 black bishop · d7 black queen · g7 black pawn · h7 black pawn · c6 black pawn · d6 white knight · e6 black pawn · b5 black pawn · e5 white pawn · a4 white pawn · c4 black pawn · b3 black knight · d3 black knight · g3 white pawn · b2 white pawn · e2 white queen · f2 white pawn · g2 white bishop · h2 white pawn · b1 white rook · c1 white bishop · f1 white rook · g1 white king | a8 black rook · f8 black rook · g8 black king · a7 black pawn · b7 black bishop · d7 black queen · g7 black pawn · h7 black pawn · c6 black pawn · d6 white knight · e6 black pawn · b5 black pawn · e5 white pawn · a4 white pawn · c4 black pawn · b3 black knight · d3 black knight · g3 white pawn · b2 white pawn · e2 white queen · f2 white pawn · g2 white bishop · h2 white pawn · b1 white rook · c1 white bishop · f1 white rook · g1 white king | a8 black rook · f8 black rook · g8 black king · a7 black pawn · b7 black bishop · d7 black queen · g7 black pawn · h7 black pawn · c6 black pawn · d6 white knight · e6 black pawn · b5 black pawn · e5 white pawn · a4 white pawn · c4 black pawn · b3 black knight · d3 black knight · g3 white pawn · b2 white pawn · e2 white queen · f2 white pawn · g2 white bishop · h2 white pawn · b1 white rook · c1 white bishop · f1 white rook · g1 white king | a8 black rook · f8 black rook · g8 black king · a7 black pawn · b7 black bishop · d7 black queen · g7 black pawn · h7 black pawn · c6 black pawn · d6 white knight · e6 black pawn · b5 black pawn · e5 white pawn · a4 white pawn · c4 black pawn · b3 black knight · d3 black knight · g3 white pawn · b2 white pawn · e2 white queen · f2 white pawn · g2 white bishop · h2 white pawn · b1 white rook · c1 white bishop · f1 white rook · g1 white king | 6 |
| 5 | a8 black rook · f8 black rook · g8 black king · a7 black pawn · b7 black bishop · d7 black queen · g7 black pawn · h7 black pawn · c6 black pawn · d6 white knight · e6 black pawn · b5 black pawn · e5 white pawn · a4 white pawn · c4 black pawn · b3 black knight · d3 black knight · g3 white pawn · b2 white pawn · e2 white queen · f2 white pawn · g2 white bishop · h2 white pawn · b1 white rook · c1 white bishop · f1 white rook · g1 white king | a8 black rook · f8 black rook · g8 black king · a7 black pawn · b7 black bishop · d7 black queen · g7 black pawn · h7 black pawn · c6 black pawn · d6 white knight · e6 black pawn · b5 black pawn · e5 white pawn · a4 white pawn · c4 black pawn · b3 black knight · d3 black knight · g3 white pawn · b2 white pawn · e2 white queen · f2 white pawn · g2 white bishop · h2 white pawn · b1 white rook · c1 white bishop · f1 white rook · g1 white king | a8 black rook · f8 black rook · g8 black king · a7 black pawn · b7 black bishop · d7 black queen · g7 black pawn · h7 black pawn · c6 black pawn · d6 white knight · e6 black pawn · b5 black pawn · e5 white pawn · a4 white pawn · c4 black pawn · b3 black knight · d3 black knight · g3 white pawn · b2 white pawn · e2 white queen · f2 white pawn · g2 white bishop · h2 white pawn · b1 white rook · c1 white bishop · f1 white rook · g1 white king | a8 black rook · f8 black rook · g8 black king · a7 black pawn · b7 black bishop · d7 black queen · g7 black pawn · h7 black pawn · c6 black pawn · d6 white knight · e6 black pawn · b5 black pawn · e5 white pawn · a4 white pawn · c4 black pawn · b3 black knight · d3 black knight · g3 white pawn · b2 white pawn · e2 white queen · f2 white pawn · g2 white bishop · h2 white pawn · b1 white rook · c1 white bishop · f1 white rook · g1 white king | a8 black rook · f8 black rook · g8 black king · a7 black pawn · b7 black bishop · d7 black queen · g7 black pawn · h7 black pawn · c6 black pawn · d6 white knight · e6 black pawn · b5 black pawn · e5 white pawn · a4 white pawn · c4 black pawn · b3 black knight · d3 black knight · g3 white pawn · b2 white pawn · e2 white queen · f2 white pawn · g2 white bishop · h2 white pawn · b1 white rook · c1 white bishop · f1 white rook · g1 white king | a8 black rook · f8 black rook · g8 black king · a7 black pawn · b7 black bishop · d7 black queen · g7 black pawn · h7 black pawn · c6 black pawn · d6 white knight · e6 black pawn · b5 black pawn · e5 white pawn · a4 white pawn · c4 black pawn · b3 black knight · d3 black knight · g3 white pawn · b2 white pawn · e2 white queen · f2 white pawn · g2 white bishop · h2 white pawn · b1 white rook · c1 white bishop · f1 white rook · g1 white king | a8 black rook · f8 black rook · g8 black king · a7 black pawn · b7 black bishop · d7 black queen · g7 black pawn · h7 black pawn · c6 black pawn · d6 white knight · e6 black pawn · b5 black pawn · e5 white pawn · a4 white pawn · c4 black pawn · b3 black knight · d3 black knight · g3 white pawn · b2 white pawn · e2 white queen · f2 white pawn · g2 white bishop · h2 white pawn · b1 white rook · c1 white bishop · f1 white rook · g1 white king | a8 black rook · f8 black rook · g8 black king · a7 black pawn · b7 black bishop · d7 black queen · g7 black pawn · h7 black pawn · c6 black pawn · d6 white knight · e6 black pawn · b5 black pawn · e5 white pawn · a4 white pawn · c4 black pawn · b3 black knight · d3 black knight · g3 white pawn · b2 white pawn · e2 white queen · f2 white pawn · g2 white bishop · h2 white pawn · b1 white rook · c1 white bishop · f1 white rook · g1 white king | 5 |
| 4 | a8 black rook · f8 black rook · g8 black king · a7 black pawn · b7 black bishop · d7 black queen · g7 black pawn · h7 black pawn · c6 black pawn · d6 white knight · e6 black pawn · b5 black pawn · e5 white pawn · a4 white pawn · c4 black pawn · b3 black knight · d3 black knight · g3 white pawn · b2 white pawn · e2 white queen · f2 white pawn · g2 white bishop · h2 white pawn · b1 white rook · c1 white bishop · f1 white rook · g1 white king | a8 black rook · f8 black rook · g8 black king · a7 black pawn · b7 black bishop · d7 black queen · g7 black pawn · h7 black pawn · c6 black pawn · d6 white knight · e6 black pawn · b5 black pawn · e5 white pawn · a4 white pawn · c4 black pawn · b3 black knight · d3 black knight · g3 white pawn · b2 white pawn · e2 white queen · f2 white pawn · g2 white bishop · h2 white pawn · b1 white rook · c1 white bishop · f1 white rook · g1 white king | a8 black rook · f8 black rook · g8 black king · a7 black pawn · b7 black bishop · d7 black queen · g7 black pawn · h7 black pawn · c6 black pawn · d6 white knight · e6 black pawn · b5 black pawn · e5 white pawn · a4 white pawn · c4 black pawn · b3 black knight · d3 black knight · g3 white pawn · b2 white pawn · e2 white queen · f2 white pawn · g2 white bishop · h2 white pawn · b1 white rook · c1 white bishop · f1 white rook · g1 white king | a8 black rook · f8 black rook · g8 black king · a7 black pawn · b7 black bishop · d7 black queen · g7 black pawn · h7 black pawn · c6 black pawn · d6 white knight · e6 black pawn · b5 black pawn · e5 white pawn · a4 white pawn · c4 black pawn · b3 black knight · d3 black knight · g3 white pawn · b2 white pawn · e2 white queen · f2 white pawn · g2 white bishop · h2 white pawn · b1 white rook · c1 white bishop · f1 white rook · g1 white king | a8 black rook · f8 black rook · g8 black king · a7 black pawn · b7 black bishop · d7 black queen · g7 black pawn · h7 black pawn · c6 black pawn · d6 white knight · e6 black pawn · b5 black pawn · e5 white pawn · a4 white pawn · c4 black pawn · b3 black knight · d3 black knight · g3 white pawn · b2 white pawn · e2 white queen · f2 white pawn · g2 white bishop · h2 white pawn · b1 white rook · c1 white bishop · f1 white rook · g1 white king | a8 black rook · f8 black rook · g8 black king · a7 black pawn · b7 black bishop · d7 black queen · g7 black pawn · h7 black pawn · c6 black pawn · d6 white knight · e6 black pawn · b5 black pawn · e5 white pawn · a4 white pawn · c4 black pawn · b3 black knight · d3 black knight · g3 white pawn · b2 white pawn · e2 white queen · f2 white pawn · g2 white bishop · h2 white pawn · b1 white rook · c1 white bishop · f1 white rook · g1 white king | a8 black rook · f8 black rook · g8 black king · a7 black pawn · b7 black bishop · d7 black queen · g7 black pawn · h7 black pawn · c6 black pawn · d6 white knight · e6 black pawn · b5 black pawn · e5 white pawn · a4 white pawn · c4 black pawn · b3 black knight · d3 black knight · g3 white pawn · b2 white pawn · e2 white queen · f2 white pawn · g2 white bishop · h2 white pawn · b1 white rook · c1 white bishop · f1 white rook · g1 white king | a8 black rook · f8 black rook · g8 black king · a7 black pawn · b7 black bishop · d7 black queen · g7 black pawn · h7 black pawn · c6 black pawn · d6 white knight · e6 black pawn · b5 black pawn · e5 white pawn · a4 white pawn · c4 black pawn · b3 black knight · d3 black knight · g3 white pawn · b2 white pawn · e2 white queen · f2 white pawn · g2 white bishop · h2 white pawn · b1 white rook · c1 white bishop · f1 white rook · g1 white king | 4 |
| 3 | a8 black rook · f8 black rook · g8 black king · a7 black pawn · b7 black bishop · d7 black queen · g7 black pawn · h7 black pawn · c6 black pawn · d6 white knight · e6 black pawn · b5 black pawn · e5 white pawn · a4 white pawn · c4 black pawn · b3 black knight · d3 black knight · g3 white pawn · b2 white pawn · e2 white queen · f2 white pawn · g2 white bishop · h2 white pawn · b1 white rook · c1 white bishop · f1 white rook · g1 white king | a8 black rook · f8 black rook · g8 black king · a7 black pawn · b7 black bishop · d7 black queen · g7 black pawn · h7 black pawn · c6 black pawn · d6 white knight · e6 black pawn · b5 black pawn · e5 white pawn · a4 white pawn · c4 black pawn · b3 black knight · d3 black knight · g3 white pawn · b2 white pawn · e2 white queen · f2 white pawn · g2 white bishop · h2 white pawn · b1 white rook · c1 white bishop · f1 white rook · g1 white king | a8 black rook · f8 black rook · g8 black king · a7 black pawn · b7 black bishop · d7 black queen · g7 black pawn · h7 black pawn · c6 black pawn · d6 white knight · e6 black pawn · b5 black pawn · e5 white pawn · a4 white pawn · c4 black pawn · b3 black knight · d3 black knight · g3 white pawn · b2 white pawn · e2 white queen · f2 white pawn · g2 white bishop · h2 white pawn · b1 white rook · c1 white bishop · f1 white rook · g1 white king | a8 black rook · f8 black rook · g8 black king · a7 black pawn · b7 black bishop · d7 black queen · g7 black pawn · h7 black pawn · c6 black pawn · d6 white knight · e6 black pawn · b5 black pawn · e5 white pawn · a4 white pawn · c4 black pawn · b3 black knight · d3 black knight · g3 white pawn · b2 white pawn · e2 white queen · f2 white pawn · g2 white bishop · h2 white pawn · b1 white rook · c1 white bishop · f1 white rook · g1 white king | a8 black rook · f8 black rook · g8 black king · a7 black pawn · b7 black bishop · d7 black queen · g7 black pawn · h7 black pawn · c6 black pawn · d6 white knight · e6 black pawn · b5 black pawn · e5 white pawn · a4 white pawn · c4 black pawn · b3 black knight · d3 black knight · g3 white pawn · b2 white pawn · e2 white queen · f2 white pawn · g2 white bishop · h2 white pawn · b1 white rook · c1 white bishop · f1 white rook · g1 white king | a8 black rook · f8 black rook · g8 black king · a7 black pawn · b7 black bishop · d7 black queen · g7 black pawn · h7 black pawn · c6 black pawn · d6 white knight · e6 black pawn · b5 black pawn · e5 white pawn · a4 white pawn · c4 black pawn · b3 black knight · d3 black knight · g3 white pawn · b2 white pawn · e2 white queen · f2 white pawn · g2 white bishop · h2 white pawn · b1 white rook · c1 white bishop · f1 white rook · g1 white king | a8 black rook · f8 black rook · g8 black king · a7 black pawn · b7 black bishop · d7 black queen · g7 black pawn · h7 black pawn · c6 black pawn · d6 white knight · e6 black pawn · b5 black pawn · e5 white pawn · a4 white pawn · c4 black pawn · b3 black knight · d3 black knight · g3 white pawn · b2 white pawn · e2 white queen · f2 white pawn · g2 white bishop · h2 white pawn · b1 white rook · c1 white bishop · f1 white rook · g1 white king | a8 black rook · f8 black rook · g8 black king · a7 black pawn · b7 black bishop · d7 black queen · g7 black pawn · h7 black pawn · c6 black pawn · d6 white knight · e6 black pawn · b5 black pawn · e5 white pawn · a4 white pawn · c4 black pawn · b3 black knight · d3 black knight · g3 white pawn · b2 white pawn · e2 white queen · f2 white pawn · g2 white bishop · h2 white pawn · b1 white rook · c1 white bishop · f1 white rook · g1 white king | 3 |
| 2 | a8 black rook · f8 black rook · g8 black king · a7 black pawn · b7 black bishop · d7 black queen · g7 black pawn · h7 black pawn · c6 black pawn · d6 white knight · e6 black pawn · b5 black pawn · e5 white pawn · a4 white pawn · c4 black pawn · b3 black knight · d3 black knight · g3 white pawn · b2 white pawn · e2 white queen · f2 white pawn · g2 white bishop · h2 white pawn · b1 white rook · c1 white bishop · f1 white rook · g1 white king | a8 black rook · f8 black rook · g8 black king · a7 black pawn · b7 black bishop · d7 black queen · g7 black pawn · h7 black pawn · c6 black pawn · d6 white knight · e6 black pawn · b5 black pawn · e5 white pawn · a4 white pawn · c4 black pawn · b3 black knight · d3 black knight · g3 white pawn · b2 white pawn · e2 white queen · f2 white pawn · g2 white bishop · h2 white pawn · b1 white rook · c1 white bishop · f1 white rook · g1 white king | a8 black rook · f8 black rook · g8 black king · a7 black pawn · b7 black bishop · d7 black queen · g7 black pawn · h7 black pawn · c6 black pawn · d6 white knight · e6 black pawn · b5 black pawn · e5 white pawn · a4 white pawn · c4 black pawn · b3 black knight · d3 black knight · g3 white pawn · b2 white pawn · e2 white queen · f2 white pawn · g2 white bishop · h2 white pawn · b1 white rook · c1 white bishop · f1 white rook · g1 white king | a8 black rook · f8 black rook · g8 black king · a7 black pawn · b7 black bishop · d7 black queen · g7 black pawn · h7 black pawn · c6 black pawn · d6 white knight · e6 black pawn · b5 black pawn · e5 white pawn · a4 white pawn · c4 black pawn · b3 black knight · d3 black knight · g3 white pawn · b2 white pawn · e2 white queen · f2 white pawn · g2 white bishop · h2 white pawn · b1 white rook · c1 white bishop · f1 white rook · g1 white king | a8 black rook · f8 black rook · g8 black king · a7 black pawn · b7 black bishop · d7 black queen · g7 black pawn · h7 black pawn · c6 black pawn · d6 white knight · e6 black pawn · b5 black pawn · e5 white pawn · a4 white pawn · c4 black pawn · b3 black knight · d3 black knight · g3 white pawn · b2 white pawn · e2 white queen · f2 white pawn · g2 white bishop · h2 white pawn · b1 white rook · c1 white bishop · f1 white rook · g1 white king | a8 black rook · f8 black rook · g8 black king · a7 black pawn · b7 black bishop · d7 black queen · g7 black pawn · h7 black pawn · c6 black pawn · d6 white knight · e6 black pawn · b5 black pawn · e5 white pawn · a4 white pawn · c4 black pawn · b3 black knight · d3 black knight · g3 white pawn · b2 white pawn · e2 white queen · f2 white pawn · g2 white bishop · h2 white pawn · b1 white rook · c1 white bishop · f1 white rook · g1 white king | a8 black rook · f8 black rook · g8 black king · a7 black pawn · b7 black bishop · d7 black queen · g7 black pawn · h7 black pawn · c6 black pawn · d6 white knight · e6 black pawn · b5 black pawn · e5 white pawn · a4 white pawn · c4 black pawn · b3 black knight · d3 black knight · g3 white pawn · b2 white pawn · e2 white queen · f2 white pawn · g2 white bishop · h2 white pawn · b1 white rook · c1 white bishop · f1 white rook · g1 white king | a8 black rook · f8 black rook · g8 black king · a7 black pawn · b7 black bishop · d7 black queen · g7 black pawn · h7 black pawn · c6 black pawn · d6 white knight · e6 black pawn · b5 black pawn · e5 white pawn · a4 white pawn · c4 black pawn · b3 black knight · d3 black knight · g3 white pawn · b2 white pawn · e2 white queen · f2 white pawn · g2 white bishop · h2 white pawn · b1 white rook · c1 white bishop · f1 white rook · g1 white king | 2 |
| 1 | a8 black rook · f8 black rook · g8 black king · a7 black pawn · b7 black bishop · d7 black queen · g7 black pawn · h7 black pawn · c6 black pawn · d6 white knight · e6 black pawn · b5 black pawn · e5 white pawn · a4 white pawn · c4 black pawn · b3 black knight · d3 black knight · g3 white pawn · b2 white pawn · e2 white queen · f2 white pawn · g2 white bishop · h2 white pawn · b1 white rook · c1 white bishop · f1 white rook · g1 white king | a8 black rook · f8 black rook · g8 black king · a7 black pawn · b7 black bishop · d7 black queen · g7 black pawn · h7 black pawn · c6 black pawn · d6 white knight · e6 black pawn · b5 black pawn · e5 white pawn · a4 white pawn · c4 black pawn · b3 black knight · d3 black knight · g3 white pawn · b2 white pawn · e2 white queen · f2 white pawn · g2 white bishop · h2 white pawn · b1 white rook · c1 white bishop · f1 white rook · g1 white king | a8 black rook · f8 black rook · g8 black king · a7 black pawn · b7 black bishop · d7 black queen · g7 black pawn · h7 black pawn · c6 black pawn · d6 white knight · e6 black pawn · b5 black pawn · e5 white pawn · a4 white pawn · c4 black pawn · b3 black knight · d3 black knight · g3 white pawn · b2 white pawn · e2 white queen · f2 white pawn · g2 white bishop · h2 white pawn · b1 white rook · c1 white bishop · f1 white rook · g1 white king | a8 black rook · f8 black rook · g8 black king · a7 black pawn · b7 black bishop · d7 black queen · g7 black pawn · h7 black pawn · c6 black pawn · d6 white knight · e6 black pawn · b5 black pawn · e5 white pawn · a4 white pawn · c4 black pawn · b3 black knight · d3 black knight · g3 white pawn · b2 white pawn · e2 white queen · f2 white pawn · g2 white bishop · h2 white pawn · b1 white rook · c1 white bishop · f1 white rook · g1 white king | a8 black rook · f8 black rook · g8 black king · a7 black pawn · b7 black bishop · d7 black queen · g7 black pawn · h7 black pawn · c6 black pawn · d6 white knight · e6 black pawn · b5 black pawn · e5 white pawn · a4 white pawn · c4 black pawn · b3 black knight · d3 black knight · g3 white pawn · b2 white pawn · e2 white queen · f2 white pawn · g2 white bishop · h2 white pawn · b1 white rook · c1 white bishop · f1 white rook · g1 white king | a8 black rook · f8 black rook · g8 black king · a7 black pawn · b7 black bishop · d7 black queen · g7 black pawn · h7 black pawn · c6 black pawn · d6 white knight · e6 black pawn · b5 black pawn · e5 white pawn · a4 white pawn · c4 black pawn · b3 black knight · d3 black knight · g3 white pawn · b2 white pawn · e2 white queen · f2 white pawn · g2 white bishop · h2 white pawn · b1 white rook · c1 white bishop · f1 white rook · g1 white king | a8 black rook · f8 black rook · g8 black king · a7 black pawn · b7 black bishop · d7 black queen · g7 black pawn · h7 black pawn · c6 black pawn · d6 white knight · e6 black pawn · b5 black pawn · e5 white pawn · a4 white pawn · c4 black pawn · b3 black knight · d3 black knight · g3 white pawn · b2 white pawn · e2 white queen · f2 white pawn · g2 white bishop · h2 white pawn · b1 white rook · c1 white bishop · f1 white rook · g1 white king | a8 black rook · f8 black rook · g8 black king · a7 black pawn · b7 black bishop · d7 black queen · g7 black pawn · h7 black pawn · c6 black pawn · d6 white knight · e6 black pawn · b5 black pawn · e5 white pawn · a4 white pawn · c4 black pawn · b3 black knight · d3 black knight · g3 white pawn · b2 white pawn · e2 white queen · f2 white pawn · g2 white bishop · h2 white pawn · b1 white rook · c1 white bishop · f1 white rook · g1 white king | 1 |
|   | a | b | c | d | e | f | g | h |   |

Ván 2 kết thúc hòa sau 58 nước đi. Carlsen sử dụng khai cuộc Catalan, và Nepomniachtchi lựa chọn giữ Tốt với nước 7...b5 thay vì trả lại nó với nước 7..a6, qua đó cho Carlsen lợi thế trong việc phát triển quân và kiểm soát trung tâm. Mặc dù biến này rõ ràng đã được Carlsen chuẩn bị trước, Nepomniachtchi đã không ngần ngại giao chiến với nước 13...Md3. Phần trung cuộc trở nên rất phức tạp, khi Carlsen giữ lợi thế cho tới nước không chính xác 17.Me5. Carlsen sau đó đã thừa nhận anh đã bỏ qua nước đáp trả 18...Mac5. Nepomniachtchi được lợi quân, tuy nhiên Carlsen được bù đắp rất tốt và có đà tấn công. Ván đấu tiếp tục rất phức tạp, khi bình luận viên Sam Shankland viết rằng anh tưởng Trắng có lợi cho tới khi anh tham khảo phần mềm và nhận ra Đen đang chiếm ưu. Anish Giri coi nước 24..c3 là một nước quá vội vã, và chính nước đi này đã khiến Nepomniachtchi mất hầu hết lợi thế. Trắng đã có cơ hội giành lấy thêm, nhưng một nước không chính xác từ Carlsen đã giúp Nepomniachtchi đẩy ván đấu trở thành một ván hòa theo lý thuyết. Sau khi bị buộc đổi Hậu, Carlsen chơi tiếp 15 nước nữa, tuy nhiên kết quả đã quá rõ ràng.

### Ván 3: Nepomniachtchi ½ - ½ Carlsen
|   | a | b | c | d | e | f | g | h |   |
| 8 | a8 black rook · c8 black bishop · d8 black queen · e8 black rook · f8 black bishop · g8 black king · c7 black pawn · f7 black pawn · g7 black pawn · c6 black knight · d6 black pawn · f6 black knight · h6 black pawn · a5 black pawn · e5 black pawn · a4 white pawn · c4 white knight · e4 white pawn · b3 white bishop · c3 white bishop · d3 white pawn · f3 white knight · b2 white pawn · f2 white pawn · g2 white pawn · h2 white pawn · c1 white rook · d1 white queen · e1 white rook · g1 white king | a8 black rook · c8 black bishop · d8 black queen · e8 black rook · f8 black bishop · g8 black king · c7 black pawn · f7 black pawn · g7 black pawn · c6 black knight · d6 black pawn · f6 black knight · h6 black pawn · a5 black pawn · e5 black pawn · a4 white pawn · c4 white knight · e4 white pawn · b3 white bishop · c3 white bishop · d3 white pawn · f3 white knight · b2 white pawn · f2 white pawn · g2 white pawn · h2 white pawn · c1 white rook · d1 white queen · e1 white rook · g1 white king | a8 black rook · c8 black bishop · d8 black queen · e8 black rook · f8 black bishop · g8 black king · c7 black pawn · f7 black pawn · g7 black pawn · c6 black knight · d6 black pawn · f6 black knight · h6 black pawn · a5 black pawn · e5 black pawn · a4 white pawn · c4 white knight · e4 white pawn · b3 white bishop · c3 white bishop · d3 white pawn · f3 white knight · b2 white pawn · f2 white pawn · g2 white pawn · h2 white pawn · c1 white rook · d1 white queen · e1 white rook · g1 white king | a8 black rook · c8 black bishop · d8 black queen · e8 black rook · f8 black bishop · g8 black king · c7 black pawn · f7 black pawn · g7 black pawn · c6 black knight · d6 black pawn · f6 black knight · h6 black pawn · a5 black pawn · e5 black pawn · a4 white pawn · c4 white knight · e4 white pawn · b3 white bishop · c3 white bishop · d3 white pawn · f3 white knight · b2 white pawn · f2 white pawn · g2 white pawn · h2 white pawn · c1 white rook · d1 white queen · e1 white rook · g1 white king | a8 black rook · c8 black bishop · d8 black queen · e8 black rook · f8 black bishop · g8 black king · c7 black pawn · f7 black pawn · g7 black pawn · c6 black knight · d6 black pawn · f6 black knight · h6 black pawn · a5 black pawn · e5 black pawn · a4 white pawn · c4 white knight · e4 white pawn · b3 white bishop · c3 white bishop · d3 white pawn · f3 white knight · b2 white pawn · f2 white pawn · g2 white pawn · h2 white pawn · c1 white rook · d1 white queen · e1 white rook · g1 white king | a8 black rook · c8 black bishop · d8 black queen · e8 black rook · f8 black bishop · g8 black king · c7 black pawn · f7 black pawn · g7 black pawn · c6 black knight · d6 black pawn · f6 black knight · h6 black pawn · a5 black pawn · e5 black pawn · a4 white pawn · c4 white knight · e4 white pawn · b3 white bishop · c3 white bishop · d3 white pawn · f3 white knight · b2 white pawn · f2 white pawn · g2 white pawn · h2 white pawn · c1 white rook · d1 white queen · e1 white rook · g1 white king | a8 black rook · c8 black bishop · d8 black queen · e8 black rook · f8 black bishop · g8 black king · c7 black pawn · f7 black pawn · g7 black pawn · c6 black knight · d6 black pawn · f6 black knight · h6 black pawn · a5 black pawn · e5 black pawn · a4 white pawn · c4 white knight · e4 white pawn · b3 white bishop · c3 white bishop · d3 white pawn · f3 white knight · b2 white pawn · f2 white pawn · g2 white pawn · h2 white pawn · c1 white rook · d1 white queen · e1 white rook · g1 white king | a8 black rook · c8 black bishop · d8 black queen · e8 black rook · f8 black bishop · g8 black king · c7 black pawn · f7 black pawn · g7 black pawn · c6 black knight · d6 black pawn · f6 black knight · h6 black pawn · a5 black pawn · e5 black pawn · a4 white pawn · c4 white knight · e4 white pawn · b3 white bishop · c3 white bishop · d3 white pawn · f3 white knight · b2 white pawn · f2 white pawn · g2 white pawn · h2 white pawn · c1 white rook · d1 white queen · e1 white rook · g1 white king | 8 |
| 7 | a8 black rook · c8 black bishop · d8 black queen · e8 black rook · f8 black bishop · g8 black king · c7 black pawn · f7 black pawn · g7 black pawn · c6 black knight · d6 black pawn · f6 black knight · h6 black pawn · a5 black pawn · e5 black pawn · a4 white pawn · c4 white knight · e4 white pawn · b3 white bishop · c3 white bishop · d3 white pawn · f3 white knight · b2 white pawn · f2 white pawn · g2 white pawn · h2 white pawn · c1 white rook · d1 white queen · e1 white rook · g1 white king | a8 black rook · c8 black bishop · d8 black queen · e8 black rook · f8 black bishop · g8 black king · c7 black pawn · f7 black pawn · g7 black pawn · c6 black knight · d6 black pawn · f6 black knight · h6 black pawn · a5 black pawn · e5 black pawn · a4 white pawn · c4 white knight · e4 white pawn · b3 white bishop · c3 white bishop · d3 white pawn · f3 white knight · b2 white pawn · f2 white pawn · g2 white pawn · h2 white pawn · c1 white rook · d1 white queen · e1 white rook · g1 white king | a8 black rook · c8 black bishop · d8 black queen · e8 black rook · f8 black bishop · g8 black king · c7 black pawn · f7 black pawn · g7 black pawn · c6 black knight · d6 black pawn · f6 black knight · h6 black pawn · a5 black pawn · e5 black pawn · a4 white pawn · c4 white knight · e4 white pawn · b3 white bishop · c3 white bishop · d3 white pawn · f3 white knight · b2 white pawn · f2 white pawn · g2 white pawn · h2 white pawn · c1 white rook · d1 white queen · e1 white rook · g1 white king | a8 black rook · c8 black bishop · d8 black queen · e8 black rook · f8 black bishop · g8 black king · c7 black pawn · f7 black pawn · g7 black pawn · c6 black knight · d6 black pawn · f6 black knight · h6 black pawn · a5 black pawn · e5 black pawn · a4 white pawn · c4 white knight · e4 white pawn · b3 white bishop · c3 white bishop · d3 white pawn · f3 white knight · b2 white pawn · f2 white pawn · g2 white pawn · h2 white pawn · c1 white rook · d1 white queen · e1 white rook · g1 white king | a8 black rook · c8 black bishop · d8 black queen · e8 black rook · f8 black bishop · g8 black king · c7 black pawn · f7 black pawn · g7 black pawn · c6 black knight · d6 black pawn · f6 black knight · h6 black pawn · a5 black pawn · e5 black pawn · a4 white pawn · c4 white knight · e4 white pawn · b3 white bishop · c3 white bishop · d3 white pawn · f3 white knight · b2 white pawn · f2 white pawn · g2 white pawn · h2 white pawn · c1 white rook · d1 white queen · e1 white rook · g1 white king | a8 black rook · c8 black bishop · d8 black queen · e8 black rook · f8 black bishop · g8 black king · c7 black pawn · f7 black pawn · g7 black pawn · c6 black knight · d6 black pawn · f6 black knight · h6 black pawn · a5 black pawn · e5 black pawn · a4 white pawn · c4 white knight · e4 white pawn · b3 white bishop · c3 white bishop · d3 white pawn · f3 white knight · b2 white pawn · f2 white pawn · g2 white pawn · h2 white pawn · c1 white rook · d1 white queen · e1 white rook · g1 white king | a8 black rook · c8 black bishop · d8 black queen · e8 black rook · f8 black bishop · g8 black king · c7 black pawn · f7 black pawn · g7 black pawn · c6 black knight · d6 black pawn · f6 black knight · h6 black pawn · a5 black pawn · e5 black pawn · a4 white pawn · c4 white knight · e4 white pawn · b3 white bishop · c3 white bishop · d3 white pawn · f3 white knight · b2 white pawn · f2 white pawn · g2 white pawn · h2 white pawn · c1 white rook · d1 white queen · e1 white rook · g1 white king | a8 black rook · c8 black bishop · d8 black queen · e8 black rook · f8 black bishop · g8 black king · c7 black pawn · f7 black pawn · g7 black pawn · c6 black knight · d6 black pawn · f6 black knight · h6 black pawn · a5 black pawn · e5 black pawn · a4 white pawn · c4 white knight · e4 white pawn · b3 white bishop · c3 white bishop · d3 white pawn · f3 white knight · b2 white pawn · f2 white pawn · g2 white pawn · h2 white pawn · c1 white rook · d1 white queen · e1 white rook · g1 white king | 7 |
| 6 | a8 black rook · c8 black bishop · d8 black queen · e8 black rook · f8 black bishop · g8 black king · c7 black pawn · f7 black pawn · g7 black pawn · c6 black knight · d6 black pawn · f6 black knight · h6 black pawn · a5 black pawn · e5 black pawn · a4 white pawn · c4 white knight · e4 white pawn · b3 white bishop · c3 white bishop · d3 white pawn · f3 white knight · b2 white pawn · f2 white pawn · g2 white pawn · h2 white pawn · c1 white rook · d1 white queen · e1 white rook · g1 white king | a8 black rook · c8 black bishop · d8 black queen · e8 black rook · f8 black bishop · g8 black king · c7 black pawn · f7 black pawn · g7 black pawn · c6 black knight · d6 black pawn · f6 black knight · h6 black pawn · a5 black pawn · e5 black pawn · a4 white pawn · c4 white knight · e4 white pawn · b3 white bishop · c3 white bishop · d3 white pawn · f3 white knight · b2 white pawn · f2 white pawn · g2 white pawn · h2 white pawn · c1 white rook · d1 white queen · e1 white rook · g1 white king | a8 black rook · c8 black bishop · d8 black queen · e8 black rook · f8 black bishop · g8 black king · c7 black pawn · f7 black pawn · g7 black pawn · c6 black knight · d6 black pawn · f6 black knight · h6 black pawn · a5 black pawn · e5 black pawn · a4 white pawn · c4 white knight · e4 white pawn · b3 white bishop · c3 white bishop · d3 white pawn · f3 white knight · b2 white pawn · f2 white pawn · g2 white pawn · h2 white pawn · c1 white rook · d1 white queen · e1 white rook · g1 white king | a8 black rook · c8 black bishop · d8 black queen · e8 black rook · f8 black bishop · g8 black king · c7 black pawn · f7 black pawn · g7 black pawn · c6 black knight · d6 black pawn · f6 black knight · h6 black pawn · a5 black pawn · e5 black pawn · a4 white pawn · c4 white knight · e4 white pawn · b3 white bishop · c3 white bishop · d3 white pawn · f3 white knight · b2 white pawn · f2 white pawn · g2 white pawn · h2 white pawn · c1 white rook · d1 white queen · e1 white rook · g1 white king | a8 black rook · c8 black bishop · d8 black queen · e8 black rook · f8 black bishop · g8 black king · c7 black pawn · f7 black pawn · g7 black pawn · c6 black knight · d6 black pawn · f6 black knight · h6 black pawn · a5 black pawn · e5 black pawn · a4 white pawn · c4 white knight · e4 white pawn · b3 white bishop · c3 white bishop · d3 white pawn · f3 white knight · b2 white pawn · f2 white pawn · g2 white pawn · h2 white pawn · c1 white rook · d1 white queen · e1 white rook · g1 white king | a8 black rook · c8 black bishop · d8 black queen · e8 black rook · f8 black bishop · g8 black king · c7 black pawn · f7 black pawn · g7 black pawn · c6 black knight · d6 black pawn · f6 black knight · h6 black pawn · a5 black pawn · e5 black pawn · a4 white pawn · c4 white knight · e4 white pawn · b3 white bishop · c3 white bishop · d3 white pawn · f3 white knight · b2 white pawn · f2 white pawn · g2 white pawn · h2 white pawn · c1 white rook · d1 white queen · e1 white rook · g1 white king | a8 black rook · c8 black bishop · d8 black queen · e8 black rook · f8 black bishop · g8 black king · c7 black pawn · f7 black pawn · g7 black pawn · c6 black knight · d6 black pawn · f6 black knight · h6 black pawn · a5 black pawn · e5 black pawn · a4 white pawn · c4 white knight · e4 white pawn · b3 white bishop · c3 white bishop · d3 white pawn · f3 white knight · b2 white pawn · f2 white pawn · g2 white pawn · h2 white pawn · c1 white rook · d1 white queen · e1 white rook · g1 white king | a8 black rook · c8 black bishop · d8 black queen · e8 black rook · f8 black bishop · g8 black king · c7 black pawn · f7 black pawn · g7 black pawn · c6 black knight · d6 black pawn · f6 black knight · h6 black pawn · a5 black pawn · e5 black pawn · a4 white pawn · c4 white knight · e4 white pawn · b3 white bishop · c3 white bishop · d3 white pawn · f3 white knight · b2 white pawn · f2 white pawn · g2 white pawn · h2 white pawn · c1 white rook · d1 white queen · e1 white rook · g1 white king | 6 |
| 5 | a8 black rook · c8 black bishop · d8 black queen · e8 black rook · f8 black bishop · g8 black king · c7 black pawn · f7 black pawn · g7 black pawn · c6 black knight · d6 black pawn · f6 black knight · h6 black pawn · a5 black pawn · e5 black pawn · a4 white pawn · c4 white knight · e4 white pawn · b3 white bishop · c3 white bishop · d3 white pawn · f3 white knight · b2 white pawn · f2 white pawn · g2 white pawn · h2 white pawn · c1 white rook · d1 white queen · e1 white rook · g1 white king | a8 black rook · c8 black bishop · d8 black queen · e8 black rook · f8 black bishop · g8 black king · c7 black pawn · f7 black pawn · g7 black pawn · c6 black knight · d6 black pawn · f6 black knight · h6 black pawn · a5 black pawn · e5 black pawn · a4 white pawn · c4 white knight · e4 white pawn · b3 white bishop · c3 white bishop · d3 white pawn · f3 white knight · b2 white pawn · f2 white pawn · g2 white pawn · h2 white pawn · c1 white rook · d1 white queen · e1 white rook · g1 white king | a8 black rook · c8 black bishop · d8 black queen · e8 black rook · f8 black bishop · g8 black king · c7 black pawn · f7 black pawn · g7 black pawn · c6 black knight · d6 black pawn · f6 black knight · h6 black pawn · a5 black pawn · e5 black pawn · a4 white pawn · c4 white knight · e4 white pawn · b3 white bishop · c3 white bishop · d3 white pawn · f3 white knight · b2 white pawn · f2 white pawn · g2 white pawn · h2 white pawn · c1 white rook · d1 white queen · e1 white rook · g1 white king | a8 black rook · c8 black bishop · d8 black queen · e8 black rook · f8 black bishop · g8 black king · c7 black pawn · f7 black pawn · g7 black pawn · c6 black knight · d6 black pawn · f6 black knight · h6 black pawn · a5 black pawn · e5 black pawn · a4 white pawn · c4 white knight · e4 white pawn · b3 white bishop · c3 white bishop · d3 white pawn · f3 white knight · b2 white pawn · f2 white pawn · g2 white pawn · h2 white pawn · c1 white rook · d1 white queen · e1 white rook · g1 white king | a8 black rook · c8 black bishop · d8 black queen · e8 black rook · f8 black bishop · g8 black king · c7 black pawn · f7 black pawn · g7 black pawn · c6 black knight · d6 black pawn · f6 black knight · h6 black pawn · a5 black pawn · e5 black pawn · a4 white pawn · c4 white knight · e4 white pawn · b3 white bishop · c3 white bishop · d3 white pawn · f3 white knight · b2 white pawn · f2 white pawn · g2 white pawn · h2 white pawn · c1 white rook · d1 white queen · e1 white rook · g1 white king | a8 black rook · c8 black bishop · d8 black queen · e8 black rook · f8 black bishop · g8 black king · c7 black pawn · f7 black pawn · g7 black pawn · c6 black knight · d6 black pawn · f6 black knight · h6 black pawn · a5 black pawn · e5 black pawn · a4 white pawn · c4 white knight · e4 white pawn · b3 white bishop · c3 white bishop · d3 white pawn · f3 white knight · b2 white pawn · f2 white pawn · g2 white pawn · h2 white pawn · c1 white rook · d1 white queen · e1 white rook · g1 white king | a8 black rook · c8 black bishop · d8 black queen · e8 black rook · f8 black bishop · g8 black king · c7 black pawn · f7 black pawn · g7 black pawn · c6 black knight · d6 black pawn · f6 black knight · h6 black pawn · a5 black pawn · e5 black pawn · a4 white pawn · c4 white knight · e4 white pawn · b3 white bishop · c3 white bishop · d3 white pawn · f3 white knight · b2 white pawn · f2 white pawn · g2 white pawn · h2 white pawn · c1 white rook · d1 white queen · e1 white rook · g1 white king | a8 black rook · c8 black bishop · d8 black queen · e8 black rook · f8 black bishop · g8 black king · c7 black pawn · f7 black pawn · g7 black pawn · c6 black knight · d6 black pawn · f6 black knight · h6 black pawn · a5 black pawn · e5 black pawn · a4 white pawn · c4 white knight · e4 white pawn · b3 white bishop · c3 white bishop · d3 white pawn · f3 white knight · b2 white pawn · f2 white pawn · g2 white pawn · h2 white pawn · c1 white rook · d1 white queen · e1 white rook · g1 white king | 5 |
| 4 | a8 black rook · c8 black bishop · d8 black queen · e8 black rook · f8 black bishop · g8 black king · c7 black pawn · f7 black pawn · g7 black pawn · c6 black knight · d6 black pawn · f6 black knight · h6 black pawn · a5 black pawn · e5 black pawn · a4 white pawn · c4 white knight · e4 white pawn · b3 white bishop · c3 white bishop · d3 white pawn · f3 white knight · b2 white pawn · f2 white pawn · g2 white pawn · h2 white pawn · c1 white rook · d1 white queen · e1 white rook · g1 white king | a8 black rook · c8 black bishop · d8 black queen · e8 black rook · f8 black bishop · g8 black king · c7 black pawn · f7 black pawn · g7 black pawn · c6 black knight · d6 black pawn · f6 black knight · h6 black pawn · a5 black pawn · e5 black pawn · a4 white pawn · c4 white knight · e4 white pawn · b3 white bishop · c3 white bishop · d3 white pawn · f3 white knight · b2 white pawn · f2 white pawn · g2 white pawn · h2 white pawn · c1 white rook · d1 white queen · e1 white rook · g1 white king | a8 black rook · c8 black bishop · d8 black queen · e8 black rook · f8 black bishop · g8 black king · c7 black pawn · f7 black pawn · g7 black pawn · c6 black knight · d6 black pawn · f6 black knight · h6 black pawn · a5 black pawn · e5 black pawn · a4 white pawn · c4 white knight · e4 white pawn · b3 white bishop · c3 white bishop · d3 white pawn · f3 white knight · b2 white pawn · f2 white pawn · g2 white pawn · h2 white pawn · c1 white rook · d1 white queen · e1 white rook · g1 white king | a8 black rook · c8 black bishop · d8 black queen · e8 black rook · f8 black bishop · g8 black king · c7 black pawn · f7 black pawn · g7 black pawn · c6 black knight · d6 black pawn · f6 black knight · h6 black pawn · a5 black pawn · e5 black pawn · a4 white pawn · c4 white knight · e4 white pawn · b3 white bishop · c3 white bishop · d3 white pawn · f3 white knight · b2 white pawn · f2 white pawn · g2 white pawn · h2 white pawn · c1 white rook · d1 white queen · e1 white rook · g1 white king | a8 black rook · c8 black bishop · d8 black queen · e8 black rook · f8 black bishop · g8 black king · c7 black pawn · f7 black pawn · g7 black pawn · c6 black knight · d6 black pawn · f6 black knight · h6 black pawn · a5 black pawn · e5 black pawn · a4 white pawn · c4 white knight · e4 white pawn · b3 white bishop · c3 white bishop · d3 white pawn · f3 white knight · b2 white pawn · f2 white pawn · g2 white pawn · h2 white pawn · c1 white rook · d1 white queen · e1 white rook · g1 white king | a8 black rook · c8 black bishop · d8 black queen · e8 black rook · f8 black bishop · g8 black king · c7 black pawn · f7 black pawn · g7 black pawn · c6 black knight · d6 black pawn · f6 black knight · h6 black pawn · a5 black pawn · e5 black pawn · a4 white pawn · c4 white knight · e4 white pawn · b3 white bishop · c3 white bishop · d3 white pawn · f3 white knight · b2 white pawn · f2 white pawn · g2 white pawn · h2 white pawn · c1 white rook · d1 white queen · e1 white rook · g1 white king | a8 black rook · c8 black bishop · d8 black queen · e8 black rook · f8 black bishop · g8 black king · c7 black pawn · f7 black pawn · g7 black pawn · c6 black knight · d6 black pawn · f6 black knight · h6 black pawn · a5 black pawn · e5 black pawn · a4 white pawn · c4 white knight · e4 white pawn · b3 white bishop · c3 white bishop · d3 white pawn · f3 white knight · b2 white pawn · f2 white pawn · g2 white pawn · h2 white pawn · c1 white rook · d1 white queen · e1 white rook · g1 white king | a8 black rook · c8 black bishop · d8 black queen · e8 black rook · f8 black bishop · g8 black king · c7 black pawn · f7 black pawn · g7 black pawn · c6 black knight · d6 black pawn · f6 black knight · h6 black pawn · a5 black pawn · e5 black pawn · a4 white pawn · c4 white knight · e4 white pawn · b3 white bishop · c3 white bishop · d3 white pawn · f3 white knight · b2 white pawn · f2 white pawn · g2 white pawn · h2 white pawn · c1 white rook · d1 white queen · e1 white rook · g1 white king | 4 |
| 3 | a8 black rook · c8 black bishop · d8 black queen · e8 black rook · f8 black bishop · g8 black king · c7 black pawn · f7 black pawn · g7 black pawn · c6 black knight · d6 black pawn · f6 black knight · h6 black pawn · a5 black pawn · e5 black pawn · a4 white pawn · c4 white knight · e4 white pawn · b3 white bishop · c3 white bishop · d3 white pawn · f3 white knight · b2 white pawn · f2 white pawn · g2 white pawn · h2 white pawn · c1 white rook · d1 white queen · e1 white rook · g1 white king | a8 black rook · c8 black bishop · d8 black queen · e8 black rook · f8 black bishop · g8 black king · c7 black pawn · f7 black pawn · g7 black pawn · c6 black knight · d6 black pawn · f6 black knight · h6 black pawn · a5 black pawn · e5 black pawn · a4 white pawn · c4 white knight · e4 white pawn · b3 white bishop · c3 white bishop · d3 white pawn · f3 white knight · b2 white pawn · f2 white pawn · g2 white pawn · h2 white pawn · c1 white rook · d1 white queen · e1 white rook · g1 white king | a8 black rook · c8 black bishop · d8 black queen · e8 black rook · f8 black bishop · g8 black king · c7 black pawn · f7 black pawn · g7 black pawn · c6 black knight · d6 black pawn · f6 black knight · h6 black pawn · a5 black pawn · e5 black pawn · a4 white pawn · c4 white knight · e4 white pawn · b3 white bishop · c3 white bishop · d3 white pawn · f3 white knight · b2 white pawn · f2 white pawn · g2 white pawn · h2 white pawn · c1 white rook · d1 white queen · e1 white rook · g1 white king | a8 black rook · c8 black bishop · d8 black queen · e8 black rook · f8 black bishop · g8 black king · c7 black pawn · f7 black pawn · g7 black pawn · c6 black knight · d6 black pawn · f6 black knight · h6 black pawn · a5 black pawn · e5 black pawn · a4 white pawn · c4 white knight · e4 white pawn · b3 white bishop · c3 white bishop · d3 white pawn · f3 white knight · b2 white pawn · f2 white pawn · g2 white pawn · h2 white pawn · c1 white rook · d1 white queen · e1 white rook · g1 white king | a8 black rook · c8 black bishop · d8 black queen · e8 black rook · f8 black bishop · g8 black king · c7 black pawn · f7 black pawn · g7 black pawn · c6 black knight · d6 black pawn · f6 black knight · h6 black pawn · a5 black pawn · e5 black pawn · a4 white pawn · c4 white knight · e4 white pawn · b3 white bishop · c3 white bishop · d3 white pawn · f3 white knight · b2 white pawn · f2 white pawn · g2 white pawn · h2 white pawn · c1 white rook · d1 white queen · e1 white rook · g1 white king | a8 black rook · c8 black bishop · d8 black queen · e8 black rook · f8 black bishop · g8 black king · c7 black pawn · f7 black pawn · g7 black pawn · c6 black knight · d6 black pawn · f6 black knight · h6 black pawn · a5 black pawn · e5 black pawn · a4 white pawn · c4 white knight · e4 white pawn · b3 white bishop · c3 white bishop · d3 white pawn · f3 white knight · b2 white pawn · f2 white pawn · g2 white pawn · h2 white pawn · c1 white rook · d1 white queen · e1 white rook · g1 white king | a8 black rook · c8 black bishop · d8 black queen · e8 black rook · f8 black bishop · g8 black king · c7 black pawn · f7 black pawn · g7 black pawn · c6 black knight · d6 black pawn · f6 black knight · h6 black pawn · a5 black pawn · e5 black pawn · a4 white pawn · c4 white knight · e4 white pawn · b3 white bishop · c3 white bishop · d3 white pawn · f3 white knight · b2 white pawn · f2 white pawn · g2 white pawn · h2 white pawn · c1 white rook · d1 white queen · e1 white rook · g1 white king | a8 black rook · c8 black bishop · d8 black queen · e8 black rook · f8 black bishop · g8 black king · c7 black pawn · f7 black pawn · g7 black pawn · c6 black knight · d6 black pawn · f6 black knight · h6 black pawn · a5 black pawn · e5 black pawn · a4 white pawn · c4 white knight · e4 white pawn · b3 white bishop · c3 white bishop · d3 white pawn · f3 white knight · b2 white pawn · f2 white pawn · g2 white pawn · h2 white pawn · c1 white rook · d1 white queen · e1 white rook · g1 white king | 3 |
| 2 | a8 black rook · c8 black bishop · d8 black queen · e8 black rook · f8 black bishop · g8 black king · c7 black pawn · f7 black pawn · g7 black pawn · c6 black knight · d6 black pawn · f6 black knight · h6 black pawn · a5 black pawn · e5 black pawn · a4 white pawn · c4 white knight · e4 white pawn · b3 white bishop · c3 white bishop · d3 white pawn · f3 white knight · b2 white pawn · f2 white pawn · g2 white pawn · h2 white pawn · c1 white rook · d1 white queen · e1 white rook · g1 white king | a8 black rook · c8 black bishop · d8 black queen · e8 black rook · f8 black bishop · g8 black king · c7 black pawn · f7 black pawn · g7 black pawn · c6 black knight · d6 black pawn · f6 black knight · h6 black pawn · a5 black pawn · e5 black pawn · a4 white pawn · c4 white knight · e4 white pawn · b3 white bishop · c3 white bishop · d3 white pawn · f3 white knight · b2 white pawn · f2 white pawn · g2 white pawn · h2 white pawn · c1 white rook · d1 white queen · e1 white rook · g1 white king | a8 black rook · c8 black bishop · d8 black queen · e8 black rook · f8 black bishop · g8 black king · c7 black pawn · f7 black pawn · g7 black pawn · c6 black knight · d6 black pawn · f6 black knight · h6 black pawn · a5 black pawn · e5 black pawn · a4 white pawn · c4 white knight · e4 white pawn · b3 white bishop · c3 white bishop · d3 white pawn · f3 white knight · b2 white pawn · f2 white pawn · g2 white pawn · h2 white pawn · c1 white rook · d1 white queen · e1 white rook · g1 white king | a8 black rook · c8 black bishop · d8 black queen · e8 black rook · f8 black bishop · g8 black king · c7 black pawn · f7 black pawn · g7 black pawn · c6 black knight · d6 black pawn · f6 black knight · h6 black pawn · a5 black pawn · e5 black pawn · a4 white pawn · c4 white knight · e4 white pawn · b3 white bishop · c3 white bishop · d3 white pawn · f3 white knight · b2 white pawn · f2 white pawn · g2 white pawn · h2 white pawn · c1 white rook · d1 white queen · e1 white rook · g1 white king | a8 black rook · c8 black bishop · d8 black queen · e8 black rook · f8 black bishop · g8 black king · c7 black pawn · f7 black pawn · g7 black pawn · c6 black knight · d6 black pawn · f6 black knight · h6 black pawn · a5 black pawn · e5 black pawn · a4 white pawn · c4 white knight · e4 white pawn · b3 white bishop · c3 white bishop · d3 white pawn · f3 white knight · b2 white pawn · f2 white pawn · g2 white pawn · h2 white pawn · c1 white rook · d1 white queen · e1 white rook · g1 white king | a8 black rook · c8 black bishop · d8 black queen · e8 black rook · f8 black bishop · g8 black king · c7 black pawn · f7 black pawn · g7 black pawn · c6 black knight · d6 black pawn · f6 black knight · h6 black pawn · a5 black pawn · e5 black pawn · a4 white pawn · c4 white knight · e4 white pawn · b3 white bishop · c3 white bishop · d3 white pawn · f3 white knight · b2 white pawn · f2 white pawn · g2 white pawn · h2 white pawn · c1 white rook · d1 white queen · e1 white rook · g1 white king | a8 black rook · c8 black bishop · d8 black queen · e8 black rook · f8 black bishop · g8 black king · c7 black pawn · f7 black pawn · g7 black pawn · c6 black knight · d6 black pawn · f6 black knight · h6 black pawn · a5 black pawn · e5 black pawn · a4 white pawn · c4 white knight · e4 white pawn · b3 white bishop · c3 white bishop · d3 white pawn · f3 white knight · b2 white pawn · f2 white pawn · g2 white pawn · h2 white pawn · c1 white rook · d1 white queen · e1 white rook · g1 white king | a8 black rook · c8 black bishop · d8 black queen · e8 black rook · f8 black bishop · g8 black king · c7 black pawn · f7 black pawn · g7 black pawn · c6 black knight · d6 black pawn · f6 black knight · h6 black pawn · a5 black pawn · e5 black pawn · a4 white pawn · c4 white knight · e4 white pawn · b3 white bishop · c3 white bishop · d3 white pawn · f3 white knight · b2 white pawn · f2 white pawn · g2 white pawn · h2 white pawn · c1 white rook · d1 white queen · e1 white rook · g1 white king | 2 |
| 1 | a8 black rook · c8 black bishop · d8 black queen · e8 black rook · f8 black bishop · g8 black king · c7 black pawn · f7 black pawn · g7 black pawn · c6 black knight · d6 black pawn · f6 black knight · h6 black pawn · a5 black pawn · e5 black pawn · a4 white pawn · c4 white knight · e4 white pawn · b3 white bishop · c3 white bishop · d3 white pawn · f3 white knight · b2 white pawn · f2 white pawn · g2 white pawn · h2 white pawn · c1 white rook · d1 white queen · e1 white rook · g1 white king | a8 black rook · c8 black bishop · d8 black queen · e8 black rook · f8 black bishop · g8 black king · c7 black pawn · f7 black pawn · g7 black pawn · c6 black knight · d6 black pawn · f6 black knight · h6 black pawn · a5 black pawn · e5 black pawn · a4 white pawn · c4 white knight · e4 white pawn · b3 white bishop · c3 white bishop · d3 white pawn · f3 white knight · b2 white pawn · f2 white pawn · g2 white pawn · h2 white pawn · c1 white rook · d1 white queen · e1 white rook · g1 white king | a8 black rook · c8 black bishop · d8 black queen · e8 black rook · f8 black bishop · g8 black king · c7 black pawn · f7 black pawn · g7 black pawn · c6 black knight · d6 black pawn · f6 black knight · h6 black pawn · a5 black pawn · e5 black pawn · a4 white pawn · c4 white knight · e4 white pawn · b3 white bishop · c3 white bishop · d3 white pawn · f3 white knight · b2 white pawn · f2 white pawn · g2 white pawn · h2 white pawn · c1 white rook · d1 white queen · e1 white rook · g1 white king | a8 black rook · c8 black bishop · d8 black queen · e8 black rook · f8 black bishop · g8 black king · c7 black pawn · f7 black pawn · g7 black pawn · c6 black knight · d6 black pawn · f6 black knight · h6 black pawn · a5 black pawn · e5 black pawn · a4 white pawn · c4 white knight · e4 white pawn · b3 white bishop · c3 white bishop · d3 white pawn · f3 white knight · b2 white pawn · f2 white pawn · g2 white pawn · h2 white pawn · c1 white rook · d1 white queen · e1 white rook · g1 white king | a8 black rook · c8 black bishop · d8 black queen · e8 black rook · f8 black bishop · g8 black king · c7 black pawn · f7 black pawn · g7 black pawn · c6 black knight · d6 black pawn · f6 black knight · h6 black pawn · a5 black pawn · e5 black pawn · a4 white pawn · c4 white knight · e4 white pawn · b3 white bishop · c3 white bishop · d3 white pawn · f3 white knight · b2 white pawn · f2 white pawn · g2 white pawn · h2 white pawn · c1 white rook · d1 white queen · e1 white rook · g1 white king | a8 black rook · c8 black bishop · d8 black queen · e8 black rook · f8 black bishop · g8 black king · c7 black pawn · f7 black pawn · g7 black pawn · c6 black knight · d6 black pawn · f6 black knight · h6 black pawn · a5 black pawn · e5 black pawn · a4 white pawn · c4 white knight · e4 white pawn · b3 white bishop · c3 white bishop · d3 white pawn · f3 white knight · b2 white pawn · f2 white pawn · g2 white pawn · h2 white pawn · c1 white rook · d1 white queen · e1 white rook · g1 white king | a8 black rook · c8 black bishop · d8 black queen · e8 black rook · f8 black bishop · g8 black king · c7 black pawn · f7 black pawn · g7 black pawn · c6 black knight · d6 black pawn · f6 black knight · h6 black pawn · a5 black pawn · e5 black pawn · a4 white pawn · c4 white knight · e4 white pawn · b3 white bishop · c3 white bishop · d3 white pawn · f3 white knight · b2 white pawn · f2 white pawn · g2 white pawn · h2 white pawn · c1 white rook · d1 white queen · e1 white rook · g1 white king | a8 black rook · c8 black bishop · d8 black queen · e8 black rook · f8 black bishop · g8 black king · c7 black pawn · f7 black pawn · g7 black pawn · c6 black knight · d6 black pawn · f6 black knight · h6 black pawn · a5 black pawn · e5 black pawn · a4 white pawn · c4 white knight · e4 white pawn · b3 white bishop · c3 white bishop · d3 white pawn · f3 white knight · b2 white pawn · f2 white pawn · g2 white pawn · h2 white pawn · c1 white rook · d1 white queen · e1 white rook · g1 white king | 1 |
|   | a | b | c | d | e | f | g | h |   |

Ván 3 kết thúc hòa sau 41 nước đi. Giống ván 1, cả hai kỳ thủ chọn Ván cờ Tây Ban Nha. Nepomniachtchi rời khỏi lý thuyết trước với nước 8.a4, tuy nhiên Carlsen đã chuẩn bị trước và cân bằng thế cờ. Trắng có đà tấn công nhỏ, tuy nhiên sau những nước đi Tượng khéo léo của Đen (17...Tc8 sau đó là ...Te6 chuẩn bị đi ...d5), các cuộc đổi quân lớn dẫn vào một tàn cuộc hòa đã diễn ra. Chess.com nhận xét phần chuẩn bị cho quân Đen của Carlsen cho đến lúc đó là "vô song", tuy nhiên sau ván đấu Carlsen nhận định rằng thế cờ khó hơn bề ngoài, và rằng anh không nhận được nhiều cơ hội. 

### Ván 4: Carlsen ½ - ½ Nepomniachtchi
|   | a | b | c | d | e | f | g | h |   |
| 8 | a8 black rook · b8 black knight · f8 black rook · g8 black king · f7 black pawn · g7 black pawn · h7 black pawn · b6 black pawn · d6 black bishop · a5 black pawn · b5 white pawn · d5 black pawn · d4 white pawn · h4 white knight · c3 white pawn · f2 white pawn · g2 white pawn · h2 white pawn · a1 white rook · c1 white bishop · e1 white rook · g1 white king | a8 black rook · b8 black knight · f8 black rook · g8 black king · f7 black pawn · g7 black pawn · h7 black pawn · b6 black pawn · d6 black bishop · a5 black pawn · b5 white pawn · d5 black pawn · d4 white pawn · h4 white knight · c3 white pawn · f2 white pawn · g2 white pawn · h2 white pawn · a1 white rook · c1 white bishop · e1 white rook · g1 white king | a8 black rook · b8 black knight · f8 black rook · g8 black king · f7 black pawn · g7 black pawn · h7 black pawn · b6 black pawn · d6 black bishop · a5 black pawn · b5 white pawn · d5 black pawn · d4 white pawn · h4 white knight · c3 white pawn · f2 white pawn · g2 white pawn · h2 white pawn · a1 white rook · c1 white bishop · e1 white rook · g1 white king | a8 black rook · b8 black knight · f8 black rook · g8 black king · f7 black pawn · g7 black pawn · h7 black pawn · b6 black pawn · d6 black bishop · a5 black pawn · b5 white pawn · d5 black pawn · d4 white pawn · h4 white knight · c3 white pawn · f2 white pawn · g2 white pawn · h2 white pawn · a1 white rook · c1 white bishop · e1 white rook · g1 white king | a8 black rook · b8 black knight · f8 black rook · g8 black king · f7 black pawn · g7 black pawn · h7 black pawn · b6 black pawn · d6 black bishop · a5 black pawn · b5 white pawn · d5 black pawn · d4 white pawn · h4 white knight · c3 white pawn · f2 white pawn · g2 white pawn · h2 white pawn · a1 white rook · c1 white bishop · e1 white rook · g1 white king | a8 black rook · b8 black knight · f8 black rook · g8 black king · f7 black pawn · g7 black pawn · h7 black pawn · b6 black pawn · d6 black bishop · a5 black pawn · b5 white pawn · d5 black pawn · d4 white pawn · h4 white knight · c3 white pawn · f2 white pawn · g2 white pawn · h2 white pawn · a1 white rook · c1 white bishop · e1 white rook · g1 white king | a8 black rook · b8 black knight · f8 black rook · g8 black king · f7 black pawn · g7 black pawn · h7 black pawn · b6 black pawn · d6 black bishop · a5 black pawn · b5 white pawn · d5 black pawn · d4 white pawn · h4 white knight · c3 white pawn · f2 white pawn · g2 white pawn · h2 white pawn · a1 white rook · c1 white bishop · e1 white rook · g1 white king | a8 black rook · b8 black knight · f8 black rook · g8 black king · f7 black pawn · g7 black pawn · h7 black pawn · b6 black pawn · d6 black bishop · a5 black pawn · b5 white pawn · d5 black pawn · d4 white pawn · h4 white knight · c3 white pawn · f2 white pawn · g2 white pawn · h2 white pawn · a1 white rook · c1 white bishop · e1 white rook · g1 white king | 8 |
| 7 | a8 black rook · b8 black knight · f8 black rook · g8 black king · f7 black pawn · g7 black pawn · h7 black pawn · b6 black pawn · d6 black bishop · a5 black pawn · b5 white pawn · d5 black pawn · d4 white pawn · h4 white knight · c3 white pawn · f2 white pawn · g2 white pawn · h2 white pawn · a1 white rook · c1 white bishop · e1 white rook · g1 white king | a8 black rook · b8 black knight · f8 black rook · g8 black king · f7 black pawn · g7 black pawn · h7 black pawn · b6 black pawn · d6 black bishop · a5 black pawn · b5 white pawn · d5 black pawn · d4 white pawn · h4 white knight · c3 white pawn · f2 white pawn · g2 white pawn · h2 white pawn · a1 white rook · c1 white bishop · e1 white rook · g1 white king | a8 black rook · b8 black knight · f8 black rook · g8 black king · f7 black pawn · g7 black pawn · h7 black pawn · b6 black pawn · d6 black bishop · a5 black pawn · b5 white pawn · d5 black pawn · d4 white pawn · h4 white knight · c3 white pawn · f2 white pawn · g2 white pawn · h2 white pawn · a1 white rook · c1 white bishop · e1 white rook · g1 white king | a8 black rook · b8 black knight · f8 black rook · g8 black king · f7 black pawn · g7 black pawn · h7 black pawn · b6 black pawn · d6 black bishop · a5 black pawn · b5 white pawn · d5 black pawn · d4 white pawn · h4 white knight · c3 white pawn · f2 white pawn · g2 white pawn · h2 white pawn · a1 white rook · c1 white bishop · e1 white rook · g1 white king | a8 black rook · b8 black knight · f8 black rook · g8 black king · f7 black pawn · g7 black pawn · h7 black pawn · b6 black pawn · d6 black bishop · a5 black pawn · b5 white pawn · d5 black pawn · d4 white pawn · h4 white knight · c3 white pawn · f2 white pawn · g2 white pawn · h2 white pawn · a1 white rook · c1 white bishop · e1 white rook · g1 white king | a8 black rook · b8 black knight · f8 black rook · g8 black king · f7 black pawn · g7 black pawn · h7 black pawn · b6 black pawn · d6 black bishop · a5 black pawn · b5 white pawn · d5 black pawn · d4 white pawn · h4 white knight · c3 white pawn · f2 white pawn · g2 white pawn · h2 white pawn · a1 white rook · c1 white bishop · e1 white rook · g1 white king | a8 black rook · b8 black knight · f8 black rook · g8 black king · f7 black pawn · g7 black pawn · h7 black pawn · b6 black pawn · d6 black bishop · a5 black pawn · b5 white pawn · d5 black pawn · d4 white pawn · h4 white knight · c3 white pawn · f2 white pawn · g2 white pawn · h2 white pawn · a1 white rook · c1 white bishop · e1 white rook · g1 white king | a8 black rook · b8 black knight · f8 black rook · g8 black king · f7 black pawn · g7 black pawn · h7 black pawn · b6 black pawn · d6 black bishop · a5 black pawn · b5 white pawn · d5 black pawn · d4 white pawn · h4 white knight · c3 white pawn · f2 white pawn · g2 white pawn · h2 white pawn · a1 white rook · c1 white bishop · e1 white rook · g1 white king | 7 |
| 6 | a8 black rook · b8 black knight · f8 black rook · g8 black king · f7 black pawn · g7 black pawn · h7 black pawn · b6 black pawn · d6 black bishop · a5 black pawn · b5 white pawn · d5 black pawn · d4 white pawn · h4 white knight · c3 white pawn · f2 white pawn · g2 white pawn · h2 white pawn · a1 white rook · c1 white bishop · e1 white rook · g1 white king | a8 black rook · b8 black knight · f8 black rook · g8 black king · f7 black pawn · g7 black pawn · h7 black pawn · b6 black pawn · d6 black bishop · a5 black pawn · b5 white pawn · d5 black pawn · d4 white pawn · h4 white knight · c3 white pawn · f2 white pawn · g2 white pawn · h2 white pawn · a1 white rook · c1 white bishop · e1 white rook · g1 white king | a8 black rook · b8 black knight · f8 black rook · g8 black king · f7 black pawn · g7 black pawn · h7 black pawn · b6 black pawn · d6 black bishop · a5 black pawn · b5 white pawn · d5 black pawn · d4 white pawn · h4 white knight · c3 white pawn · f2 white pawn · g2 white pawn · h2 white pawn · a1 white rook · c1 white bishop · e1 white rook · g1 white king | a8 black rook · b8 black knight · f8 black rook · g8 black king · f7 black pawn · g7 black pawn · h7 black pawn · b6 black pawn · d6 black bishop · a5 black pawn · b5 white pawn · d5 black pawn · d4 white pawn · h4 white knight · c3 white pawn · f2 white pawn · g2 white pawn · h2 white pawn · a1 white rook · c1 white bishop · e1 white rook · g1 white king | a8 black rook · b8 black knight · f8 black rook · g8 black king · f7 black pawn · g7 black pawn · h7 black pawn · b6 black pawn · d6 black bishop · a5 black pawn · b5 white pawn · d5 black pawn · d4 white pawn · h4 white knight · c3 white pawn · f2 white pawn · g2 white pawn · h2 white pawn · a1 white rook · c1 white bishop · e1 white rook · g1 white king | a8 black rook · b8 black knight · f8 black rook · g8 black king · f7 black pawn · g7 black pawn · h7 black pawn · b6 black pawn · d6 black bishop · a5 black pawn · b5 white pawn · d5 black pawn · d4 white pawn · h4 white knight · c3 white pawn · f2 white pawn · g2 white pawn · h2 white pawn · a1 white rook · c1 white bishop · e1 white rook · g1 white king | a8 black rook · b8 black knight · f8 black rook · g8 black king · f7 black pawn · g7 black pawn · h7 black pawn · b6 black pawn · d6 black bishop · a5 black pawn · b5 white pawn · d5 black pawn · d4 white pawn · h4 white knight · c3 white pawn · f2 white pawn · g2 white pawn · h2 white pawn · a1 white rook · c1 white bishop · e1 white rook · g1 white king | a8 black rook · b8 black knight · f8 black rook · g8 black king · f7 black pawn · g7 black pawn · h7 black pawn · b6 black pawn · d6 black bishop · a5 black pawn · b5 white pawn · d5 black pawn · d4 white pawn · h4 white knight · c3 white pawn · f2 white pawn · g2 white pawn · h2 white pawn · a1 white rook · c1 white bishop · e1 white rook · g1 white king | 6 |
| 5 | a8 black rook · b8 black knight · f8 black rook · g8 black king · f7 black pawn · g7 black pawn · h7 black pawn · b6 black pawn · d6 black bishop · a5 black pawn · b5 white pawn · d5 black pawn · d4 white pawn · h4 white knight · c3 white pawn · f2 white pawn · g2 white pawn · h2 white pawn · a1 white rook · c1 white bishop · e1 white rook · g1 white king | a8 black rook · b8 black knight · f8 black rook · g8 black king · f7 black pawn · g7 black pawn · h7 black pawn · b6 black pawn · d6 black bishop · a5 black pawn · b5 white pawn · d5 black pawn · d4 white pawn · h4 white knight · c3 white pawn · f2 white pawn · g2 white pawn · h2 white pawn · a1 white rook · c1 white bishop · e1 white rook · g1 white king | a8 black rook · b8 black knight · f8 black rook · g8 black king · f7 black pawn · g7 black pawn · h7 black pawn · b6 black pawn · d6 black bishop · a5 black pawn · b5 white pawn · d5 black pawn · d4 white pawn · h4 white knight · c3 white pawn · f2 white pawn · g2 white pawn · h2 white pawn · a1 white rook · c1 white bishop · e1 white rook · g1 white king | a8 black rook · b8 black knight · f8 black rook · g8 black king · f7 black pawn · g7 black pawn · h7 black pawn · b6 black pawn · d6 black bishop · a5 black pawn · b5 white pawn · d5 black pawn · d4 white pawn · h4 white knight · c3 white pawn · f2 white pawn · g2 white pawn · h2 white pawn · a1 white rook · c1 white bishop · e1 white rook · g1 white king | a8 black rook · b8 black knight · f8 black rook · g8 black king · f7 black pawn · g7 black pawn · h7 black pawn · b6 black pawn · d6 black bishop · a5 black pawn · b5 white pawn · d5 black pawn · d4 white pawn · h4 white knight · c3 white pawn · f2 white pawn · g2 white pawn · h2 white pawn · a1 white rook · c1 white bishop · e1 white rook · g1 white king | a8 black rook · b8 black knight · f8 black rook · g8 black king · f7 black pawn · g7 black pawn · h7 black pawn · b6 black pawn · d6 black bishop · a5 black pawn · b5 white pawn · d5 black pawn · d4 white pawn · h4 white knight · c3 white pawn · f2 white pawn · g2 white pawn · h2 white pawn · a1 white rook · c1 white bishop · e1 white rook · g1 white king | a8 black rook · b8 black knight · f8 black rook · g8 black king · f7 black pawn · g7 black pawn · h7 black pawn · b6 black pawn · d6 black bishop · a5 black pawn · b5 white pawn · d5 black pawn · d4 white pawn · h4 white knight · c3 white pawn · f2 white pawn · g2 white pawn · h2 white pawn · a1 white rook · c1 white bishop · e1 white rook · g1 white king | a8 black rook · b8 black knight · f8 black rook · g8 black king · f7 black pawn · g7 black pawn · h7 black pawn · b6 black pawn · d6 black bishop · a5 black pawn · b5 white pawn · d5 black pawn · d4 white pawn · h4 white knight · c3 white pawn · f2 white pawn · g2 white pawn · h2 white pawn · a1 white rook · c1 white bishop · e1 white rook · g1 white king | 5 |
| 4 | a8 black rook · b8 black knight · f8 black rook · g8 black king · f7 black pawn · g7 black pawn · h7 black pawn · b6 black pawn · d6 black bishop · a5 black pawn · b5 white pawn · d5 black pawn · d4 white pawn · h4 white knight · c3 white pawn · f2 white pawn · g2 white pawn · h2 white pawn · a1 white rook · c1 white bishop · e1 white rook · g1 white king | a8 black rook · b8 black knight · f8 black rook · g8 black king · f7 black pawn · g7 black pawn · h7 black pawn · b6 black pawn · d6 black bishop · a5 black pawn · b5 white pawn · d5 black pawn · d4 white pawn · h4 white knight · c3 white pawn · f2 white pawn · g2 white pawn · h2 white pawn · a1 white rook · c1 white bishop · e1 white rook · g1 white king | a8 black rook · b8 black knight · f8 black rook · g8 black king · f7 black pawn · g7 black pawn · h7 black pawn · b6 black pawn · d6 black bishop · a5 black pawn · b5 white pawn · d5 black pawn · d4 white pawn · h4 white knight · c3 white pawn · f2 white pawn · g2 white pawn · h2 white pawn · a1 white rook · c1 white bishop · e1 white rook · g1 white king | a8 black rook · b8 black knight · f8 black rook · g8 black king · f7 black pawn · g7 black pawn · h7 black pawn · b6 black pawn · d6 black bishop · a5 black pawn · b5 white pawn · d5 black pawn · d4 white pawn · h4 white knight · c3 white pawn · f2 white pawn · g2 white pawn · h2 white pawn · a1 white rook · c1 white bishop · e1 white rook · g1 white king | a8 black rook · b8 black knight · f8 black rook · g8 black king · f7 black pawn · g7 black pawn · h7 black pawn · b6 black pawn · d6 black bishop · a5 black pawn · b5 white pawn · d5 black pawn · d4 white pawn · h4 white knight · c3 white pawn · f2 white pawn · g2 white pawn · h2 white pawn · a1 white rook · c1 white bishop · e1 white rook · g1 white king | a8 black rook · b8 black knight · f8 black rook · g8 black king · f7 black pawn · g7 black pawn · h7 black pawn · b6 black pawn · d6 black bishop · a5 black pawn · b5 white pawn · d5 black pawn · d4 white pawn · h4 white knight · c3 white pawn · f2 white pawn · g2 white pawn · h2 white pawn · a1 white rook · c1 white bishop · e1 white rook · g1 white king | a8 black rook · b8 black knight · f8 black rook · g8 black king · f7 black pawn · g7 black pawn · h7 black pawn · b6 black pawn · d6 black bishop · a5 black pawn · b5 white pawn · d5 black pawn · d4 white pawn · h4 white knight · c3 white pawn · f2 white pawn · g2 white pawn · h2 white pawn · a1 white rook · c1 white bishop · e1 white rook · g1 white king | a8 black rook · b8 black knight · f8 black rook · g8 black king · f7 black pawn · g7 black pawn · h7 black pawn · b6 black pawn · d6 black bishop · a5 black pawn · b5 white pawn · d5 black pawn · d4 white pawn · h4 white knight · c3 white pawn · f2 white pawn · g2 white pawn · h2 white pawn · a1 white rook · c1 white bishop · e1 white rook · g1 white king | 4 |
| 3 | a8 black rook · b8 black knight · f8 black rook · g8 black king · f7 black pawn · g7 black pawn · h7 black pawn · b6 black pawn · d6 black bishop · a5 black pawn · b5 white pawn · d5 black pawn · d4 white pawn · h4 white knight · c3 white pawn · f2 white pawn · g2 white pawn · h2 white pawn · a1 white rook · c1 white bishop · e1 white rook · g1 white king | a8 black rook · b8 black knight · f8 black rook · g8 black king · f7 black pawn · g7 black pawn · h7 black pawn · b6 black pawn · d6 black bishop · a5 black pawn · b5 white pawn · d5 black pawn · d4 white pawn · h4 white knight · c3 white pawn · f2 white pawn · g2 white pawn · h2 white pawn · a1 white rook · c1 white bishop · e1 white rook · g1 white king | a8 black rook · b8 black knight · f8 black rook · g8 black king · f7 black pawn · g7 black pawn · h7 black pawn · b6 black pawn · d6 black bishop · a5 black pawn · b5 white pawn · d5 black pawn · d4 white pawn · h4 white knight · c3 white pawn · f2 white pawn · g2 white pawn · h2 white pawn · a1 white rook · c1 white bishop · e1 white rook · g1 white king | a8 black rook · b8 black knight · f8 black rook · g8 black king · f7 black pawn · g7 black pawn · h7 black pawn · b6 black pawn · d6 black bishop · a5 black pawn · b5 white pawn · d5 black pawn · d4 white pawn · h4 white knight · c3 white pawn · f2 white pawn · g2 white pawn · h2 white pawn · a1 white rook · c1 white bishop · e1 white rook · g1 white king | a8 black rook · b8 black knight · f8 black rook · g8 black king · f7 black pawn · g7 black pawn · h7 black pawn · b6 black pawn · d6 black bishop · a5 black pawn · b5 white pawn · d5 black pawn · d4 white pawn · h4 white knight · c3 white pawn · f2 white pawn · g2 white pawn · h2 white pawn · a1 white rook · c1 white bishop · e1 white rook · g1 white king | a8 black rook · b8 black knight · f8 black rook · g8 black king · f7 black pawn · g7 black pawn · h7 black pawn · b6 black pawn · d6 black bishop · a5 black pawn · b5 white pawn · d5 black pawn · d4 white pawn · h4 white knight · c3 white pawn · f2 white pawn · g2 white pawn · h2 white pawn · a1 white rook · c1 white bishop · e1 white rook · g1 white king | a8 black rook · b8 black knight · f8 black rook · g8 black king · f7 black pawn · g7 black pawn · h7 black pawn · b6 black pawn · d6 black bishop · a5 black pawn · b5 white pawn · d5 black pawn · d4 white pawn · h4 white knight · c3 white pawn · f2 white pawn · g2 white pawn · h2 white pawn · a1 white rook · c1 white bishop · e1 white rook · g1 white king | a8 black rook · b8 black knight · f8 black rook · g8 black king · f7 black pawn · g7 black pawn · h7 black pawn · b6 black pawn · d6 black bishop · a5 black pawn · b5 white pawn · d5 black pawn · d4 white pawn · h4 white knight · c3 white pawn · f2 white pawn · g2 white pawn · h2 white pawn · a1 white rook · c1 white bishop · e1 white rook · g1 white king | 3 |
| 2 | a8 black rook · b8 black knight · f8 black rook · g8 black king · f7 black pawn · g7 black pawn · h7 black pawn · b6 black pawn · d6 black bishop · a5 black pawn · b5 white pawn · d5 black pawn · d4 white pawn · h4 white knight · c3 white pawn · f2 white pawn · g2 white pawn · h2 white pawn · a1 white rook · c1 white bishop · e1 white rook · g1 white king | a8 black rook · b8 black knight · f8 black rook · g8 black king · f7 black pawn · g7 black pawn · h7 black pawn · b6 black pawn · d6 black bishop · a5 black pawn · b5 white pawn · d5 black pawn · d4 white pawn · h4 white knight · c3 white pawn · f2 white pawn · g2 white pawn · h2 white pawn · a1 white rook · c1 white bishop · e1 white rook · g1 white king | a8 black rook · b8 black knight · f8 black rook · g8 black king · f7 black pawn · g7 black pawn · h7 black pawn · b6 black pawn · d6 black bishop · a5 black pawn · b5 white pawn · d5 black pawn · d4 white pawn · h4 white knight · c3 white pawn · f2 white pawn · g2 white pawn · h2 white pawn · a1 white rook · c1 white bishop · e1 white rook · g1 white king | a8 black rook · b8 black knight · f8 black rook · g8 black king · f7 black pawn · g7 black pawn · h7 black pawn · b6 black pawn · d6 black bishop · a5 black pawn · b5 white pawn · d5 black pawn · d4 white pawn · h4 white knight · c3 white pawn · f2 white pawn · g2 white pawn · h2 white pawn · a1 white rook · c1 white bishop · e1 white rook · g1 white king | a8 black rook · b8 black knight · f8 black rook · g8 black king · f7 black pawn · g7 black pawn · h7 black pawn · b6 black pawn · d6 black bishop · a5 black pawn · b5 white pawn · d5 black pawn · d4 white pawn · h4 white knight · c3 white pawn · f2 white pawn · g2 white pawn · h2 white pawn · a1 white rook · c1 white bishop · e1 white rook · g1 white king | a8 black rook · b8 black knight · f8 black rook · g8 black king · f7 black pawn · g7 black pawn · h7 black pawn · b6 black pawn · d6 black bishop · a5 black pawn · b5 white pawn · d5 black pawn · d4 white pawn · h4 white knight · c3 white pawn · f2 white pawn · g2 white pawn · h2 white pawn · a1 white rook · c1 white bishop · e1 white rook · g1 white king | a8 black rook · b8 black knight · f8 black rook · g8 black king · f7 black pawn · g7 black pawn · h7 black pawn · b6 black pawn · d6 black bishop · a5 black pawn · b5 white pawn · d5 black pawn · d4 white pawn · h4 white knight · c3 white pawn · f2 white pawn · g2 white pawn · h2 white pawn · a1 white rook · c1 white bishop · e1 white rook · g1 white king | a8 black rook · b8 black knight · f8 black rook · g8 black king · f7 black pawn · g7 black pawn · h7 black pawn · b6 black pawn · d6 black bishop · a5 black pawn · b5 white pawn · d5 black pawn · d4 white pawn · h4 white knight · c3 white pawn · f2 white pawn · g2 white pawn · h2 white pawn · a1 white rook · c1 white bishop · e1 white rook · g1 white king | 2 |
| 1 | a8 black rook · b8 black knight · f8 black rook · g8 black king · f7 black pawn · g7 black pawn · h7 black pawn · b6 black pawn · d6 black bishop · a5 black pawn · b5 white pawn · d5 black pawn · d4 white pawn · h4 white knight · c3 white pawn · f2 white pawn · g2 white pawn · h2 white pawn · a1 white rook · c1 white bishop · e1 white rook · g1 white king | a8 black rook · b8 black knight · f8 black rook · g8 black king · f7 black pawn · g7 black pawn · h7 black pawn · b6 black pawn · d6 black bishop · a5 black pawn · b5 white pawn · d5 black pawn · d4 white pawn · h4 white knight · c3 white pawn · f2 white pawn · g2 white pawn · h2 white pawn · a1 white rook · c1 white bishop · e1 white rook · g1 white king | a8 black rook · b8 black knight · f8 black rook · g8 black king · f7 black pawn · g7 black pawn · h7 black pawn · b6 black pawn · d6 black bishop · a5 black pawn · b5 white pawn · d5 black pawn · d4 white pawn · h4 white knight · c3 white pawn · f2 white pawn · g2 white pawn · h2 white pawn · a1 white rook · c1 white bishop · e1 white rook · g1 white king | a8 black rook · b8 black knight · f8 black rook · g8 black king · f7 black pawn · g7 black pawn · h7 black pawn · b6 black pawn · d6 black bishop · a5 black pawn · b5 white pawn · d5 black pawn · d4 white pawn · h4 white knight · c3 white pawn · f2 white pawn · g2 white pawn · h2 white pawn · a1 white rook · c1 white bishop · e1 white rook · g1 white king | a8 black rook · b8 black knight · f8 black rook · g8 black king · f7 black pawn · g7 black pawn · h7 black pawn · b6 black pawn · d6 black bishop · a5 black pawn · b5 white pawn · d5 black pawn · d4 white pawn · h4 white knight · c3 white pawn · f2 white pawn · g2 white pawn · h2 white pawn · a1 white rook · c1 white bishop · e1 white rook · g1 white king | a8 black rook · b8 black knight · f8 black rook · g8 black king · f7 black pawn · g7 black pawn · h7 black pawn · b6 black pawn · d6 black bishop · a5 black pawn · b5 white pawn · d5 black pawn · d4 white pawn · h4 white knight · c3 white pawn · f2 white pawn · g2 white pawn · h2 white pawn · a1 white rook · c1 white bishop · e1 white rook · g1 white king | a8 black rook · b8 black knight · f8 black rook · g8 black king · f7 black pawn · g7 black pawn · h7 black pawn · b6 black pawn · d6 black bishop · a5 black pawn · b5 white pawn · d5 black pawn · d4 white pawn · h4 white knight · c3 white pawn · f2 white pawn · g2 white pawn · h2 white pawn · a1 white rook · c1 white bishop · e1 white rook · g1 white king | a8 black rook · b8 black knight · f8 black rook · g8 black king · f7 black pawn · g7 black pawn · h7 black pawn · b6 black pawn · d6 black bishop · a5 black pawn · b5 white pawn · d5 black pawn · d4 white pawn · h4 white knight · c3 white pawn · f2 white pawn · g2 white pawn · h2 white pawn · a1 white rook · c1 white bishop · e1 white rook · g1 white king | 1 |
|   | a | b | c | d | e | f | g | h |   |

Ván 4 kết thúc hòa sau 33 nước đi. Carlsen mở đầu với nước 1.e4, và Nepomniachtchi lựa chọn Phòng thủ Petrov. Ván cờ đi theo lý thuyết cho tới khi Carlsen lựa chọn nước đi lạ 18.Mh4. Dù nó là một nước đi thú vị nhưng Nepomniachtchi đã thấy ý tưởng đó từ trước và đã chuẩn bị sẵn. Mặc dù thế trận có phần nguy hiểm cho Nepomniachtchi khi Mã của anh bị kẹt ở f8, quân Tốt thông ở cột a giúp anh phản công rất tốt. Carlsen sử dụng 50 phút tìm kiếm cơ hội chiến thắng trước khi lựa chọn kết thúc ván cờ bằng cách lặp lại thế cờ.
Các bình luận viên Sam Shankland và Fabiano Caruana đồng ý rằng Nepomniachtchi là người chiến thắng cuộc chiến tâm lý trong ván cờ này, khi anh thành công kết thúc ván cờ gọn gàng kể cả khi phải đối mặt với một ý tưởng mới.

### Ván 5: Nepomniachtchi ½ - ½ Carlsen
|   | a | b | c | d | e | f | g | h |   |
| 8 | b8 black rook · c8 black bishop · e8 black queen · f8 black rook · g8 black king · c7 black pawn · f7 black pawn · g7 black pawn · d6 black bishop · f6 black knight · g6 black knight · h6 black pawn · e5 black pawn · e4 white pawn · b3 white bishop · c3 white pawn · e3 white bishop · f3 white knight · g3 white knight · h3 white pawn · c2 white queen · f2 white pawn · g2 white pawn · a1 white rook · e1 white rook · g1 white king | b8 black rook · c8 black bishop · e8 black queen · f8 black rook · g8 black king · c7 black pawn · f7 black pawn · g7 black pawn · d6 black bishop · f6 black knight · g6 black knight · h6 black pawn · e5 black pawn · e4 white pawn · b3 white bishop · c3 white pawn · e3 white bishop · f3 white knight · g3 white knight · h3 white pawn · c2 white queen · f2 white pawn · g2 white pawn · a1 white rook · e1 white rook · g1 white king | b8 black rook · c8 black bishop · e8 black queen · f8 black rook · g8 black king · c7 black pawn · f7 black pawn · g7 black pawn · d6 black bishop · f6 black knight · g6 black knight · h6 black pawn · e5 black pawn · e4 white pawn · b3 white bishop · c3 white pawn · e3 white bishop · f3 white knight · g3 white knight · h3 white pawn · c2 white queen · f2 white pawn · g2 white pawn · a1 white rook · e1 white rook · g1 white king | b8 black rook · c8 black bishop · e8 black queen · f8 black rook · g8 black king · c7 black pawn · f7 black pawn · g7 black pawn · d6 black bishop · f6 black knight · g6 black knight · h6 black pawn · e5 black pawn · e4 white pawn · b3 white bishop · c3 white pawn · e3 white bishop · f3 white knight · g3 white knight · h3 white pawn · c2 white queen · f2 white pawn · g2 white pawn · a1 white rook · e1 white rook · g1 white king | b8 black rook · c8 black bishop · e8 black queen · f8 black rook · g8 black king · c7 black pawn · f7 black pawn · g7 black pawn · d6 black bishop · f6 black knight · g6 black knight · h6 black pawn · e5 black pawn · e4 white pawn · b3 white bishop · c3 white pawn · e3 white bishop · f3 white knight · g3 white knight · h3 white pawn · c2 white queen · f2 white pawn · g2 white pawn · a1 white rook · e1 white rook · g1 white king | b8 black rook · c8 black bishop · e8 black queen · f8 black rook · g8 black king · c7 black pawn · f7 black pawn · g7 black pawn · d6 black bishop · f6 black knight · g6 black knight · h6 black pawn · e5 black pawn · e4 white pawn · b3 white bishop · c3 white pawn · e3 white bishop · f3 white knight · g3 white knight · h3 white pawn · c2 white queen · f2 white pawn · g2 white pawn · a1 white rook · e1 white rook · g1 white king | b8 black rook · c8 black bishop · e8 black queen · f8 black rook · g8 black king · c7 black pawn · f7 black pawn · g7 black pawn · d6 black bishop · f6 black knight · g6 black knight · h6 black pawn · e5 black pawn · e4 white pawn · b3 white bishop · c3 white pawn · e3 white bishop · f3 white knight · g3 white knight · h3 white pawn · c2 white queen · f2 white pawn · g2 white pawn · a1 white rook · e1 white rook · g1 white king | b8 black rook · c8 black bishop · e8 black queen · f8 black rook · g8 black king · c7 black pawn · f7 black pawn · g7 black pawn · d6 black bishop · f6 black knight · g6 black knight · h6 black pawn · e5 black pawn · e4 white pawn · b3 white bishop · c3 white pawn · e3 white bishop · f3 white knight · g3 white knight · h3 white pawn · c2 white queen · f2 white pawn · g2 white pawn · a1 white rook · e1 white rook · g1 white king | 8 |
| 7 | b8 black rook · c8 black bishop · e8 black queen · f8 black rook · g8 black king · c7 black pawn · f7 black pawn · g7 black pawn · d6 black bishop · f6 black knight · g6 black knight · h6 black pawn · e5 black pawn · e4 white pawn · b3 white bishop · c3 white pawn · e3 white bishop · f3 white knight · g3 white knight · h3 white pawn · c2 white queen · f2 white pawn · g2 white pawn · a1 white rook · e1 white rook · g1 white king | b8 black rook · c8 black bishop · e8 black queen · f8 black rook · g8 black king · c7 black pawn · f7 black pawn · g7 black pawn · d6 black bishop · f6 black knight · g6 black knight · h6 black pawn · e5 black pawn · e4 white pawn · b3 white bishop · c3 white pawn · e3 white bishop · f3 white knight · g3 white knight · h3 white pawn · c2 white queen · f2 white pawn · g2 white pawn · a1 white rook · e1 white rook · g1 white king | b8 black rook · c8 black bishop · e8 black queen · f8 black rook · g8 black king · c7 black pawn · f7 black pawn · g7 black pawn · d6 black bishop · f6 black knight · g6 black knight · h6 black pawn · e5 black pawn · e4 white pawn · b3 white bishop · c3 white pawn · e3 white bishop · f3 white knight · g3 white knight · h3 white pawn · c2 white queen · f2 white pawn · g2 white pawn · a1 white rook · e1 white rook · g1 white king | b8 black rook · c8 black bishop · e8 black queen · f8 black rook · g8 black king · c7 black pawn · f7 black pawn · g7 black pawn · d6 black bishop · f6 black knight · g6 black knight · h6 black pawn · e5 black pawn · e4 white pawn · b3 white bishop · c3 white pawn · e3 white bishop · f3 white knight · g3 white knight · h3 white pawn · c2 white queen · f2 white pawn · g2 white pawn · a1 white rook · e1 white rook · g1 white king | b8 black rook · c8 black bishop · e8 black queen · f8 black rook · g8 black king · c7 black pawn · f7 black pawn · g7 black pawn · d6 black bishop · f6 black knight · g6 black knight · h6 black pawn · e5 black pawn · e4 white pawn · b3 white bishop · c3 white pawn · e3 white bishop · f3 white knight · g3 white knight · h3 white pawn · c2 white queen · f2 white pawn · g2 white pawn · a1 white rook · e1 white rook · g1 white king | b8 black rook · c8 black bishop · e8 black queen · f8 black rook · g8 black king · c7 black pawn · f7 black pawn · g7 black pawn · d6 black bishop · f6 black knight · g6 black knight · h6 black pawn · e5 black pawn · e4 white pawn · b3 white bishop · c3 white pawn · e3 white bishop · f3 white knight · g3 white knight · h3 white pawn · c2 white queen · f2 white pawn · g2 white pawn · a1 white rook · e1 white rook · g1 white king | b8 black rook · c8 black bishop · e8 black queen · f8 black rook · g8 black king · c7 black pawn · f7 black pawn · g7 black pawn · d6 black bishop · f6 black knight · g6 black knight · h6 black pawn · e5 black pawn · e4 white pawn · b3 white bishop · c3 white pawn · e3 white bishop · f3 white knight · g3 white knight · h3 white pawn · c2 white queen · f2 white pawn · g2 white pawn · a1 white rook · e1 white rook · g1 white king | b8 black rook · c8 black bishop · e8 black queen · f8 black rook · g8 black king · c7 black pawn · f7 black pawn · g7 black pawn · d6 black bishop · f6 black knight · g6 black knight · h6 black pawn · e5 black pawn · e4 white pawn · b3 white bishop · c3 white pawn · e3 white bishop · f3 white knight · g3 white knight · h3 white pawn · c2 white queen · f2 white pawn · g2 white pawn · a1 white rook · e1 white rook · g1 white king | 7 |
| 6 | b8 black rook · c8 black bishop · e8 black queen · f8 black rook · g8 black king · c7 black pawn · f7 black pawn · g7 black pawn · d6 black bishop · f6 black knight · g6 black knight · h6 black pawn · e5 black pawn · e4 white pawn · b3 white bishop · c3 white pawn · e3 white bishop · f3 white knight · g3 white knight · h3 white pawn · c2 white queen · f2 white pawn · g2 white pawn · a1 white rook · e1 white rook · g1 white king | b8 black rook · c8 black bishop · e8 black queen · f8 black rook · g8 black king · c7 black pawn · f7 black pawn · g7 black pawn · d6 black bishop · f6 black knight · g6 black knight · h6 black pawn · e5 black pawn · e4 white pawn · b3 white bishop · c3 white pawn · e3 white bishop · f3 white knight · g3 white knight · h3 white pawn · c2 white queen · f2 white pawn · g2 white pawn · a1 white rook · e1 white rook · g1 white king | b8 black rook · c8 black bishop · e8 black queen · f8 black rook · g8 black king · c7 black pawn · f7 black pawn · g7 black pawn · d6 black bishop · f6 black knight · g6 black knight · h6 black pawn · e5 black pawn · e4 white pawn · b3 white bishop · c3 white pawn · e3 white bishop · f3 white knight · g3 white knight · h3 white pawn · c2 white queen · f2 white pawn · g2 white pawn · a1 white rook · e1 white rook · g1 white king | b8 black rook · c8 black bishop · e8 black queen · f8 black rook · g8 black king · c7 black pawn · f7 black pawn · g7 black pawn · d6 black bishop · f6 black knight · g6 black knight · h6 black pawn · e5 black pawn · e4 white pawn · b3 white bishop · c3 white pawn · e3 white bishop · f3 white knight · g3 white knight · h3 white pawn · c2 white queen · f2 white pawn · g2 white pawn · a1 white rook · e1 white rook · g1 white king | b8 black rook · c8 black bishop · e8 black queen · f8 black rook · g8 black king · c7 black pawn · f7 black pawn · g7 black pawn · d6 black bishop · f6 black knight · g6 black knight · h6 black pawn · e5 black pawn · e4 white pawn · b3 white bishop · c3 white pawn · e3 white bishop · f3 white knight · g3 white knight · h3 white pawn · c2 white queen · f2 white pawn · g2 white pawn · a1 white rook · e1 white rook · g1 white king | b8 black rook · c8 black bishop · e8 black queen · f8 black rook · g8 black king · c7 black pawn · f7 black pawn · g7 black pawn · d6 black bishop · f6 black knight · g6 black knight · h6 black pawn · e5 black pawn · e4 white pawn · b3 white bishop · c3 white pawn · e3 white bishop · f3 white knight · g3 white knight · h3 white pawn · c2 white queen · f2 white pawn · g2 white pawn · a1 white rook · e1 white rook · g1 white king | b8 black rook · c8 black bishop · e8 black queen · f8 black rook · g8 black king · c7 black pawn · f7 black pawn · g7 black pawn · d6 black bishop · f6 black knight · g6 black knight · h6 black pawn · e5 black pawn · e4 white pawn · b3 white bishop · c3 white pawn · e3 white bishop · f3 white knight · g3 white knight · h3 white pawn · c2 white queen · f2 white pawn · g2 white pawn · a1 white rook · e1 white rook · g1 white king | b8 black rook · c8 black bishop · e8 black queen · f8 black rook · g8 black king · c7 black pawn · f7 black pawn · g7 black pawn · d6 black bishop · f6 black knight · g6 black knight · h6 black pawn · e5 black pawn · e4 white pawn · b3 white bishop · c3 white pawn · e3 white bishop · f3 white knight · g3 white knight · h3 white pawn · c2 white queen · f2 white pawn · g2 white pawn · a1 white rook · e1 white rook · g1 white king | 6 |
| 5 | b8 black rook · c8 black bishop · e8 black queen · f8 black rook · g8 black king · c7 black pawn · f7 black pawn · g7 black pawn · d6 black bishop · f6 black knight · g6 black knight · h6 black pawn · e5 black pawn · e4 white pawn · b3 white bishop · c3 white pawn · e3 white bishop · f3 white knight · g3 white knight · h3 white pawn · c2 white queen · f2 white pawn · g2 white pawn · a1 white rook · e1 white rook · g1 white king | b8 black rook · c8 black bishop · e8 black queen · f8 black rook · g8 black king · c7 black pawn · f7 black pawn · g7 black pawn · d6 black bishop · f6 black knight · g6 black knight · h6 black pawn · e5 black pawn · e4 white pawn · b3 white bishop · c3 white pawn · e3 white bishop · f3 white knight · g3 white knight · h3 white pawn · c2 white queen · f2 white pawn · g2 white pawn · a1 white rook · e1 white rook · g1 white king | b8 black rook · c8 black bishop · e8 black queen · f8 black rook · g8 black king · c7 black pawn · f7 black pawn · g7 black pawn · d6 black bishop · f6 black knight · g6 black knight · h6 black pawn · e5 black pawn · e4 white pawn · b3 white bishop · c3 white pawn · e3 white bishop · f3 white knight · g3 white knight · h3 white pawn · c2 white queen · f2 white pawn · g2 white pawn · a1 white rook · e1 white rook · g1 white king | b8 black rook · c8 black bishop · e8 black queen · f8 black rook · g8 black king · c7 black pawn · f7 black pawn · g7 black pawn · d6 black bishop · f6 black knight · g6 black knight · h6 black pawn · e5 black pawn · e4 white pawn · b3 white bishop · c3 white pawn · e3 white bishop · f3 white knight · g3 white knight · h3 white pawn · c2 white queen · f2 white pawn · g2 white pawn · a1 white rook · e1 white rook · g1 white king | b8 black rook · c8 black bishop · e8 black queen · f8 black rook · g8 black king · c7 black pawn · f7 black pawn · g7 black pawn · d6 black bishop · f6 black knight · g6 black knight · h6 black pawn · e5 black pawn · e4 white pawn · b3 white bishop · c3 white pawn · e3 white bishop · f3 white knight · g3 white knight · h3 white pawn · c2 white queen · f2 white pawn · g2 white pawn · a1 white rook · e1 white rook · g1 white king | b8 black rook · c8 black bishop · e8 black queen · f8 black rook · g8 black king · c7 black pawn · f7 black pawn · g7 black pawn · d6 black bishop · f6 black knight · g6 black knight · h6 black pawn · e5 black pawn · e4 white pawn · b3 white bishop · c3 white pawn · e3 white bishop · f3 white knight · g3 white knight · h3 white pawn · c2 white queen · f2 white pawn · g2 white pawn · a1 white rook · e1 white rook · g1 white king | b8 black rook · c8 black bishop · e8 black queen · f8 black rook · g8 black king · c7 black pawn · f7 black pawn · g7 black pawn · d6 black bishop · f6 black knight · g6 black knight · h6 black pawn · e5 black pawn · e4 white pawn · b3 white bishop · c3 white pawn · e3 white bishop · f3 white knight · g3 white knight · h3 white pawn · c2 white queen · f2 white pawn · g2 white pawn · a1 white rook · e1 white rook · g1 white king | b8 black rook · c8 black bishop · e8 black queen · f8 black rook · g8 black king · c7 black pawn · f7 black pawn · g7 black pawn · d6 black bishop · f6 black knight · g6 black knight · h6 black pawn · e5 black pawn · e4 white pawn · b3 white bishop · c3 white pawn · e3 white bishop · f3 white knight · g3 white knight · h3 white pawn · c2 white queen · f2 white pawn · g2 white pawn · a1 white rook · e1 white rook · g1 white king | 5 |
| 4 | b8 black rook · c8 black bishop · e8 black queen · f8 black rook · g8 black king · c7 black pawn · f7 black pawn · g7 black pawn · d6 black bishop · f6 black knight · g6 black knight · h6 black pawn · e5 black pawn · e4 white pawn · b3 white bishop · c3 white pawn · e3 white bishop · f3 white knight · g3 white knight · h3 white pawn · c2 white queen · f2 white pawn · g2 white pawn · a1 white rook · e1 white rook · g1 white king | b8 black rook · c8 black bishop · e8 black queen · f8 black rook · g8 black king · c7 black pawn · f7 black pawn · g7 black pawn · d6 black bishop · f6 black knight · g6 black knight · h6 black pawn · e5 black pawn · e4 white pawn · b3 white bishop · c3 white pawn · e3 white bishop · f3 white knight · g3 white knight · h3 white pawn · c2 white queen · f2 white pawn · g2 white pawn · a1 white rook · e1 white rook · g1 white king | b8 black rook · c8 black bishop · e8 black queen · f8 black rook · g8 black king · c7 black pawn · f7 black pawn · g7 black pawn · d6 black bishop · f6 black knight · g6 black knight · h6 black pawn · e5 black pawn · e4 white pawn · b3 white bishop · c3 white pawn · e3 white bishop · f3 white knight · g3 white knight · h3 white pawn · c2 white queen · f2 white pawn · g2 white pawn · a1 white rook · e1 white rook · g1 white king | b8 black rook · c8 black bishop · e8 black queen · f8 black rook · g8 black king · c7 black pawn · f7 black pawn · g7 black pawn · d6 black bishop · f6 black knight · g6 black knight · h6 black pawn · e5 black pawn · e4 white pawn · b3 white bishop · c3 white pawn · e3 white bishop · f3 white knight · g3 white knight · h3 white pawn · c2 white queen · f2 white pawn · g2 white pawn · a1 white rook · e1 white rook · g1 white king | b8 black rook · c8 black bishop · e8 black queen · f8 black rook · g8 black king · c7 black pawn · f7 black pawn · g7 black pawn · d6 black bishop · f6 black knight · g6 black knight · h6 black pawn · e5 black pawn · e4 white pawn · b3 white bishop · c3 white pawn · e3 white bishop · f3 white knight · g3 white knight · h3 white pawn · c2 white queen · f2 white pawn · g2 white pawn · a1 white rook · e1 white rook · g1 white king | b8 black rook · c8 black bishop · e8 black queen · f8 black rook · g8 black king · c7 black pawn · f7 black pawn · g7 black pawn · d6 black bishop · f6 black knight · g6 black knight · h6 black pawn · e5 black pawn · e4 white pawn · b3 white bishop · c3 white pawn · e3 white bishop · f3 white knight · g3 white knight · h3 white pawn · c2 white queen · f2 white pawn · g2 white pawn · a1 white rook · e1 white rook · g1 white king | b8 black rook · c8 black bishop · e8 black queen · f8 black rook · g8 black king · c7 black pawn · f7 black pawn · g7 black pawn · d6 black bishop · f6 black knight · g6 black knight · h6 black pawn · e5 black pawn · e4 white pawn · b3 white bishop · c3 white pawn · e3 white bishop · f3 white knight · g3 white knight · h3 white pawn · c2 white queen · f2 white pawn · g2 white pawn · a1 white rook · e1 white rook · g1 white king | b8 black rook · c8 black bishop · e8 black queen · f8 black rook · g8 black king · c7 black pawn · f7 black pawn · g7 black pawn · d6 black bishop · f6 black knight · g6 black knight · h6 black pawn · e5 black pawn · e4 white pawn · b3 white bishop · c3 white pawn · e3 white bishop · f3 white knight · g3 white knight · h3 white pawn · c2 white queen · f2 white pawn · g2 white pawn · a1 white rook · e1 white rook · g1 white king | 4 |
| 3 | b8 black rook · c8 black bishop · e8 black queen · f8 black rook · g8 black king · c7 black pawn · f7 black pawn · g7 black pawn · d6 black bishop · f6 black knight · g6 black knight · h6 black pawn · e5 black pawn · e4 white pawn · b3 white bishop · c3 white pawn · e3 white bishop · f3 white knight · g3 white knight · h3 white pawn · c2 white queen · f2 white pawn · g2 white pawn · a1 white rook · e1 white rook · g1 white king | b8 black rook · c8 black bishop · e8 black queen · f8 black rook · g8 black king · c7 black pawn · f7 black pawn · g7 black pawn · d6 black bishop · f6 black knight · g6 black knight · h6 black pawn · e5 black pawn · e4 white pawn · b3 white bishop · c3 white pawn · e3 white bishop · f3 white knight · g3 white knight · h3 white pawn · c2 white queen · f2 white pawn · g2 white pawn · a1 white rook · e1 white rook · g1 white king | b8 black rook · c8 black bishop · e8 black queen · f8 black rook · g8 black king · c7 black pawn · f7 black pawn · g7 black pawn · d6 black bishop · f6 black knight · g6 black knight · h6 black pawn · e5 black pawn · e4 white pawn · b3 white bishop · c3 white pawn · e3 white bishop · f3 white knight · g3 white knight · h3 white pawn · c2 white queen · f2 white pawn · g2 white pawn · a1 white rook · e1 white rook · g1 white king | b8 black rook · c8 black bishop · e8 black queen · f8 black rook · g8 black king · c7 black pawn · f7 black pawn · g7 black pawn · d6 black bishop · f6 black knight · g6 black knight · h6 black pawn · e5 black pawn · e4 white pawn · b3 white bishop · c3 white pawn · e3 white bishop · f3 white knight · g3 white knight · h3 white pawn · c2 white queen · f2 white pawn · g2 white pawn · a1 white rook · e1 white rook · g1 white king | b8 black rook · c8 black bishop · e8 black queen · f8 black rook · g8 black king · c7 black pawn · f7 black pawn · g7 black pawn · d6 black bishop · f6 black knight · g6 black knight · h6 black pawn · e5 black pawn · e4 white pawn · b3 white bishop · c3 white pawn · e3 white bishop · f3 white knight · g3 white knight · h3 white pawn · c2 white queen · f2 white pawn · g2 white pawn · a1 white rook · e1 white rook · g1 white king | b8 black rook · c8 black bishop · e8 black queen · f8 black rook · g8 black king · c7 black pawn · f7 black pawn · g7 black pawn · d6 black bishop · f6 black knight · g6 black knight · h6 black pawn · e5 black pawn · e4 white pawn · b3 white bishop · c3 white pawn · e3 white bishop · f3 white knight · g3 white knight · h3 white pawn · c2 white queen · f2 white pawn · g2 white pawn · a1 white rook · e1 white rook · g1 white king | b8 black rook · c8 black bishop · e8 black queen · f8 black rook · g8 black king · c7 black pawn · f7 black pawn · g7 black pawn · d6 black bishop · f6 black knight · g6 black knight · h6 black pawn · e5 black pawn · e4 white pawn · b3 white bishop · c3 white pawn · e3 white bishop · f3 white knight · g3 white knight · h3 white pawn · c2 white queen · f2 white pawn · g2 white pawn · a1 white rook · e1 white rook · g1 white king | b8 black rook · c8 black bishop · e8 black queen · f8 black rook · g8 black king · c7 black pawn · f7 black pawn · g7 black pawn · d6 black bishop · f6 black knight · g6 black knight · h6 black pawn · e5 black pawn · e4 white pawn · b3 white bishop · c3 white pawn · e3 white bishop · f3 white knight · g3 white knight · h3 white pawn · c2 white queen · f2 white pawn · g2 white pawn · a1 white rook · e1 white rook · g1 white king | 3 |
| 2 | b8 black rook · c8 black bishop · e8 black queen · f8 black rook · g8 black king · c7 black pawn · f7 black pawn · g7 black pawn · d6 black bishop · f6 black knight · g6 black knight · h6 black pawn · e5 black pawn · e4 white pawn · b3 white bishop · c3 white pawn · e3 white bishop · f3 white knight · g3 white knight · h3 white pawn · c2 white queen · f2 white pawn · g2 white pawn · a1 white rook · e1 white rook · g1 white king | b8 black rook · c8 black bishop · e8 black queen · f8 black rook · g8 black king · c7 black pawn · f7 black pawn · g7 black pawn · d6 black bishop · f6 black knight · g6 black knight · h6 black pawn · e5 black pawn · e4 white pawn · b3 white bishop · c3 white pawn · e3 white bishop · f3 white knight · g3 white knight · h3 white pawn · c2 white queen · f2 white pawn · g2 white pawn · a1 white rook · e1 white rook · g1 white king | b8 black rook · c8 black bishop · e8 black queen · f8 black rook · g8 black king · c7 black pawn · f7 black pawn · g7 black pawn · d6 black bishop · f6 black knight · g6 black knight · h6 black pawn · e5 black pawn · e4 white pawn · b3 white bishop · c3 white pawn · e3 white bishop · f3 white knight · g3 white knight · h3 white pawn · c2 white queen · f2 white pawn · g2 white pawn · a1 white rook · e1 white rook · g1 white king | b8 black rook · c8 black bishop · e8 black queen · f8 black rook · g8 black king · c7 black pawn · f7 black pawn · g7 black pawn · d6 black bishop · f6 black knight · g6 black knight · h6 black pawn · e5 black pawn · e4 white pawn · b3 white bishop · c3 white pawn · e3 white bishop · f3 white knight · g3 white knight · h3 white pawn · c2 white queen · f2 white pawn · g2 white pawn · a1 white rook · e1 white rook · g1 white king | b8 black rook · c8 black bishop · e8 black queen · f8 black rook · g8 black king · c7 black pawn · f7 black pawn · g7 black pawn · d6 black bishop · f6 black knight · g6 black knight · h6 black pawn · e5 black pawn · e4 white pawn · b3 white bishop · c3 white pawn · e3 white bishop · f3 white knight · g3 white knight · h3 white pawn · c2 white queen · f2 white pawn · g2 white pawn · a1 white rook · e1 white rook · g1 white king | b8 black rook · c8 black bishop · e8 black queen · f8 black rook · g8 black king · c7 black pawn · f7 black pawn · g7 black pawn · d6 black bishop · f6 black knight · g6 black knight · h6 black pawn · e5 black pawn · e4 white pawn · b3 white bishop · c3 white pawn · e3 white bishop · f3 white knight · g3 white knight · h3 white pawn · c2 white queen · f2 white pawn · g2 white pawn · a1 white rook · e1 white rook · g1 white king | b8 black rook · c8 black bishop · e8 black queen · f8 black rook · g8 black king · c7 black pawn · f7 black pawn · g7 black pawn · d6 black bishop · f6 black knight · g6 black knight · h6 black pawn · e5 black pawn · e4 white pawn · b3 white bishop · c3 white pawn · e3 white bishop · f3 white knight · g3 white knight · h3 white pawn · c2 white queen · f2 white pawn · g2 white pawn · a1 white rook · e1 white rook · g1 white king | b8 black rook · c8 black bishop · e8 black queen · f8 black rook · g8 black king · c7 black pawn · f7 black pawn · g7 black pawn · d6 black bishop · f6 black knight · g6 black knight · h6 black pawn · e5 black pawn · e4 white pawn · b3 white bishop · c3 white pawn · e3 white bishop · f3 white knight · g3 white knight · h3 white pawn · c2 white queen · f2 white pawn · g2 white pawn · a1 white rook · e1 white rook · g1 white king | 2 |
| 1 | b8 black rook · c8 black bishop · e8 black queen · f8 black rook · g8 black king · c7 black pawn · f7 black pawn · g7 black pawn · d6 black bishop · f6 black knight · g6 black knight · h6 black pawn · e5 black pawn · e4 white pawn · b3 white bishop · c3 white pawn · e3 white bishop · f3 white knight · g3 white knight · h3 white pawn · c2 white queen · f2 white pawn · g2 white pawn · a1 white rook · e1 white rook · g1 white king | b8 black rook · c8 black bishop · e8 black queen · f8 black rook · g8 black king · c7 black pawn · f7 black pawn · g7 black pawn · d6 black bishop · f6 black knight · g6 black knight · h6 black pawn · e5 black pawn · e4 white pawn · b3 white bishop · c3 white pawn · e3 white bishop · f3 white knight · g3 white knight · h3 white pawn · c2 white queen · f2 white pawn · g2 white pawn · a1 white rook · e1 white rook · g1 white king | b8 black rook · c8 black bishop · e8 black queen · f8 black rook · g8 black king · c7 black pawn · f7 black pawn · g7 black pawn · d6 black bishop · f6 black knight · g6 black knight · h6 black pawn · e5 black pawn · e4 white pawn · b3 white bishop · c3 white pawn · e3 white bishop · f3 white knight · g3 white knight · h3 white pawn · c2 white queen · f2 white pawn · g2 white pawn · a1 white rook · e1 white rook · g1 white king | b8 black rook · c8 black bishop · e8 black queen · f8 black rook · g8 black king · c7 black pawn · f7 black pawn · g7 black pawn · d6 black bishop · f6 black knight · g6 black knight · h6 black pawn · e5 black pawn · e4 white pawn · b3 white bishop · c3 white pawn · e3 white bishop · f3 white knight · g3 white knight · h3 white pawn · c2 white queen · f2 white pawn · g2 white pawn · a1 white rook · e1 white rook · g1 white king | b8 black rook · c8 black bishop · e8 black queen · f8 black rook · g8 black king · c7 black pawn · f7 black pawn · g7 black pawn · d6 black bishop · f6 black knight · g6 black knight · h6 black pawn · e5 black pawn · e4 white pawn · b3 white bishop · c3 white pawn · e3 white bishop · f3 white knight · g3 white knight · h3 white pawn · c2 white queen · f2 white pawn · g2 white pawn · a1 white rook · e1 white rook · g1 white king | b8 black rook · c8 black bishop · e8 black queen · f8 black rook · g8 black king · c7 black pawn · f7 black pawn · g7 black pawn · d6 black bishop · f6 black knight · g6 black knight · h6 black pawn · e5 black pawn · e4 white pawn · b3 white bishop · c3 white pawn · e3 white bishop · f3 white knight · g3 white knight · h3 white pawn · c2 white queen · f2 white pawn · g2 white pawn · a1 white rook · e1 white rook · g1 white king | b8 black rook · c8 black bishop · e8 black queen · f8 black rook · g8 black king · c7 black pawn · f7 black pawn · g7 black pawn · d6 black bishop · f6 black knight · g6 black knight · h6 black pawn · e5 black pawn · e4 white pawn · b3 white bishop · c3 white pawn · e3 white bishop · f3 white knight · g3 white knight · h3 white pawn · c2 white queen · f2 white pawn · g2 white pawn · a1 white rook · e1 white rook · g1 white king | b8 black rook · c8 black bishop · e8 black queen · f8 black rook · g8 black king · c7 black pawn · f7 black pawn · g7 black pawn · d6 black bishop · f6 black knight · g6 black knight · h6 black pawn · e5 black pawn · e4 white pawn · b3 white bishop · c3 white pawn · e3 white bishop · f3 white knight · g3 white knight · h3 white pawn · c2 white queen · f2 white pawn · g2 white pawn · a1 white rook · e1 white rook · g1 white king | 1 |
|   | a | b | c | d | e | f | g | h |   |

Ván 5 kết thúc hòa sau 43 nước đi. Giống các ván 1 và 3, Nepomniachtchi mở đầu với e4 theo khai cuộc Ván cờ Tây Ban Nha. Tàn cuộc kết thúc với kết quả hòa do lặp lại thế cờ.

### Ván 6: Carlsen 1-0 Nepomniachtchi
|   | a | b | c | d | e | f | g | h |   |
| 8 | e8 black king · e5 white pawn · f5 white rook · f4 white pawn · g3 white knight · h3 white king · a2 black queen | e8 black king · e5 white pawn · f5 white rook · f4 white pawn · g3 white knight · h3 white king · a2 black queen | e8 black king · e5 white pawn · f5 white rook · f4 white pawn · g3 white knight · h3 white king · a2 black queen | e8 black king · e5 white pawn · f5 white rook · f4 white pawn · g3 white knight · h3 white king · a2 black queen | e8 black king · e5 white pawn · f5 white rook · f4 white pawn · g3 white knight · h3 white king · a2 black queen | e8 black king · e5 white pawn · f5 white rook · f4 white pawn · g3 white knight · h3 white king · a2 black queen | e8 black king · e5 white pawn · f5 white rook · f4 white pawn · g3 white knight · h3 white king · a2 black queen | e8 black king · e5 white pawn · f5 white rook · f4 white pawn · g3 white knight · h3 white king · a2 black queen | 8 |
| 7 | e8 black king · e5 white pawn · f5 white rook · f4 white pawn · g3 white knight · h3 white king · a2 black queen | e8 black king · e5 white pawn · f5 white rook · f4 white pawn · g3 white knight · h3 white king · a2 black queen | e8 black king · e5 white pawn · f5 white rook · f4 white pawn · g3 white knight · h3 white king · a2 black queen | e8 black king · e5 white pawn · f5 white rook · f4 white pawn · g3 white knight · h3 white king · a2 black queen | e8 black king · e5 white pawn · f5 white rook · f4 white pawn · g3 white knight · h3 white king · a2 black queen | e8 black king · e5 white pawn · f5 white rook · f4 white pawn · g3 white knight · h3 white king · a2 black queen | e8 black king · e5 white pawn · f5 white rook · f4 white pawn · g3 white knight · h3 white king · a2 black queen | e8 black king · e5 white pawn · f5 white rook · f4 white pawn · g3 white knight · h3 white king · a2 black queen | 7 |
| 6 | e8 black king · e5 white pawn · f5 white rook · f4 white pawn · g3 white knight · h3 white king · a2 black queen | e8 black king · e5 white pawn · f5 white rook · f4 white pawn · g3 white knight · h3 white king · a2 black queen | e8 black king · e5 white pawn · f5 white rook · f4 white pawn · g3 white knight · h3 white king · a2 black queen | e8 black king · e5 white pawn · f5 white rook · f4 white pawn · g3 white knight · h3 white king · a2 black queen | e8 black king · e5 white pawn · f5 white rook · f4 white pawn · g3 white knight · h3 white king · a2 black queen | e8 black king · e5 white pawn · f5 white rook · f4 white pawn · g3 white knight · h3 white king · a2 black queen | e8 black king · e5 white pawn · f5 white rook · f4 white pawn · g3 white knight · h3 white king · a2 black queen | e8 black king · e5 white pawn · f5 white rook · f4 white pawn · g3 white knight · h3 white king · a2 black queen | 6 |
| 5 | e8 black king · e5 white pawn · f5 white rook · f4 white pawn · g3 white knight · h3 white king · a2 black queen | e8 black king · e5 white pawn · f5 white rook · f4 white pawn · g3 white knight · h3 white king · a2 black queen | e8 black king · e5 white pawn · f5 white rook · f4 white pawn · g3 white knight · h3 white king · a2 black queen | e8 black king · e5 white pawn · f5 white rook · f4 white pawn · g3 white knight · h3 white king · a2 black queen | e8 black king · e5 white pawn · f5 white rook · f4 white pawn · g3 white knight · h3 white king · a2 black queen | e8 black king · e5 white pawn · f5 white rook · f4 white pawn · g3 white knight · h3 white king · a2 black queen | e8 black king · e5 white pawn · f5 white rook · f4 white pawn · g3 white knight · h3 white king · a2 black queen | e8 black king · e5 white pawn · f5 white rook · f4 white pawn · g3 white knight · h3 white king · a2 black queen | 5 |
| 4 | e8 black king · e5 white pawn · f5 white rook · f4 white pawn · g3 white knight · h3 white king · a2 black queen | e8 black king · e5 white pawn · f5 white rook · f4 white pawn · g3 white knight · h3 white king · a2 black queen | e8 black king · e5 white pawn · f5 white rook · f4 white pawn · g3 white knight · h3 white king · a2 black queen | e8 black king · e5 white pawn · f5 white rook · f4 white pawn · g3 white knight · h3 white king · a2 black queen | e8 black king · e5 white pawn · f5 white rook · f4 white pawn · g3 white knight · h3 white king · a2 black queen | e8 black king · e5 white pawn · f5 white rook · f4 white pawn · g3 white knight · h3 white king · a2 black queen | e8 black king · e5 white pawn · f5 white rook · f4 white pawn · g3 white knight · h3 white king · a2 black queen | e8 black king · e5 white pawn · f5 white rook · f4 white pawn · g3 white knight · h3 white king · a2 black queen | 4 |
| 3 | e8 black king · e5 white pawn · f5 white rook · f4 white pawn · g3 white knight · h3 white king · a2 black queen | e8 black king · e5 white pawn · f5 white rook · f4 white pawn · g3 white knight · h3 white king · a2 black queen | e8 black king · e5 white pawn · f5 white rook · f4 white pawn · g3 white knight · h3 white king · a2 black queen | e8 black king · e5 white pawn · f5 white rook · f4 white pawn · g3 white knight · h3 white king · a2 black queen | e8 black king · e5 white pawn · f5 white rook · f4 white pawn · g3 white knight · h3 white king · a2 black queen | e8 black king · e5 white pawn · f5 white rook · f4 white pawn · g3 white knight · h3 white king · a2 black queen | e8 black king · e5 white pawn · f5 white rook · f4 white pawn · g3 white knight · h3 white king · a2 black queen | e8 black king · e5 white pawn · f5 white rook · f4 white pawn · g3 white knight · h3 white king · a2 black queen | 3 |
| 2 | e8 black king · e5 white pawn · f5 white rook · f4 white pawn · g3 white knight · h3 white king · a2 black queen | e8 black king · e5 white pawn · f5 white rook · f4 white pawn · g3 white knight · h3 white king · a2 black queen | e8 black king · e5 white pawn · f5 white rook · f4 white pawn · g3 white knight · h3 white king · a2 black queen | e8 black king · e5 white pawn · f5 white rook · f4 white pawn · g3 white knight · h3 white king · a2 black queen | e8 black king · e5 white pawn · f5 white rook · f4 white pawn · g3 white knight · h3 white king · a2 black queen | e8 black king · e5 white pawn · f5 white rook · f4 white pawn · g3 white knight · h3 white king · a2 black queen | e8 black king · e5 white pawn · f5 white rook · f4 white pawn · g3 white knight · h3 white king · a2 black queen | e8 black king · e5 white pawn · f5 white rook · f4 white pawn · g3 white knight · h3 white king · a2 black queen | 2 |
| 1 | e8 black king · e5 white pawn · f5 white rook · f4 white pawn · g3 white knight · h3 white king · a2 black queen | e8 black king · e5 white pawn · f5 white rook · f4 white pawn · g3 white knight · h3 white king · a2 black queen | e8 black king · e5 white pawn · f5 white rook · f4 white pawn · g3 white knight · h3 white king · a2 black queen | e8 black king · e5 white pawn · f5 white rook · f4 white pawn · g3 white knight · h3 white king · a2 black queen | e8 black king · e5 white pawn · f5 white rook · f4 white pawn · g3 white knight · h3 white king · a2 black queen | e8 black king · e5 white pawn · f5 white rook · f4 white pawn · g3 white knight · h3 white king · a2 black queen | e8 black king · e5 white pawn · f5 white rook · f4 white pawn · g3 white knight · h3 white king · a2 black queen | e8 black king · e5 white pawn · f5 white rook · f4 white pawn · g3 white knight · h3 white king · a2 black queen | 1 |
|   | a | b | c | d | e | f | g | h |   |

Ván 6 kéo dài 7 tiếng 45 phút, kết thúc với phần thắng dành cho Carlsen. Tính tới năm 2023, đây là ván cờ dài nhất lịch sử Giải vô địch cờ vua thế giới sau khi vượt qua kỷ lục 124 nước tại ván 5 Giải vô địch cờ vua thế giới 1978 giữa Anatoly Karpov và Viktor Korchnoi.
Với nước 25...Xac8, Nepomniachtchi đã gây mất cân bằng thế cờ khi đổi 2 Xe lấy Hậu của Carlsen, cho phép Carlsen có lợi thế quân số để đổi lấy quân Tốt thông ở cột a. Cả hai kỳ thủ đều bỏ lỡ các cơ hội dưới áp lực thời gian ngay trước mốc thêm thời gian đầu tiên tại nước 40, nơi thế cờ cân bằng. Với nước 52...He4 mà Anish Giri coi là một sai lầm và Nepomniachtchi gọi là "không cần thiết" sau ván đấu, Nepomniachtchi bỏ Tốt thông cột a của mình để đổi lấy Tốt cột h của Carlsen, dẫn vào thế cờ tàn có lợi cho Carlsen. Với nước 80.Xxf7+!, Carlsen tiến vào cờ tàn với Xe, Mã và 2 Tốt thông liền nhau trước Hậu của Nepomniachtchi. Mặc dù đây là thế cờ tàn hòa theo dữ liệu, gánh nặng chủ yếu trên vai Nepomniachtchi khi anh phải phòng thủ chính xác để đạt được kết quả này. Trong khi đó, Carlsen không gặp nhiều nguy hiểm và có thể tiếp tục tiến công. Nước 118...Ha5 (thay vì Hb6+ buộc Vua Trắng ra ngoài) của Nepomniachtchi đã khiến công việc của anh khó hơn nhiều. Cuối cùng, Nepomniachtchi mắc sai lầm quyết định 130...He6 (2 nước hòa duy nhất là 130...Qb1 và 130...Qc2 theo dữ liệu), cho phép Carlsen tiến Tốt để phong cấp.

### Ván 7: Nepomniachtchi ½ - ½ Carlsen
|   | a | b | c | d | e | f | g | h |   |
| 8 | b8 black rook · e8 black rook · f8 black bishop · g8 black king · f7 black pawn · g7 black pawn · d6 black pawn · f6 black queen · g6 black knight · h6 black pawn · b5 black pawn · c5 black pawn · d4 white pawn · e4 white pawn · b3 white queen · e3 white bishop · f3 white knight · h3 white pawn · b2 white pawn · f2 white pawn · g2 white pawn · a1 white rook · c1 white rook · g1 white king | b8 black rook · e8 black rook · f8 black bishop · g8 black king · f7 black pawn · g7 black pawn · d6 black pawn · f6 black queen · g6 black knight · h6 black pawn · b5 black pawn · c5 black pawn · d4 white pawn · e4 white pawn · b3 white queen · e3 white bishop · f3 white knight · h3 white pawn · b2 white pawn · f2 white pawn · g2 white pawn · a1 white rook · c1 white rook · g1 white king | b8 black rook · e8 black rook · f8 black bishop · g8 black king · f7 black pawn · g7 black pawn · d6 black pawn · f6 black queen · g6 black knight · h6 black pawn · b5 black pawn · c5 black pawn · d4 white pawn · e4 white pawn · b3 white queen · e3 white bishop · f3 white knight · h3 white pawn · b2 white pawn · f2 white pawn · g2 white pawn · a1 white rook · c1 white rook · g1 white king | b8 black rook · e8 black rook · f8 black bishop · g8 black king · f7 black pawn · g7 black pawn · d6 black pawn · f6 black queen · g6 black knight · h6 black pawn · b5 black pawn · c5 black pawn · d4 white pawn · e4 white pawn · b3 white queen · e3 white bishop · f3 white knight · h3 white pawn · b2 white pawn · f2 white pawn · g2 white pawn · a1 white rook · c1 white rook · g1 white king | b8 black rook · e8 black rook · f8 black bishop · g8 black king · f7 black pawn · g7 black pawn · d6 black pawn · f6 black queen · g6 black knight · h6 black pawn · b5 black pawn · c5 black pawn · d4 white pawn · e4 white pawn · b3 white queen · e3 white bishop · f3 white knight · h3 white pawn · b2 white pawn · f2 white pawn · g2 white pawn · a1 white rook · c1 white rook · g1 white king | b8 black rook · e8 black rook · f8 black bishop · g8 black king · f7 black pawn · g7 black pawn · d6 black pawn · f6 black queen · g6 black knight · h6 black pawn · b5 black pawn · c5 black pawn · d4 white pawn · e4 white pawn · b3 white queen · e3 white bishop · f3 white knight · h3 white pawn · b2 white pawn · f2 white pawn · g2 white pawn · a1 white rook · c1 white rook · g1 white king | b8 black rook · e8 black rook · f8 black bishop · g8 black king · f7 black pawn · g7 black pawn · d6 black pawn · f6 black queen · g6 black knight · h6 black pawn · b5 black pawn · c5 black pawn · d4 white pawn · e4 white pawn · b3 white queen · e3 white bishop · f3 white knight · h3 white pawn · b2 white pawn · f2 white pawn · g2 white pawn · a1 white rook · c1 white rook · g1 white king | b8 black rook · e8 black rook · f8 black bishop · g8 black king · f7 black pawn · g7 black pawn · d6 black pawn · f6 black queen · g6 black knight · h6 black pawn · b5 black pawn · c5 black pawn · d4 white pawn · e4 white pawn · b3 white queen · e3 white bishop · f3 white knight · h3 white pawn · b2 white pawn · f2 white pawn · g2 white pawn · a1 white rook · c1 white rook · g1 white king | 8 |
| 7 | b8 black rook · e8 black rook · f8 black bishop · g8 black king · f7 black pawn · g7 black pawn · d6 black pawn · f6 black queen · g6 black knight · h6 black pawn · b5 black pawn · c5 black pawn · d4 white pawn · e4 white pawn · b3 white queen · e3 white bishop · f3 white knight · h3 white pawn · b2 white pawn · f2 white pawn · g2 white pawn · a1 white rook · c1 white rook · g1 white king | b8 black rook · e8 black rook · f8 black bishop · g8 black king · f7 black pawn · g7 black pawn · d6 black pawn · f6 black queen · g6 black knight · h6 black pawn · b5 black pawn · c5 black pawn · d4 white pawn · e4 white pawn · b3 white queen · e3 white bishop · f3 white knight · h3 white pawn · b2 white pawn · f2 white pawn · g2 white pawn · a1 white rook · c1 white rook · g1 white king | b8 black rook · e8 black rook · f8 black bishop · g8 black king · f7 black pawn · g7 black pawn · d6 black pawn · f6 black queen · g6 black knight · h6 black pawn · b5 black pawn · c5 black pawn · d4 white pawn · e4 white pawn · b3 white queen · e3 white bishop · f3 white knight · h3 white pawn · b2 white pawn · f2 white pawn · g2 white pawn · a1 white rook · c1 white rook · g1 white king | b8 black rook · e8 black rook · f8 black bishop · g8 black king · f7 black pawn · g7 black pawn · d6 black pawn · f6 black queen · g6 black knight · h6 black pawn · b5 black pawn · c5 black pawn · d4 white pawn · e4 white pawn · b3 white queen · e3 white bishop · f3 white knight · h3 white pawn · b2 white pawn · f2 white pawn · g2 white pawn · a1 white rook · c1 white rook · g1 white king | b8 black rook · e8 black rook · f8 black bishop · g8 black king · f7 black pawn · g7 black pawn · d6 black pawn · f6 black queen · g6 black knight · h6 black pawn · b5 black pawn · c5 black pawn · d4 white pawn · e4 white pawn · b3 white queen · e3 white bishop · f3 white knight · h3 white pawn · b2 white pawn · f2 white pawn · g2 white pawn · a1 white rook · c1 white rook · g1 white king | b8 black rook · e8 black rook · f8 black bishop · g8 black king · f7 black pawn · g7 black pawn · d6 black pawn · f6 black queen · g6 black knight · h6 black pawn · b5 black pawn · c5 black pawn · d4 white pawn · e4 white pawn · b3 white queen · e3 white bishop · f3 white knight · h3 white pawn · b2 white pawn · f2 white pawn · g2 white pawn · a1 white rook · c1 white rook · g1 white king | b8 black rook · e8 black rook · f8 black bishop · g8 black king · f7 black pawn · g7 black pawn · d6 black pawn · f6 black queen · g6 black knight · h6 black pawn · b5 black pawn · c5 black pawn · d4 white pawn · e4 white pawn · b3 white queen · e3 white bishop · f3 white knight · h3 white pawn · b2 white pawn · f2 white pawn · g2 white pawn · a1 white rook · c1 white rook · g1 white king | b8 black rook · e8 black rook · f8 black bishop · g8 black king · f7 black pawn · g7 black pawn · d6 black pawn · f6 black queen · g6 black knight · h6 black pawn · b5 black pawn · c5 black pawn · d4 white pawn · e4 white pawn · b3 white queen · e3 white bishop · f3 white knight · h3 white pawn · b2 white pawn · f2 white pawn · g2 white pawn · a1 white rook · c1 white rook · g1 white king | 7 |
| 6 | b8 black rook · e8 black rook · f8 black bishop · g8 black king · f7 black pawn · g7 black pawn · d6 black pawn · f6 black queen · g6 black knight · h6 black pawn · b5 black pawn · c5 black pawn · d4 white pawn · e4 white pawn · b3 white queen · e3 white bishop · f3 white knight · h3 white pawn · b2 white pawn · f2 white pawn · g2 white pawn · a1 white rook · c1 white rook · g1 white king | b8 black rook · e8 black rook · f8 black bishop · g8 black king · f7 black pawn · g7 black pawn · d6 black pawn · f6 black queen · g6 black knight · h6 black pawn · b5 black pawn · c5 black pawn · d4 white pawn · e4 white pawn · b3 white queen · e3 white bishop · f3 white knight · h3 white pawn · b2 white pawn · f2 white pawn · g2 white pawn · a1 white rook · c1 white rook · g1 white king | b8 black rook · e8 black rook · f8 black bishop · g8 black king · f7 black pawn · g7 black pawn · d6 black pawn · f6 black queen · g6 black knight · h6 black pawn · b5 black pawn · c5 black pawn · d4 white pawn · e4 white pawn · b3 white queen · e3 white bishop · f3 white knight · h3 white pawn · b2 white pawn · f2 white pawn · g2 white pawn · a1 white rook · c1 white rook · g1 white king | b8 black rook · e8 black rook · f8 black bishop · g8 black king · f7 black pawn · g7 black pawn · d6 black pawn · f6 black queen · g6 black knight · h6 black pawn · b5 black pawn · c5 black pawn · d4 white pawn · e4 white pawn · b3 white queen · e3 white bishop · f3 white knight · h3 white pawn · b2 white pawn · f2 white pawn · g2 white pawn · a1 white rook · c1 white rook · g1 white king | b8 black rook · e8 black rook · f8 black bishop · g8 black king · f7 black pawn · g7 black pawn · d6 black pawn · f6 black queen · g6 black knight · h6 black pawn · b5 black pawn · c5 black pawn · d4 white pawn · e4 white pawn · b3 white queen · e3 white bishop · f3 white knight · h3 white pawn · b2 white pawn · f2 white pawn · g2 white pawn · a1 white rook · c1 white rook · g1 white king | b8 black rook · e8 black rook · f8 black bishop · g8 black king · f7 black pawn · g7 black pawn · d6 black pawn · f6 black queen · g6 black knight · h6 black pawn · b5 black pawn · c5 black pawn · d4 white pawn · e4 white pawn · b3 white queen · e3 white bishop · f3 white knight · h3 white pawn · b2 white pawn · f2 white pawn · g2 white pawn · a1 white rook · c1 white rook · g1 white king | b8 black rook · e8 black rook · f8 black bishop · g8 black king · f7 black pawn · g7 black pawn · d6 black pawn · f6 black queen · g6 black knight · h6 black pawn · b5 black pawn · c5 black pawn · d4 white pawn · e4 white pawn · b3 white queen · e3 white bishop · f3 white knight · h3 white pawn · b2 white pawn · f2 white pawn · g2 white pawn · a1 white rook · c1 white rook · g1 white king | b8 black rook · e8 black rook · f8 black bishop · g8 black king · f7 black pawn · g7 black pawn · d6 black pawn · f6 black queen · g6 black knight · h6 black pawn · b5 black pawn · c5 black pawn · d4 white pawn · e4 white pawn · b3 white queen · e3 white bishop · f3 white knight · h3 white pawn · b2 white pawn · f2 white pawn · g2 white pawn · a1 white rook · c1 white rook · g1 white king | 6 |
| 5 | b8 black rook · e8 black rook · f8 black bishop · g8 black king · f7 black pawn · g7 black pawn · d6 black pawn · f6 black queen · g6 black knight · h6 black pawn · b5 black pawn · c5 black pawn · d4 white pawn · e4 white pawn · b3 white queen · e3 white bishop · f3 white knight · h3 white pawn · b2 white pawn · f2 white pawn · g2 white pawn · a1 white rook · c1 white rook · g1 white king | b8 black rook · e8 black rook · f8 black bishop · g8 black king · f7 black pawn · g7 black pawn · d6 black pawn · f6 black queen · g6 black knight · h6 black pawn · b5 black pawn · c5 black pawn · d4 white pawn · e4 white pawn · b3 white queen · e3 white bishop · f3 white knight · h3 white pawn · b2 white pawn · f2 white pawn · g2 white pawn · a1 white rook · c1 white rook · g1 white king | b8 black rook · e8 black rook · f8 black bishop · g8 black king · f7 black pawn · g7 black pawn · d6 black pawn · f6 black queen · g6 black knight · h6 black pawn · b5 black pawn · c5 black pawn · d4 white pawn · e4 white pawn · b3 white queen · e3 white bishop · f3 white knight · h3 white pawn · b2 white pawn · f2 white pawn · g2 white pawn · a1 white rook · c1 white rook · g1 white king | b8 black rook · e8 black rook · f8 black bishop · g8 black king · f7 black pawn · g7 black pawn · d6 black pawn · f6 black queen · g6 black knight · h6 black pawn · b5 black pawn · c5 black pawn · d4 white pawn · e4 white pawn · b3 white queen · e3 white bishop · f3 white knight · h3 white pawn · b2 white pawn · f2 white pawn · g2 white pawn · a1 white rook · c1 white rook · g1 white king | b8 black rook · e8 black rook · f8 black bishop · g8 black king · f7 black pawn · g7 black pawn · d6 black pawn · f6 black queen · g6 black knight · h6 black pawn · b5 black pawn · c5 black pawn · d4 white pawn · e4 white pawn · b3 white queen · e3 white bishop · f3 white knight · h3 white pawn · b2 white pawn · f2 white pawn · g2 white pawn · a1 white rook · c1 white rook · g1 white king | b8 black rook · e8 black rook · f8 black bishop · g8 black king · f7 black pawn · g7 black pawn · d6 black pawn · f6 black queen · g6 black knight · h6 black pawn · b5 black pawn · c5 black pawn · d4 white pawn · e4 white pawn · b3 white queen · e3 white bishop · f3 white knight · h3 white pawn · b2 white pawn · f2 white pawn · g2 white pawn · a1 white rook · c1 white rook · g1 white king | b8 black rook · e8 black rook · f8 black bishop · g8 black king · f7 black pawn · g7 black pawn · d6 black pawn · f6 black queen · g6 black knight · h6 black pawn · b5 black pawn · c5 black pawn · d4 white pawn · e4 white pawn · b3 white queen · e3 white bishop · f3 white knight · h3 white pawn · b2 white pawn · f2 white pawn · g2 white pawn · a1 white rook · c1 white rook · g1 white king | b8 black rook · e8 black rook · f8 black bishop · g8 black king · f7 black pawn · g7 black pawn · d6 black pawn · f6 black queen · g6 black knight · h6 black pawn · b5 black pawn · c5 black pawn · d4 white pawn · e4 white pawn · b3 white queen · e3 white bishop · f3 white knight · h3 white pawn · b2 white pawn · f2 white pawn · g2 white pawn · a1 white rook · c1 white rook · g1 white king | 5 |
| 4 | b8 black rook · e8 black rook · f8 black bishop · g8 black king · f7 black pawn · g7 black pawn · d6 black pawn · f6 black queen · g6 black knight · h6 black pawn · b5 black pawn · c5 black pawn · d4 white pawn · e4 white pawn · b3 white queen · e3 white bishop · f3 white knight · h3 white pawn · b2 white pawn · f2 white pawn · g2 white pawn · a1 white rook · c1 white rook · g1 white king | b8 black rook · e8 black rook · f8 black bishop · g8 black king · f7 black pawn · g7 black pawn · d6 black pawn · f6 black queen · g6 black knight · h6 black pawn · b5 black pawn · c5 black pawn · d4 white pawn · e4 white pawn · b3 white queen · e3 white bishop · f3 white knight · h3 white pawn · b2 white pawn · f2 white pawn · g2 white pawn · a1 white rook · c1 white rook · g1 white king | b8 black rook · e8 black rook · f8 black bishop · g8 black king · f7 black pawn · g7 black pawn · d6 black pawn · f6 black queen · g6 black knight · h6 black pawn · b5 black pawn · c5 black pawn · d4 white pawn · e4 white pawn · b3 white queen · e3 white bishop · f3 white knight · h3 white pawn · b2 white pawn · f2 white pawn · g2 white pawn · a1 white rook · c1 white rook · g1 white king | b8 black rook · e8 black rook · f8 black bishop · g8 black king · f7 black pawn · g7 black pawn · d6 black pawn · f6 black queen · g6 black knight · h6 black pawn · b5 black pawn · c5 black pawn · d4 white pawn · e4 white pawn · b3 white queen · e3 white bishop · f3 white knight · h3 white pawn · b2 white pawn · f2 white pawn · g2 white pawn · a1 white rook · c1 white rook · g1 white king | b8 black rook · e8 black rook · f8 black bishop · g8 black king · f7 black pawn · g7 black pawn · d6 black pawn · f6 black queen · g6 black knight · h6 black pawn · b5 black pawn · c5 black pawn · d4 white pawn · e4 white pawn · b3 white queen · e3 white bishop · f3 white knight · h3 white pawn · b2 white pawn · f2 white pawn · g2 white pawn · a1 white rook · c1 white rook · g1 white king | b8 black rook · e8 black rook · f8 black bishop · g8 black king · f7 black pawn · g7 black pawn · d6 black pawn · f6 black queen · g6 black knight · h6 black pawn · b5 black pawn · c5 black pawn · d4 white pawn · e4 white pawn · b3 white queen · e3 white bishop · f3 white knight · h3 white pawn · b2 white pawn · f2 white pawn · g2 white pawn · a1 white rook · c1 white rook · g1 white king | b8 black rook · e8 black rook · f8 black bishop · g8 black king · f7 black pawn · g7 black pawn · d6 black pawn · f6 black queen · g6 black knight · h6 black pawn · b5 black pawn · c5 black pawn · d4 white pawn · e4 white pawn · b3 white queen · e3 white bishop · f3 white knight · h3 white pawn · b2 white pawn · f2 white pawn · g2 white pawn · a1 white rook · c1 white rook · g1 white king | b8 black rook · e8 black rook · f8 black bishop · g8 black king · f7 black pawn · g7 black pawn · d6 black pawn · f6 black queen · g6 black knight · h6 black pawn · b5 black pawn · c5 black pawn · d4 white pawn · e4 white pawn · b3 white queen · e3 white bishop · f3 white knight · h3 white pawn · b2 white pawn · f2 white pawn · g2 white pawn · a1 white rook · c1 white rook · g1 white king | 4 |
| 3 | b8 black rook · e8 black rook · f8 black bishop · g8 black king · f7 black pawn · g7 black pawn · d6 black pawn · f6 black queen · g6 black knight · h6 black pawn · b5 black pawn · c5 black pawn · d4 white pawn · e4 white pawn · b3 white queen · e3 white bishop · f3 white knight · h3 white pawn · b2 white pawn · f2 white pawn · g2 white pawn · a1 white rook · c1 white rook · g1 white king | b8 black rook · e8 black rook · f8 black bishop · g8 black king · f7 black pawn · g7 black pawn · d6 black pawn · f6 black queen · g6 black knight · h6 black pawn · b5 black pawn · c5 black pawn · d4 white pawn · e4 white pawn · b3 white queen · e3 white bishop · f3 white knight · h3 white pawn · b2 white pawn · f2 white pawn · g2 white pawn · a1 white rook · c1 white rook · g1 white king | b8 black rook · e8 black rook · f8 black bishop · g8 black king · f7 black pawn · g7 black pawn · d6 black pawn · f6 black queen · g6 black knight · h6 black pawn · b5 black pawn · c5 black pawn · d4 white pawn · e4 white pawn · b3 white queen · e3 white bishop · f3 white knight · h3 white pawn · b2 white pawn · f2 white pawn · g2 white pawn · a1 white rook · c1 white rook · g1 white king | b8 black rook · e8 black rook · f8 black bishop · g8 black king · f7 black pawn · g7 black pawn · d6 black pawn · f6 black queen · g6 black knight · h6 black pawn · b5 black pawn · c5 black pawn · d4 white pawn · e4 white pawn · b3 white queen · e3 white bishop · f3 white knight · h3 white pawn · b2 white pawn · f2 white pawn · g2 white pawn · a1 white rook · c1 white rook · g1 white king | b8 black rook · e8 black rook · f8 black bishop · g8 black king · f7 black pawn · g7 black pawn · d6 black pawn · f6 black queen · g6 black knight · h6 black pawn · b5 black pawn · c5 black pawn · d4 white pawn · e4 white pawn · b3 white queen · e3 white bishop · f3 white knight · h3 white pawn · b2 white pawn · f2 white pawn · g2 white pawn · a1 white rook · c1 white rook · g1 white king | b8 black rook · e8 black rook · f8 black bishop · g8 black king · f7 black pawn · g7 black pawn · d6 black pawn · f6 black queen · g6 black knight · h6 black pawn · b5 black pawn · c5 black pawn · d4 white pawn · e4 white pawn · b3 white queen · e3 white bishop · f3 white knight · h3 white pawn · b2 white pawn · f2 white pawn · g2 white pawn · a1 white rook · c1 white rook · g1 white king | b8 black rook · e8 black rook · f8 black bishop · g8 black king · f7 black pawn · g7 black pawn · d6 black pawn · f6 black queen · g6 black knight · h6 black pawn · b5 black pawn · c5 black pawn · d4 white pawn · e4 white pawn · b3 white queen · e3 white bishop · f3 white knight · h3 white pawn · b2 white pawn · f2 white pawn · g2 white pawn · a1 white rook · c1 white rook · g1 white king | b8 black rook · e8 black rook · f8 black bishop · g8 black king · f7 black pawn · g7 black pawn · d6 black pawn · f6 black queen · g6 black knight · h6 black pawn · b5 black pawn · c5 black pawn · d4 white pawn · e4 white pawn · b3 white queen · e3 white bishop · f3 white knight · h3 white pawn · b2 white pawn · f2 white pawn · g2 white pawn · a1 white rook · c1 white rook · g1 white king | 3 |
| 2 | b8 black rook · e8 black rook · f8 black bishop · g8 black king · f7 black pawn · g7 black pawn · d6 black pawn · f6 black queen · g6 black knight · h6 black pawn · b5 black pawn · c5 black pawn · d4 white pawn · e4 white pawn · b3 white queen · e3 white bishop · f3 white knight · h3 white pawn · b2 white pawn · f2 white pawn · g2 white pawn · a1 white rook · c1 white rook · g1 white king | b8 black rook · e8 black rook · f8 black bishop · g8 black king · f7 black pawn · g7 black pawn · d6 black pawn · f6 black queen · g6 black knight · h6 black pawn · b5 black pawn · c5 black pawn · d4 white pawn · e4 white pawn · b3 white queen · e3 white bishop · f3 white knight · h3 white pawn · b2 white pawn · f2 white pawn · g2 white pawn · a1 white rook · c1 white rook · g1 white king | b8 black rook · e8 black rook · f8 black bishop · g8 black king · f7 black pawn · g7 black pawn · d6 black pawn · f6 black queen · g6 black knight · h6 black pawn · b5 black pawn · c5 black pawn · d4 white pawn · e4 white pawn · b3 white queen · e3 white bishop · f3 white knight · h3 white pawn · b2 white pawn · f2 white pawn · g2 white pawn · a1 white rook · c1 white rook · g1 white king | b8 black rook · e8 black rook · f8 black bishop · g8 black king · f7 black pawn · g7 black pawn · d6 black pawn · f6 black queen · g6 black knight · h6 black pawn · b5 black pawn · c5 black pawn · d4 white pawn · e4 white pawn · b3 white queen · e3 white bishop · f3 white knight · h3 white pawn · b2 white pawn · f2 white pawn · g2 white pawn · a1 white rook · c1 white rook · g1 white king | b8 black rook · e8 black rook · f8 black bishop · g8 black king · f7 black pawn · g7 black pawn · d6 black pawn · f6 black queen · g6 black knight · h6 black pawn · b5 black pawn · c5 black pawn · d4 white pawn · e4 white pawn · b3 white queen · e3 white bishop · f3 white knight · h3 white pawn · b2 white pawn · f2 white pawn · g2 white pawn · a1 white rook · c1 white rook · g1 white king | b8 black rook · e8 black rook · f8 black bishop · g8 black king · f7 black pawn · g7 black pawn · d6 black pawn · f6 black queen · g6 black knight · h6 black pawn · b5 black pawn · c5 black pawn · d4 white pawn · e4 white pawn · b3 white queen · e3 white bishop · f3 white knight · h3 white pawn · b2 white pawn · f2 white pawn · g2 white pawn · a1 white rook · c1 white rook · g1 white king | b8 black rook · e8 black rook · f8 black bishop · g8 black king · f7 black pawn · g7 black pawn · d6 black pawn · f6 black queen · g6 black knight · h6 black pawn · b5 black pawn · c5 black pawn · d4 white pawn · e4 white pawn · b3 white queen · e3 white bishop · f3 white knight · h3 white pawn · b2 white pawn · f2 white pawn · g2 white pawn · a1 white rook · c1 white rook · g1 white king | b8 black rook · e8 black rook · f8 black bishop · g8 black king · f7 black pawn · g7 black pawn · d6 black pawn · f6 black queen · g6 black knight · h6 black pawn · b5 black pawn · c5 black pawn · d4 white pawn · e4 white pawn · b3 white queen · e3 white bishop · f3 white knight · h3 white pawn · b2 white pawn · f2 white pawn · g2 white pawn · a1 white rook · c1 white rook · g1 white king | 2 |
| 1 | b8 black rook · e8 black rook · f8 black bishop · g8 black king · f7 black pawn · g7 black pawn · d6 black pawn · f6 black queen · g6 black knight · h6 black pawn · b5 black pawn · c5 black pawn · d4 white pawn · e4 white pawn · b3 white queen · e3 white bishop · f3 white knight · h3 white pawn · b2 white pawn · f2 white pawn · g2 white pawn · a1 white rook · c1 white rook · g1 white king | b8 black rook · e8 black rook · f8 black bishop · g8 black king · f7 black pawn · g7 black pawn · d6 black pawn · f6 black queen · g6 black knight · h6 black pawn · b5 black pawn · c5 black pawn · d4 white pawn · e4 white pawn · b3 white queen · e3 white bishop · f3 white knight · h3 white pawn · b2 white pawn · f2 white pawn · g2 white pawn · a1 white rook · c1 white rook · g1 white king | b8 black rook · e8 black rook · f8 black bishop · g8 black king · f7 black pawn · g7 black pawn · d6 black pawn · f6 black queen · g6 black knight · h6 black pawn · b5 black pawn · c5 black pawn · d4 white pawn · e4 white pawn · b3 white queen · e3 white bishop · f3 white knight · h3 white pawn · b2 white pawn · f2 white pawn · g2 white pawn · a1 white rook · c1 white rook · g1 white king | b8 black rook · e8 black rook · f8 black bishop · g8 black king · f7 black pawn · g7 black pawn · d6 black pawn · f6 black queen · g6 black knight · h6 black pawn · b5 black pawn · c5 black pawn · d4 white pawn · e4 white pawn · b3 white queen · e3 white bishop · f3 white knight · h3 white pawn · b2 white pawn · f2 white pawn · g2 white pawn · a1 white rook · c1 white rook · g1 white king | b8 black rook · e8 black rook · f8 black bishop · g8 black king · f7 black pawn · g7 black pawn · d6 black pawn · f6 black queen · g6 black knight · h6 black pawn · b5 black pawn · c5 black pawn · d4 white pawn · e4 white pawn · b3 white queen · e3 white bishop · f3 white knight · h3 white pawn · b2 white pawn · f2 white pawn · g2 white pawn · a1 white rook · c1 white rook · g1 white king | b8 black rook · e8 black rook · f8 black bishop · g8 black king · f7 black pawn · g7 black pawn · d6 black pawn · f6 black queen · g6 black knight · h6 black pawn · b5 black pawn · c5 black pawn · d4 white pawn · e4 white pawn · b3 white queen · e3 white bishop · f3 white knight · h3 white pawn · b2 white pawn · f2 white pawn · g2 white pawn · a1 white rook · c1 white rook · g1 white king | b8 black rook · e8 black rook · f8 black bishop · g8 black king · f7 black pawn · g7 black pawn · d6 black pawn · f6 black queen · g6 black knight · h6 black pawn · b5 black pawn · c5 black pawn · d4 white pawn · e4 white pawn · b3 white queen · e3 white bishop · f3 white knight · h3 white pawn · b2 white pawn · f2 white pawn · g2 white pawn · a1 white rook · c1 white rook · g1 white king | b8 black rook · e8 black rook · f8 black bishop · g8 black king · f7 black pawn · g7 black pawn · d6 black pawn · f6 black queen · g6 black knight · h6 black pawn · b5 black pawn · c5 black pawn · d4 white pawn · e4 white pawn · b3 white queen · e3 white bishop · f3 white knight · h3 white pawn · b2 white pawn · f2 white pawn · g2 white pawn · a1 white rook · c1 white rook · g1 white king | 1 |
|   | a | b | c | d | e | f | g | h |   |

Ván 7 kết thúc hòa sau 41 nước đi. Carlsen đã cân bằng thế cờ nhẹ nhàng trong một ván cờ Tây Ban Nha, trước khi cả hai kỳ thủ đổi quân liên tục dẫn đến thế cờ hòa. Tới nước thứ 28, thế trận không còn gì đáng nói, và phần còn lại của ván chỉ là thủ tục để thỏa mãn luật xin hòa cờ. Đối với nhiều bình luận viên, ván hòa thiếu kịch tính này không quá bất ngờ sau khi ván 6 đã tiêu hao quá nhiều thể lực của cả hai kỳ thủ (ván đấu kết thúc sau nửa đêm).

### Ván 8: Carlsen 1-0 Nepomniachtchi
|   | a | b | c | d | e | f | g | h |   |
| 8 | f8 black king · a7 black pawn · d7 black bishop · f7 black pawn · g7 black pawn · c6 black pawn · f6 black queen · h6 black rook · b5 black pawn · c4 white bishop · d4 white pawn · h4 black pawn · e3 white queen · h3 white pawn · a2 white pawn · b2 white pawn · f2 white pawn · g2 white pawn · e1 white rook · g1 white king | f8 black king · a7 black pawn · d7 black bishop · f7 black pawn · g7 black pawn · c6 black pawn · f6 black queen · h6 black rook · b5 black pawn · c4 white bishop · d4 white pawn · h4 black pawn · e3 white queen · h3 white pawn · a2 white pawn · b2 white pawn · f2 white pawn · g2 white pawn · e1 white rook · g1 white king | f8 black king · a7 black pawn · d7 black bishop · f7 black pawn · g7 black pawn · c6 black pawn · f6 black queen · h6 black rook · b5 black pawn · c4 white bishop · d4 white pawn · h4 black pawn · e3 white queen · h3 white pawn · a2 white pawn · b2 white pawn · f2 white pawn · g2 white pawn · e1 white rook · g1 white king | f8 black king · a7 black pawn · d7 black bishop · f7 black pawn · g7 black pawn · c6 black pawn · f6 black queen · h6 black rook · b5 black pawn · c4 white bishop · d4 white pawn · h4 black pawn · e3 white queen · h3 white pawn · a2 white pawn · b2 white pawn · f2 white pawn · g2 white pawn · e1 white rook · g1 white king | f8 black king · a7 black pawn · d7 black bishop · f7 black pawn · g7 black pawn · c6 black pawn · f6 black queen · h6 black rook · b5 black pawn · c4 white bishop · d4 white pawn · h4 black pawn · e3 white queen · h3 white pawn · a2 white pawn · b2 white pawn · f2 white pawn · g2 white pawn · e1 white rook · g1 white king | f8 black king · a7 black pawn · d7 black bishop · f7 black pawn · g7 black pawn · c6 black pawn · f6 black queen · h6 black rook · b5 black pawn · c4 white bishop · d4 white pawn · h4 black pawn · e3 white queen · h3 white pawn · a2 white pawn · b2 white pawn · f2 white pawn · g2 white pawn · e1 white rook · g1 white king | f8 black king · a7 black pawn · d7 black bishop · f7 black pawn · g7 black pawn · c6 black pawn · f6 black queen · h6 black rook · b5 black pawn · c4 white bishop · d4 white pawn · h4 black pawn · e3 white queen · h3 white pawn · a2 white pawn · b2 white pawn · f2 white pawn · g2 white pawn · e1 white rook · g1 white king | f8 black king · a7 black pawn · d7 black bishop · f7 black pawn · g7 black pawn · c6 black pawn · f6 black queen · h6 black rook · b5 black pawn · c4 white bishop · d4 white pawn · h4 black pawn · e3 white queen · h3 white pawn · a2 white pawn · b2 white pawn · f2 white pawn · g2 white pawn · e1 white rook · g1 white king | 8 |
| 7 | f8 black king · a7 black pawn · d7 black bishop · f7 black pawn · g7 black pawn · c6 black pawn · f6 black queen · h6 black rook · b5 black pawn · c4 white bishop · d4 white pawn · h4 black pawn · e3 white queen · h3 white pawn · a2 white pawn · b2 white pawn · f2 white pawn · g2 white pawn · e1 white rook · g1 white king | f8 black king · a7 black pawn · d7 black bishop · f7 black pawn · g7 black pawn · c6 black pawn · f6 black queen · h6 black rook · b5 black pawn · c4 white bishop · d4 white pawn · h4 black pawn · e3 white queen · h3 white pawn · a2 white pawn · b2 white pawn · f2 white pawn · g2 white pawn · e1 white rook · g1 white king | f8 black king · a7 black pawn · d7 black bishop · f7 black pawn · g7 black pawn · c6 black pawn · f6 black queen · h6 black rook · b5 black pawn · c4 white bishop · d4 white pawn · h4 black pawn · e3 white queen · h3 white pawn · a2 white pawn · b2 white pawn · f2 white pawn · g2 white pawn · e1 white rook · g1 white king | f8 black king · a7 black pawn · d7 black bishop · f7 black pawn · g7 black pawn · c6 black pawn · f6 black queen · h6 black rook · b5 black pawn · c4 white bishop · d4 white pawn · h4 black pawn · e3 white queen · h3 white pawn · a2 white pawn · b2 white pawn · f2 white pawn · g2 white pawn · e1 white rook · g1 white king | f8 black king · a7 black pawn · d7 black bishop · f7 black pawn · g7 black pawn · c6 black pawn · f6 black queen · h6 black rook · b5 black pawn · c4 white bishop · d4 white pawn · h4 black pawn · e3 white queen · h3 white pawn · a2 white pawn · b2 white pawn · f2 white pawn · g2 white pawn · e1 white rook · g1 white king | f8 black king · a7 black pawn · d7 black bishop · f7 black pawn · g7 black pawn · c6 black pawn · f6 black queen · h6 black rook · b5 black pawn · c4 white bishop · d4 white pawn · h4 black pawn · e3 white queen · h3 white pawn · a2 white pawn · b2 white pawn · f2 white pawn · g2 white pawn · e1 white rook · g1 white king | f8 black king · a7 black pawn · d7 black bishop · f7 black pawn · g7 black pawn · c6 black pawn · f6 black queen · h6 black rook · b5 black pawn · c4 white bishop · d4 white pawn · h4 black pawn · e3 white queen · h3 white pawn · a2 white pawn · b2 white pawn · f2 white pawn · g2 white pawn · e1 white rook · g1 white king | f8 black king · a7 black pawn · d7 black bishop · f7 black pawn · g7 black pawn · c6 black pawn · f6 black queen · h6 black rook · b5 black pawn · c4 white bishop · d4 white pawn · h4 black pawn · e3 white queen · h3 white pawn · a2 white pawn · b2 white pawn · f2 white pawn · g2 white pawn · e1 white rook · g1 white king | 7 |
| 6 | f8 black king · a7 black pawn · d7 black bishop · f7 black pawn · g7 black pawn · c6 black pawn · f6 black queen · h6 black rook · b5 black pawn · c4 white bishop · d4 white pawn · h4 black pawn · e3 white queen · h3 white pawn · a2 white pawn · b2 white pawn · f2 white pawn · g2 white pawn · e1 white rook · g1 white king | f8 black king · a7 black pawn · d7 black bishop · f7 black pawn · g7 black pawn · c6 black pawn · f6 black queen · h6 black rook · b5 black pawn · c4 white bishop · d4 white pawn · h4 black pawn · e3 white queen · h3 white pawn · a2 white pawn · b2 white pawn · f2 white pawn · g2 white pawn · e1 white rook · g1 white king | f8 black king · a7 black pawn · d7 black bishop · f7 black pawn · g7 black pawn · c6 black pawn · f6 black queen · h6 black rook · b5 black pawn · c4 white bishop · d4 white pawn · h4 black pawn · e3 white queen · h3 white pawn · a2 white pawn · b2 white pawn · f2 white pawn · g2 white pawn · e1 white rook · g1 white king | f8 black king · a7 black pawn · d7 black bishop · f7 black pawn · g7 black pawn · c6 black pawn · f6 black queen · h6 black rook · b5 black pawn · c4 white bishop · d4 white pawn · h4 black pawn · e3 white queen · h3 white pawn · a2 white pawn · b2 white pawn · f2 white pawn · g2 white pawn · e1 white rook · g1 white king | f8 black king · a7 black pawn · d7 black bishop · f7 black pawn · g7 black pawn · c6 black pawn · f6 black queen · h6 black rook · b5 black pawn · c4 white bishop · d4 white pawn · h4 black pawn · e3 white queen · h3 white pawn · a2 white pawn · b2 white pawn · f2 white pawn · g2 white pawn · e1 white rook · g1 white king | f8 black king · a7 black pawn · d7 black bishop · f7 black pawn · g7 black pawn · c6 black pawn · f6 black queen · h6 black rook · b5 black pawn · c4 white bishop · d4 white pawn · h4 black pawn · e3 white queen · h3 white pawn · a2 white pawn · b2 white pawn · f2 white pawn · g2 white pawn · e1 white rook · g1 white king | f8 black king · a7 black pawn · d7 black bishop · f7 black pawn · g7 black pawn · c6 black pawn · f6 black queen · h6 black rook · b5 black pawn · c4 white bishop · d4 white pawn · h4 black pawn · e3 white queen · h3 white pawn · a2 white pawn · b2 white pawn · f2 white pawn · g2 white pawn · e1 white rook · g1 white king | f8 black king · a7 black pawn · d7 black bishop · f7 black pawn · g7 black pawn · c6 black pawn · f6 black queen · h6 black rook · b5 black pawn · c4 white bishop · d4 white pawn · h4 black pawn · e3 white queen · h3 white pawn · a2 white pawn · b2 white pawn · f2 white pawn · g2 white pawn · e1 white rook · g1 white king | 6 |
| 5 | f8 black king · a7 black pawn · d7 black bishop · f7 black pawn · g7 black pawn · c6 black pawn · f6 black queen · h6 black rook · b5 black pawn · c4 white bishop · d4 white pawn · h4 black pawn · e3 white queen · h3 white pawn · a2 white pawn · b2 white pawn · f2 white pawn · g2 white pawn · e1 white rook · g1 white king | f8 black king · a7 black pawn · d7 black bishop · f7 black pawn · g7 black pawn · c6 black pawn · f6 black queen · h6 black rook · b5 black pawn · c4 white bishop · d4 white pawn · h4 black pawn · e3 white queen · h3 white pawn · a2 white pawn · b2 white pawn · f2 white pawn · g2 white pawn · e1 white rook · g1 white king | f8 black king · a7 black pawn · d7 black bishop · f7 black pawn · g7 black pawn · c6 black pawn · f6 black queen · h6 black rook · b5 black pawn · c4 white bishop · d4 white pawn · h4 black pawn · e3 white queen · h3 white pawn · a2 white pawn · b2 white pawn · f2 white pawn · g2 white pawn · e1 white rook · g1 white king | f8 black king · a7 black pawn · d7 black bishop · f7 black pawn · g7 black pawn · c6 black pawn · f6 black queen · h6 black rook · b5 black pawn · c4 white bishop · d4 white pawn · h4 black pawn · e3 white queen · h3 white pawn · a2 white pawn · b2 white pawn · f2 white pawn · g2 white pawn · e1 white rook · g1 white king | f8 black king · a7 black pawn · d7 black bishop · f7 black pawn · g7 black pawn · c6 black pawn · f6 black queen · h6 black rook · b5 black pawn · c4 white bishop · d4 white pawn · h4 black pawn · e3 white queen · h3 white pawn · a2 white pawn · b2 white pawn · f2 white pawn · g2 white pawn · e1 white rook · g1 white king | f8 black king · a7 black pawn · d7 black bishop · f7 black pawn · g7 black pawn · c6 black pawn · f6 black queen · h6 black rook · b5 black pawn · c4 white bishop · d4 white pawn · h4 black pawn · e3 white queen · h3 white pawn · a2 white pawn · b2 white pawn · f2 white pawn · g2 white pawn · e1 white rook · g1 white king | f8 black king · a7 black pawn · d7 black bishop · f7 black pawn · g7 black pawn · c6 black pawn · f6 black queen · h6 black rook · b5 black pawn · c4 white bishop · d4 white pawn · h4 black pawn · e3 white queen · h3 white pawn · a2 white pawn · b2 white pawn · f2 white pawn · g2 white pawn · e1 white rook · g1 white king | f8 black king · a7 black pawn · d7 black bishop · f7 black pawn · g7 black pawn · c6 black pawn · f6 black queen · h6 black rook · b5 black pawn · c4 white bishop · d4 white pawn · h4 black pawn · e3 white queen · h3 white pawn · a2 white pawn · b2 white pawn · f2 white pawn · g2 white pawn · e1 white rook · g1 white king | 5 |
| 4 | f8 black king · a7 black pawn · d7 black bishop · f7 black pawn · g7 black pawn · c6 black pawn · f6 black queen · h6 black rook · b5 black pawn · c4 white bishop · d4 white pawn · h4 black pawn · e3 white queen · h3 white pawn · a2 white pawn · b2 white pawn · f2 white pawn · g2 white pawn · e1 white rook · g1 white king | f8 black king · a7 black pawn · d7 black bishop · f7 black pawn · g7 black pawn · c6 black pawn · f6 black queen · h6 black rook · b5 black pawn · c4 white bishop · d4 white pawn · h4 black pawn · e3 white queen · h3 white pawn · a2 white pawn · b2 white pawn · f2 white pawn · g2 white pawn · e1 white rook · g1 white king | f8 black king · a7 black pawn · d7 black bishop · f7 black pawn · g7 black pawn · c6 black pawn · f6 black queen · h6 black rook · b5 black pawn · c4 white bishop · d4 white pawn · h4 black pawn · e3 white queen · h3 white pawn · a2 white pawn · b2 white pawn · f2 white pawn · g2 white pawn · e1 white rook · g1 white king | f8 black king · a7 black pawn · d7 black bishop · f7 black pawn · g7 black pawn · c6 black pawn · f6 black queen · h6 black rook · b5 black pawn · c4 white bishop · d4 white pawn · h4 black pawn · e3 white queen · h3 white pawn · a2 white pawn · b2 white pawn · f2 white pawn · g2 white pawn · e1 white rook · g1 white king | f8 black king · a7 black pawn · d7 black bishop · f7 black pawn · g7 black pawn · c6 black pawn · f6 black queen · h6 black rook · b5 black pawn · c4 white bishop · d4 white pawn · h4 black pawn · e3 white queen · h3 white pawn · a2 white pawn · b2 white pawn · f2 white pawn · g2 white pawn · e1 white rook · g1 white king | f8 black king · a7 black pawn · d7 black bishop · f7 black pawn · g7 black pawn · c6 black pawn · f6 black queen · h6 black rook · b5 black pawn · c4 white bishop · d4 white pawn · h4 black pawn · e3 white queen · h3 white pawn · a2 white pawn · b2 white pawn · f2 white pawn · g2 white pawn · e1 white rook · g1 white king | f8 black king · a7 black pawn · d7 black bishop · f7 black pawn · g7 black pawn · c6 black pawn · f6 black queen · h6 black rook · b5 black pawn · c4 white bishop · d4 white pawn · h4 black pawn · e3 white queen · h3 white pawn · a2 white pawn · b2 white pawn · f2 white pawn · g2 white pawn · e1 white rook · g1 white king | f8 black king · a7 black pawn · d7 black bishop · f7 black pawn · g7 black pawn · c6 black pawn · f6 black queen · h6 black rook · b5 black pawn · c4 white bishop · d4 white pawn · h4 black pawn · e3 white queen · h3 white pawn · a2 white pawn · b2 white pawn · f2 white pawn · g2 white pawn · e1 white rook · g1 white king | 4 |
| 3 | f8 black king · a7 black pawn · d7 black bishop · f7 black pawn · g7 black pawn · c6 black pawn · f6 black queen · h6 black rook · b5 black pawn · c4 white bishop · d4 white pawn · h4 black pawn · e3 white queen · h3 white pawn · a2 white pawn · b2 white pawn · f2 white pawn · g2 white pawn · e1 white rook · g1 white king | f8 black king · a7 black pawn · d7 black bishop · f7 black pawn · g7 black pawn · c6 black pawn · f6 black queen · h6 black rook · b5 black pawn · c4 white bishop · d4 white pawn · h4 black pawn · e3 white queen · h3 white pawn · a2 white pawn · b2 white pawn · f2 white pawn · g2 white pawn · e1 white rook · g1 white king | f8 black king · a7 black pawn · d7 black bishop · f7 black pawn · g7 black pawn · c6 black pawn · f6 black queen · h6 black rook · b5 black pawn · c4 white bishop · d4 white pawn · h4 black pawn · e3 white queen · h3 white pawn · a2 white pawn · b2 white pawn · f2 white pawn · g2 white pawn · e1 white rook · g1 white king | f8 black king · a7 black pawn · d7 black bishop · f7 black pawn · g7 black pawn · c6 black pawn · f6 black queen · h6 black rook · b5 black pawn · c4 white bishop · d4 white pawn · h4 black pawn · e3 white queen · h3 white pawn · a2 white pawn · b2 white pawn · f2 white pawn · g2 white pawn · e1 white rook · g1 white king | f8 black king · a7 black pawn · d7 black bishop · f7 black pawn · g7 black pawn · c6 black pawn · f6 black queen · h6 black rook · b5 black pawn · c4 white bishop · d4 white pawn · h4 black pawn · e3 white queen · h3 white pawn · a2 white pawn · b2 white pawn · f2 white pawn · g2 white pawn · e1 white rook · g1 white king | f8 black king · a7 black pawn · d7 black bishop · f7 black pawn · g7 black pawn · c6 black pawn · f6 black queen · h6 black rook · b5 black pawn · c4 white bishop · d4 white pawn · h4 black pawn · e3 white queen · h3 white pawn · a2 white pawn · b2 white pawn · f2 white pawn · g2 white pawn · e1 white rook · g1 white king | f8 black king · a7 black pawn · d7 black bishop · f7 black pawn · g7 black pawn · c6 black pawn · f6 black queen · h6 black rook · b5 black pawn · c4 white bishop · d4 white pawn · h4 black pawn · e3 white queen · h3 white pawn · a2 white pawn · b2 white pawn · f2 white pawn · g2 white pawn · e1 white rook · g1 white king | f8 black king · a7 black pawn · d7 black bishop · f7 black pawn · g7 black pawn · c6 black pawn · f6 black queen · h6 black rook · b5 black pawn · c4 white bishop · d4 white pawn · h4 black pawn · e3 white queen · h3 white pawn · a2 white pawn · b2 white pawn · f2 white pawn · g2 white pawn · e1 white rook · g1 white king | 3 |
| 2 | f8 black king · a7 black pawn · d7 black bishop · f7 black pawn · g7 black pawn · c6 black pawn · f6 black queen · h6 black rook · b5 black pawn · c4 white bishop · d4 white pawn · h4 black pawn · e3 white queen · h3 white pawn · a2 white pawn · b2 white pawn · f2 white pawn · g2 white pawn · e1 white rook · g1 white king | f8 black king · a7 black pawn · d7 black bishop · f7 black pawn · g7 black pawn · c6 black pawn · f6 black queen · h6 black rook · b5 black pawn · c4 white bishop · d4 white pawn · h4 black pawn · e3 white queen · h3 white pawn · a2 white pawn · b2 white pawn · f2 white pawn · g2 white pawn · e1 white rook · g1 white king | f8 black king · a7 black pawn · d7 black bishop · f7 black pawn · g7 black pawn · c6 black pawn · f6 black queen · h6 black rook · b5 black pawn · c4 white bishop · d4 white pawn · h4 black pawn · e3 white queen · h3 white pawn · a2 white pawn · b2 white pawn · f2 white pawn · g2 white pawn · e1 white rook · g1 white king | f8 black king · a7 black pawn · d7 black bishop · f7 black pawn · g7 black pawn · c6 black pawn · f6 black queen · h6 black rook · b5 black pawn · c4 white bishop · d4 white pawn · h4 black pawn · e3 white queen · h3 white pawn · a2 white pawn · b2 white pawn · f2 white pawn · g2 white pawn · e1 white rook · g1 white king | f8 black king · a7 black pawn · d7 black bishop · f7 black pawn · g7 black pawn · c6 black pawn · f6 black queen · h6 black rook · b5 black pawn · c4 white bishop · d4 white pawn · h4 black pawn · e3 white queen · h3 white pawn · a2 white pawn · b2 white pawn · f2 white pawn · g2 white pawn · e1 white rook · g1 white king | f8 black king · a7 black pawn · d7 black bishop · f7 black pawn · g7 black pawn · c6 black pawn · f6 black queen · h6 black rook · b5 black pawn · c4 white bishop · d4 white pawn · h4 black pawn · e3 white queen · h3 white pawn · a2 white pawn · b2 white pawn · f2 white pawn · g2 white pawn · e1 white rook · g1 white king | f8 black king · a7 black pawn · d7 black bishop · f7 black pawn · g7 black pawn · c6 black pawn · f6 black queen · h6 black rook · b5 black pawn · c4 white bishop · d4 white pawn · h4 black pawn · e3 white queen · h3 white pawn · a2 white pawn · b2 white pawn · f2 white pawn · g2 white pawn · e1 white rook · g1 white king | f8 black king · a7 black pawn · d7 black bishop · f7 black pawn · g7 black pawn · c6 black pawn · f6 black queen · h6 black rook · b5 black pawn · c4 white bishop · d4 white pawn · h4 black pawn · e3 white queen · h3 white pawn · a2 white pawn · b2 white pawn · f2 white pawn · g2 white pawn · e1 white rook · g1 white king | 2 |
| 1 | f8 black king · a7 black pawn · d7 black bishop · f7 black pawn · g7 black pawn · c6 black pawn · f6 black queen · h6 black rook · b5 black pawn · c4 white bishop · d4 white pawn · h4 black pawn · e3 white queen · h3 white pawn · a2 white pawn · b2 white pawn · f2 white pawn · g2 white pawn · e1 white rook · g1 white king | f8 black king · a7 black pawn · d7 black bishop · f7 black pawn · g7 black pawn · c6 black pawn · f6 black queen · h6 black rook · b5 black pawn · c4 white bishop · d4 white pawn · h4 black pawn · e3 white queen · h3 white pawn · a2 white pawn · b2 white pawn · f2 white pawn · g2 white pawn · e1 white rook · g1 white king | f8 black king · a7 black pawn · d7 black bishop · f7 black pawn · g7 black pawn · c6 black pawn · f6 black queen · h6 black rook · b5 black pawn · c4 white bishop · d4 white pawn · h4 black pawn · e3 white queen · h3 white pawn · a2 white pawn · b2 white pawn · f2 white pawn · g2 white pawn · e1 white rook · g1 white king | f8 black king · a7 black pawn · d7 black bishop · f7 black pawn · g7 black pawn · c6 black pawn · f6 black queen · h6 black rook · b5 black pawn · c4 white bishop · d4 white pawn · h4 black pawn · e3 white queen · h3 white pawn · a2 white pawn · b2 white pawn · f2 white pawn · g2 white pawn · e1 white rook · g1 white king | f8 black king · a7 black pawn · d7 black bishop · f7 black pawn · g7 black pawn · c6 black pawn · f6 black queen · h6 black rook · b5 black pawn · c4 white bishop · d4 white pawn · h4 black pawn · e3 white queen · h3 white pawn · a2 white pawn · b2 white pawn · f2 white pawn · g2 white pawn · e1 white rook · g1 white king | f8 black king · a7 black pawn · d7 black bishop · f7 black pawn · g7 black pawn · c6 black pawn · f6 black queen · h6 black rook · b5 black pawn · c4 white bishop · d4 white pawn · h4 black pawn · e3 white queen · h3 white pawn · a2 white pawn · b2 white pawn · f2 white pawn · g2 white pawn · e1 white rook · g1 white king | f8 black king · a7 black pawn · d7 black bishop · f7 black pawn · g7 black pawn · c6 black pawn · f6 black queen · h6 black rook · b5 black pawn · c4 white bishop · d4 white pawn · h4 black pawn · e3 white queen · h3 white pawn · a2 white pawn · b2 white pawn · f2 white pawn · g2 white pawn · e1 white rook · g1 white king | f8 black king · a7 black pawn · d7 black bishop · f7 black pawn · g7 black pawn · c6 black pawn · f6 black queen · h6 black rook · b5 black pawn · c4 white bishop · d4 white pawn · h4 black pawn · e3 white queen · h3 white pawn · a2 white pawn · b2 white pawn · f2 white pawn · g2 white pawn · e1 white rook · g1 white king | 1 |
|   | a | b | c | d | e | f | g | h |   |

Ván 8 kết thúc với chiến thắng dành cho Carlsen sau 46 nước đi. Nepomniachtchi để mất một Tốt trong trung cuộc, khiến anh rơi vào thế thua, và Carlsen đã chuyển đổi cẩn thận và chính xác lợi thế thành chiến thắng trong tàn cuộc Hậu và Tốt. Chiến thắng này giúp Carlsen dẫn 2 điểm, và các bình luận viên đánh giá rằng Nepomniachtchi rất khó chiến thắng loạt tranh ngôi.
Carlsen mở đầu với nước 1.e4, và Nepomniachtchi tiếp tục đáp trả bằng phòng thủ Petrov, trong khi Carlsen sử dụng biến Steinitz (3.d4) khác với ván 4. Nước 7.Md2 của Carlsen là một biến con không phổ biến, nhưng sau nước 9.0-0, trong một thế cờ có vẻ đã ra ngoài vùng chuẩn bị của mình, Nepomniachtchi đã dành thời gian lần đầu tiên và đi nước mới lạ 9...h5!?. Carlsen dành thậm chí nhiều thời gian hơn trước khi đi 10.He1+?!, bỏ qua các nước sắc bén (và mạnh) hơn bằng cách đổi Hậu. Carlsen nói sau ván đấu rằng anh quá mệt mỏi sau ván 6 và không tính kỹ các biến nguy hiểm hơn, và sẵn sàng tiến vào ngày nghỉ trong thế dẫn điểm với một trận hòa. Nepomniachtchi đáp trả bằng 10...Vf8, né tránh đổi Hậu và ván hòa sẽ diễn ra sau nước 10...He7, một quyết định bị nhiều đại kiện tướng chỉ trích, bao gồm Giri và Anand. Nepomniachtchi bình luận sau ván đấu rằng anh nghĩ cả hai nước đều dẫn đến kết quả hòa như nhau.
Trung cuộc diễn ra bình thường cho tới khi Nepomniachtchi phạm sai lầm 21...b5??, để mất tốt a7 sau một đòn phối hợp đơn giản. Các bình luận viên cũng không đánh giá cao phần phòng thủ của Đen sau đó - một vài kiện tướng chỉ ra nước 23...Txh3 tốt hơn, trong khi phần mềm Stockfish đánh giá 24...Xd6 là sai lầm ngớ ngẩn. Dù sao thì ván cờ có lẽ cũng đã kết thúc tại thời điểm này.
Xe và Tượng nhanh chóng bị đổi đi, và các phát triển tiếp theo chuyển hóa ván cờ thành cờ tàn Hậu-Tốt trong đó Carlsen hơn 2 Tốt. Những thế cờ tàn như vậy thường khó thắng do đe dọa chiếu vĩnh viễn. Nepomniachtchi đã thử một giải pháp cuối cùng để đe dọa chiếu vĩnh viễn, nhưng Carlsen đã dành thời gian bình tĩnh để đảm bảo điều này không xảy ra. Nepomniachtchi bỏ thêm quân tốt thứ 3 ở nước 44 và đầu hàng tại nước 46.

### Ván 9: Nepomniachtchi 0-1 Carlsen
|   | a | b | c | d | e | f | g | h |   |
| 8 | d8 black rook · e8 black bishop · g8 black king · b7 white bishop · c7 black pawn · f7 black pawn · g7 black pawn · e6 black pawn · c5 white pawn · e5 white pawn · h5 black pawn · a4 black rook · g4 black knight · h4 white pawn · b3 white knight · g3 white pawn · a2 white pawn · f2 white pawn · a1 white rook · e1 white rook · g1 white king | d8 black rook · e8 black bishop · g8 black king · b7 white bishop · c7 black pawn · f7 black pawn · g7 black pawn · e6 black pawn · c5 white pawn · e5 white pawn · h5 black pawn · a4 black rook · g4 black knight · h4 white pawn · b3 white knight · g3 white pawn · a2 white pawn · f2 white pawn · a1 white rook · e1 white rook · g1 white king | d8 black rook · e8 black bishop · g8 black king · b7 white bishop · c7 black pawn · f7 black pawn · g7 black pawn · e6 black pawn · c5 white pawn · e5 white pawn · h5 black pawn · a4 black rook · g4 black knight · h4 white pawn · b3 white knight · g3 white pawn · a2 white pawn · f2 white pawn · a1 white rook · e1 white rook · g1 white king | d8 black rook · e8 black bishop · g8 black king · b7 white bishop · c7 black pawn · f7 black pawn · g7 black pawn · e6 black pawn · c5 white pawn · e5 white pawn · h5 black pawn · a4 black rook · g4 black knight · h4 white pawn · b3 white knight · g3 white pawn · a2 white pawn · f2 white pawn · a1 white rook · e1 white rook · g1 white king | d8 black rook · e8 black bishop · g8 black king · b7 white bishop · c7 black pawn · f7 black pawn · g7 black pawn · e6 black pawn · c5 white pawn · e5 white pawn · h5 black pawn · a4 black rook · g4 black knight · h4 white pawn · b3 white knight · g3 white pawn · a2 white pawn · f2 white pawn · a1 white rook · e1 white rook · g1 white king | d8 black rook · e8 black bishop · g8 black king · b7 white bishop · c7 black pawn · f7 black pawn · g7 black pawn · e6 black pawn · c5 white pawn · e5 white pawn · h5 black pawn · a4 black rook · g4 black knight · h4 white pawn · b3 white knight · g3 white pawn · a2 white pawn · f2 white pawn · a1 white rook · e1 white rook · g1 white king | d8 black rook · e8 black bishop · g8 black king · b7 white bishop · c7 black pawn · f7 black pawn · g7 black pawn · e6 black pawn · c5 white pawn · e5 white pawn · h5 black pawn · a4 black rook · g4 black knight · h4 white pawn · b3 white knight · g3 white pawn · a2 white pawn · f2 white pawn · a1 white rook · e1 white rook · g1 white king | d8 black rook · e8 black bishop · g8 black king · b7 white bishop · c7 black pawn · f7 black pawn · g7 black pawn · e6 black pawn · c5 white pawn · e5 white pawn · h5 black pawn · a4 black rook · g4 black knight · h4 white pawn · b3 white knight · g3 white pawn · a2 white pawn · f2 white pawn · a1 white rook · e1 white rook · g1 white king | 8 |
| 7 | d8 black rook · e8 black bishop · g8 black king · b7 white bishop · c7 black pawn · f7 black pawn · g7 black pawn · e6 black pawn · c5 white pawn · e5 white pawn · h5 black pawn · a4 black rook · g4 black knight · h4 white pawn · b3 white knight · g3 white pawn · a2 white pawn · f2 white pawn · a1 white rook · e1 white rook · g1 white king | d8 black rook · e8 black bishop · g8 black king · b7 white bishop · c7 black pawn · f7 black pawn · g7 black pawn · e6 black pawn · c5 white pawn · e5 white pawn · h5 black pawn · a4 black rook · g4 black knight · h4 white pawn · b3 white knight · g3 white pawn · a2 white pawn · f2 white pawn · a1 white rook · e1 white rook · g1 white king | d8 black rook · e8 black bishop · g8 black king · b7 white bishop · c7 black pawn · f7 black pawn · g7 black pawn · e6 black pawn · c5 white pawn · e5 white pawn · h5 black pawn · a4 black rook · g4 black knight · h4 white pawn · b3 white knight · g3 white pawn · a2 white pawn · f2 white pawn · a1 white rook · e1 white rook · g1 white king | d8 black rook · e8 black bishop · g8 black king · b7 white bishop · c7 black pawn · f7 black pawn · g7 black pawn · e6 black pawn · c5 white pawn · e5 white pawn · h5 black pawn · a4 black rook · g4 black knight · h4 white pawn · b3 white knight · g3 white pawn · a2 white pawn · f2 white pawn · a1 white rook · e1 white rook · g1 white king | d8 black rook · e8 black bishop · g8 black king · b7 white bishop · c7 black pawn · f7 black pawn · g7 black pawn · e6 black pawn · c5 white pawn · e5 white pawn · h5 black pawn · a4 black rook · g4 black knight · h4 white pawn · b3 white knight · g3 white pawn · a2 white pawn · f2 white pawn · a1 white rook · e1 white rook · g1 white king | d8 black rook · e8 black bishop · g8 black king · b7 white bishop · c7 black pawn · f7 black pawn · g7 black pawn · e6 black pawn · c5 white pawn · e5 white pawn · h5 black pawn · a4 black rook · g4 black knight · h4 white pawn · b3 white knight · g3 white pawn · a2 white pawn · f2 white pawn · a1 white rook · e1 white rook · g1 white king | d8 black rook · e8 black bishop · g8 black king · b7 white bishop · c7 black pawn · f7 black pawn · g7 black pawn · e6 black pawn · c5 white pawn · e5 white pawn · h5 black pawn · a4 black rook · g4 black knight · h4 white pawn · b3 white knight · g3 white pawn · a2 white pawn · f2 white pawn · a1 white rook · e1 white rook · g1 white king | d8 black rook · e8 black bishop · g8 black king · b7 white bishop · c7 black pawn · f7 black pawn · g7 black pawn · e6 black pawn · c5 white pawn · e5 white pawn · h5 black pawn · a4 black rook · g4 black knight · h4 white pawn · b3 white knight · g3 white pawn · a2 white pawn · f2 white pawn · a1 white rook · e1 white rook · g1 white king | 7 |
| 6 | d8 black rook · e8 black bishop · g8 black king · b7 white bishop · c7 black pawn · f7 black pawn · g7 black pawn · e6 black pawn · c5 white pawn · e5 white pawn · h5 black pawn · a4 black rook · g4 black knight · h4 white pawn · b3 white knight · g3 white pawn · a2 white pawn · f2 white pawn · a1 white rook · e1 white rook · g1 white king | d8 black rook · e8 black bishop · g8 black king · b7 white bishop · c7 black pawn · f7 black pawn · g7 black pawn · e6 black pawn · c5 white pawn · e5 white pawn · h5 black pawn · a4 black rook · g4 black knight · h4 white pawn · b3 white knight · g3 white pawn · a2 white pawn · f2 white pawn · a1 white rook · e1 white rook · g1 white king | d8 black rook · e8 black bishop · g8 black king · b7 white bishop · c7 black pawn · f7 black pawn · g7 black pawn · e6 black pawn · c5 white pawn · e5 white pawn · h5 black pawn · a4 black rook · g4 black knight · h4 white pawn · b3 white knight · g3 white pawn · a2 white pawn · f2 white pawn · a1 white rook · e1 white rook · g1 white king | d8 black rook · e8 black bishop · g8 black king · b7 white bishop · c7 black pawn · f7 black pawn · g7 black pawn · e6 black pawn · c5 white pawn · e5 white pawn · h5 black pawn · a4 black rook · g4 black knight · h4 white pawn · b3 white knight · g3 white pawn · a2 white pawn · f2 white pawn · a1 white rook · e1 white rook · g1 white king | d8 black rook · e8 black bishop · g8 black king · b7 white bishop · c7 black pawn · f7 black pawn · g7 black pawn · e6 black pawn · c5 white pawn · e5 white pawn · h5 black pawn · a4 black rook · g4 black knight · h4 white pawn · b3 white knight · g3 white pawn · a2 white pawn · f2 white pawn · a1 white rook · e1 white rook · g1 white king | d8 black rook · e8 black bishop · g8 black king · b7 white bishop · c7 black pawn · f7 black pawn · g7 black pawn · e6 black pawn · c5 white pawn · e5 white pawn · h5 black pawn · a4 black rook · g4 black knight · h4 white pawn · b3 white knight · g3 white pawn · a2 white pawn · f2 white pawn · a1 white rook · e1 white rook · g1 white king | d8 black rook · e8 black bishop · g8 black king · b7 white bishop · c7 black pawn · f7 black pawn · g7 black pawn · e6 black pawn · c5 white pawn · e5 white pawn · h5 black pawn · a4 black rook · g4 black knight · h4 white pawn · b3 white knight · g3 white pawn · a2 white pawn · f2 white pawn · a1 white rook · e1 white rook · g1 white king | d8 black rook · e8 black bishop · g8 black king · b7 white bishop · c7 black pawn · f7 black pawn · g7 black pawn · e6 black pawn · c5 white pawn · e5 white pawn · h5 black pawn · a4 black rook · g4 black knight · h4 white pawn · b3 white knight · g3 white pawn · a2 white pawn · f2 white pawn · a1 white rook · e1 white rook · g1 white king | 6 |
| 5 | d8 black rook · e8 black bishop · g8 black king · b7 white bishop · c7 black pawn · f7 black pawn · g7 black pawn · e6 black pawn · c5 white pawn · e5 white pawn · h5 black pawn · a4 black rook · g4 black knight · h4 white pawn · b3 white knight · g3 white pawn · a2 white pawn · f2 white pawn · a1 white rook · e1 white rook · g1 white king | d8 black rook · e8 black bishop · g8 black king · b7 white bishop · c7 black pawn · f7 black pawn · g7 black pawn · e6 black pawn · c5 white pawn · e5 white pawn · h5 black pawn · a4 black rook · g4 black knight · h4 white pawn · b3 white knight · g3 white pawn · a2 white pawn · f2 white pawn · a1 white rook · e1 white rook · g1 white king | d8 black rook · e8 black bishop · g8 black king · b7 white bishop · c7 black pawn · f7 black pawn · g7 black pawn · e6 black pawn · c5 white pawn · e5 white pawn · h5 black pawn · a4 black rook · g4 black knight · h4 white pawn · b3 white knight · g3 white pawn · a2 white pawn · f2 white pawn · a1 white rook · e1 white rook · g1 white king | d8 black rook · e8 black bishop · g8 black king · b7 white bishop · c7 black pawn · f7 black pawn · g7 black pawn · e6 black pawn · c5 white pawn · e5 white pawn · h5 black pawn · a4 black rook · g4 black knight · h4 white pawn · b3 white knight · g3 white pawn · a2 white pawn · f2 white pawn · a1 white rook · e1 white rook · g1 white king | d8 black rook · e8 black bishop · g8 black king · b7 white bishop · c7 black pawn · f7 black pawn · g7 black pawn · e6 black pawn · c5 white pawn · e5 white pawn · h5 black pawn · a4 black rook · g4 black knight · h4 white pawn · b3 white knight · g3 white pawn · a2 white pawn · f2 white pawn · a1 white rook · e1 white rook · g1 white king | d8 black rook · e8 black bishop · g8 black king · b7 white bishop · c7 black pawn · f7 black pawn · g7 black pawn · e6 black pawn · c5 white pawn · e5 white pawn · h5 black pawn · a4 black rook · g4 black knight · h4 white pawn · b3 white knight · g3 white pawn · a2 white pawn · f2 white pawn · a1 white rook · e1 white rook · g1 white king | d8 black rook · e8 black bishop · g8 black king · b7 white bishop · c7 black pawn · f7 black pawn · g7 black pawn · e6 black pawn · c5 white pawn · e5 white pawn · h5 black pawn · a4 black rook · g4 black knight · h4 white pawn · b3 white knight · g3 white pawn · a2 white pawn · f2 white pawn · a1 white rook · e1 white rook · g1 white king | d8 black rook · e8 black bishop · g8 black king · b7 white bishop · c7 black pawn · f7 black pawn · g7 black pawn · e6 black pawn · c5 white pawn · e5 white pawn · h5 black pawn · a4 black rook · g4 black knight · h4 white pawn · b3 white knight · g3 white pawn · a2 white pawn · f2 white pawn · a1 white rook · e1 white rook · g1 white king | 5 |
| 4 | d8 black rook · e8 black bishop · g8 black king · b7 white bishop · c7 black pawn · f7 black pawn · g7 black pawn · e6 black pawn · c5 white pawn · e5 white pawn · h5 black pawn · a4 black rook · g4 black knight · h4 white pawn · b3 white knight · g3 white pawn · a2 white pawn · f2 white pawn · a1 white rook · e1 white rook · g1 white king | d8 black rook · e8 black bishop · g8 black king · b7 white bishop · c7 black pawn · f7 black pawn · g7 black pawn · e6 black pawn · c5 white pawn · e5 white pawn · h5 black pawn · a4 black rook · g4 black knight · h4 white pawn · b3 white knight · g3 white pawn · a2 white pawn · f2 white pawn · a1 white rook · e1 white rook · g1 white king | d8 black rook · e8 black bishop · g8 black king · b7 white bishop · c7 black pawn · f7 black pawn · g7 black pawn · e6 black pawn · c5 white pawn · e5 white pawn · h5 black pawn · a4 black rook · g4 black knight · h4 white pawn · b3 white knight · g3 white pawn · a2 white pawn · f2 white pawn · a1 white rook · e1 white rook · g1 white king | d8 black rook · e8 black bishop · g8 black king · b7 white bishop · c7 black pawn · f7 black pawn · g7 black pawn · e6 black pawn · c5 white pawn · e5 white pawn · h5 black pawn · a4 black rook · g4 black knight · h4 white pawn · b3 white knight · g3 white pawn · a2 white pawn · f2 white pawn · a1 white rook · e1 white rook · g1 white king | d8 black rook · e8 black bishop · g8 black king · b7 white bishop · c7 black pawn · f7 black pawn · g7 black pawn · e6 black pawn · c5 white pawn · e5 white pawn · h5 black pawn · a4 black rook · g4 black knight · h4 white pawn · b3 white knight · g3 white pawn · a2 white pawn · f2 white pawn · a1 white rook · e1 white rook · g1 white king | d8 black rook · e8 black bishop · g8 black king · b7 white bishop · c7 black pawn · f7 black pawn · g7 black pawn · e6 black pawn · c5 white pawn · e5 white pawn · h5 black pawn · a4 black rook · g4 black knight · h4 white pawn · b3 white knight · g3 white pawn · a2 white pawn · f2 white pawn · a1 white rook · e1 white rook · g1 white king | d8 black rook · e8 black bishop · g8 black king · b7 white bishop · c7 black pawn · f7 black pawn · g7 black pawn · e6 black pawn · c5 white pawn · e5 white pawn · h5 black pawn · a4 black rook · g4 black knight · h4 white pawn · b3 white knight · g3 white pawn · a2 white pawn · f2 white pawn · a1 white rook · e1 white rook · g1 white king | d8 black rook · e8 black bishop · g8 black king · b7 white bishop · c7 black pawn · f7 black pawn · g7 black pawn · e6 black pawn · c5 white pawn · e5 white pawn · h5 black pawn · a4 black rook · g4 black knight · h4 white pawn · b3 white knight · g3 white pawn · a2 white pawn · f2 white pawn · a1 white rook · e1 white rook · g1 white king | 4 |
| 3 | d8 black rook · e8 black bishop · g8 black king · b7 white bishop · c7 black pawn · f7 black pawn · g7 black pawn · e6 black pawn · c5 white pawn · e5 white pawn · h5 black pawn · a4 black rook · g4 black knight · h4 white pawn · b3 white knight · g3 white pawn · a2 white pawn · f2 white pawn · a1 white rook · e1 white rook · g1 white king | d8 black rook · e8 black bishop · g8 black king · b7 white bishop · c7 black pawn · f7 black pawn · g7 black pawn · e6 black pawn · c5 white pawn · e5 white pawn · h5 black pawn · a4 black rook · g4 black knight · h4 white pawn · b3 white knight · g3 white pawn · a2 white pawn · f2 white pawn · a1 white rook · e1 white rook · g1 white king | d8 black rook · e8 black bishop · g8 black king · b7 white bishop · c7 black pawn · f7 black pawn · g7 black pawn · e6 black pawn · c5 white pawn · e5 white pawn · h5 black pawn · a4 black rook · g4 black knight · h4 white pawn · b3 white knight · g3 white pawn · a2 white pawn · f2 white pawn · a1 white rook · e1 white rook · g1 white king | d8 black rook · e8 black bishop · g8 black king · b7 white bishop · c7 black pawn · f7 black pawn · g7 black pawn · e6 black pawn · c5 white pawn · e5 white pawn · h5 black pawn · a4 black rook · g4 black knight · h4 white pawn · b3 white knight · g3 white pawn · a2 white pawn · f2 white pawn · a1 white rook · e1 white rook · g1 white king | d8 black rook · e8 black bishop · g8 black king · b7 white bishop · c7 black pawn · f7 black pawn · g7 black pawn · e6 black pawn · c5 white pawn · e5 white pawn · h5 black pawn · a4 black rook · g4 black knight · h4 white pawn · b3 white knight · g3 white pawn · a2 white pawn · f2 white pawn · a1 white rook · e1 white rook · g1 white king | d8 black rook · e8 black bishop · g8 black king · b7 white bishop · c7 black pawn · f7 black pawn · g7 black pawn · e6 black pawn · c5 white pawn · e5 white pawn · h5 black pawn · a4 black rook · g4 black knight · h4 white pawn · b3 white knight · g3 white pawn · a2 white pawn · f2 white pawn · a1 white rook · e1 white rook · g1 white king | d8 black rook · e8 black bishop · g8 black king · b7 white bishop · c7 black pawn · f7 black pawn · g7 black pawn · e6 black pawn · c5 white pawn · e5 white pawn · h5 black pawn · a4 black rook · g4 black knight · h4 white pawn · b3 white knight · g3 white pawn · a2 white pawn · f2 white pawn · a1 white rook · e1 white rook · g1 white king | d8 black rook · e8 black bishop · g8 black king · b7 white bishop · c7 black pawn · f7 black pawn · g7 black pawn · e6 black pawn · c5 white pawn · e5 white pawn · h5 black pawn · a4 black rook · g4 black knight · h4 white pawn · b3 white knight · g3 white pawn · a2 white pawn · f2 white pawn · a1 white rook · e1 white rook · g1 white king | 3 |
| 2 | d8 black rook · e8 black bishop · g8 black king · b7 white bishop · c7 black pawn · f7 black pawn · g7 black pawn · e6 black pawn · c5 white pawn · e5 white pawn · h5 black pawn · a4 black rook · g4 black knight · h4 white pawn · b3 white knight · g3 white pawn · a2 white pawn · f2 white pawn · a1 white rook · e1 white rook · g1 white king | d8 black rook · e8 black bishop · g8 black king · b7 white bishop · c7 black pawn · f7 black pawn · g7 black pawn · e6 black pawn · c5 white pawn · e5 white pawn · h5 black pawn · a4 black rook · g4 black knight · h4 white pawn · b3 white knight · g3 white pawn · a2 white pawn · f2 white pawn · a1 white rook · e1 white rook · g1 white king | d8 black rook · e8 black bishop · g8 black king · b7 white bishop · c7 black pawn · f7 black pawn · g7 black pawn · e6 black pawn · c5 white pawn · e5 white pawn · h5 black pawn · a4 black rook · g4 black knight · h4 white pawn · b3 white knight · g3 white pawn · a2 white pawn · f2 white pawn · a1 white rook · e1 white rook · g1 white king | d8 black rook · e8 black bishop · g8 black king · b7 white bishop · c7 black pawn · f7 black pawn · g7 black pawn · e6 black pawn · c5 white pawn · e5 white pawn · h5 black pawn · a4 black rook · g4 black knight · h4 white pawn · b3 white knight · g3 white pawn · a2 white pawn · f2 white pawn · a1 white rook · e1 white rook · g1 white king | d8 black rook · e8 black bishop · g8 black king · b7 white bishop · c7 black pawn · f7 black pawn · g7 black pawn · e6 black pawn · c5 white pawn · e5 white pawn · h5 black pawn · a4 black rook · g4 black knight · h4 white pawn · b3 white knight · g3 white pawn · a2 white pawn · f2 white pawn · a1 white rook · e1 white rook · g1 white king | d8 black rook · e8 black bishop · g8 black king · b7 white bishop · c7 black pawn · f7 black pawn · g7 black pawn · e6 black pawn · c5 white pawn · e5 white pawn · h5 black pawn · a4 black rook · g4 black knight · h4 white pawn · b3 white knight · g3 white pawn · a2 white pawn · f2 white pawn · a1 white rook · e1 white rook · g1 white king | d8 black rook · e8 black bishop · g8 black king · b7 white bishop · c7 black pawn · f7 black pawn · g7 black pawn · e6 black pawn · c5 white pawn · e5 white pawn · h5 black pawn · a4 black rook · g4 black knight · h4 white pawn · b3 white knight · g3 white pawn · a2 white pawn · f2 white pawn · a1 white rook · e1 white rook · g1 white king | d8 black rook · e8 black bishop · g8 black king · b7 white bishop · c7 black pawn · f7 black pawn · g7 black pawn · e6 black pawn · c5 white pawn · e5 white pawn · h5 black pawn · a4 black rook · g4 black knight · h4 white pawn · b3 white knight · g3 white pawn · a2 white pawn · f2 white pawn · a1 white rook · e1 white rook · g1 white king | 2 |
| 1 | d8 black rook · e8 black bishop · g8 black king · b7 white bishop · c7 black pawn · f7 black pawn · g7 black pawn · e6 black pawn · c5 white pawn · e5 white pawn · h5 black pawn · a4 black rook · g4 black knight · h4 white pawn · b3 white knight · g3 white pawn · a2 white pawn · f2 white pawn · a1 white rook · e1 white rook · g1 white king | d8 black rook · e8 black bishop · g8 black king · b7 white bishop · c7 black pawn · f7 black pawn · g7 black pawn · e6 black pawn · c5 white pawn · e5 white pawn · h5 black pawn · a4 black rook · g4 black knight · h4 white pawn · b3 white knight · g3 white pawn · a2 white pawn · f2 white pawn · a1 white rook · e1 white rook · g1 white king | d8 black rook · e8 black bishop · g8 black king · b7 white bishop · c7 black pawn · f7 black pawn · g7 black pawn · e6 black pawn · c5 white pawn · e5 white pawn · h5 black pawn · a4 black rook · g4 black knight · h4 white pawn · b3 white knight · g3 white pawn · a2 white pawn · f2 white pawn · a1 white rook · e1 white rook · g1 white king | d8 black rook · e8 black bishop · g8 black king · b7 white bishop · c7 black pawn · f7 black pawn · g7 black pawn · e6 black pawn · c5 white pawn · e5 white pawn · h5 black pawn · a4 black rook · g4 black knight · h4 white pawn · b3 white knight · g3 white pawn · a2 white pawn · f2 white pawn · a1 white rook · e1 white rook · g1 white king | d8 black rook · e8 black bishop · g8 black king · b7 white bishop · c7 black pawn · f7 black pawn · g7 black pawn · e6 black pawn · c5 white pawn · e5 white pawn · h5 black pawn · a4 black rook · g4 black knight · h4 white pawn · b3 white knight · g3 white pawn · a2 white pawn · f2 white pawn · a1 white rook · e1 white rook · g1 white king | d8 black rook · e8 black bishop · g8 black king · b7 white bishop · c7 black pawn · f7 black pawn · g7 black pawn · e6 black pawn · c5 white pawn · e5 white pawn · h5 black pawn · a4 black rook · g4 black knight · h4 white pawn · b3 white knight · g3 white pawn · a2 white pawn · f2 white pawn · a1 white rook · e1 white rook · g1 white king | d8 black rook · e8 black bishop · g8 black king · b7 white bishop · c7 black pawn · f7 black pawn · g7 black pawn · e6 black pawn · c5 white pawn · e5 white pawn · h5 black pawn · a4 black rook · g4 black knight · h4 white pawn · b3 white knight · g3 white pawn · a2 white pawn · f2 white pawn · a1 white rook · e1 white rook · g1 white king | d8 black rook · e8 black bishop · g8 black king · b7 white bishop · c7 black pawn · f7 black pawn · g7 black pawn · e6 black pawn · c5 white pawn · e5 white pawn · h5 black pawn · a4 black rook · g4 black knight · h4 white pawn · b3 white knight · g3 white pawn · a2 white pawn · f2 white pawn · a1 white rook · e1 white rook · g1 white king | 1 |
|   | a | b | c | d | e | f | g | h |   |

Ván 9 kết thúc với chiến thắng dành cho Carlsen sau 39 nước đi. Nepomniachtchi lựa chọn khai cuộc Anh, sự lựa chọn tốt về mặt tâm lý vì không có nhiều biến ép buộc cho Đen. Anh đã thành công tạo ra một thế cờ phức tạp sau khai cuộc, được coi là thành công vì những thế trận như vậy thường có cửa thắng cao hơn. Ở nước 15, Nepomniachtchi bỏ lỡ ý tưởng 15.b4, tạm thời thí Tốt để thông đường. Nepomniachtchi đồng ý rằng đây là ý tưởng khả dĩ sau ván đấu. Tiếp tục ván đấu, Carlsen đã bỏ lỡ nước 24.He1 của Trắng khi đi 21...Hb4, giúp Trắng ăn hơn tốt b7, tuy nhiên Đen được bù đắp thỏa đáng. Tuy nhiên, ngay sau khi ăn tốt b7, Nepomniachtchi đã bỏ Tượng khi đi 27.c5??, khiến Tượng bị kẹt sau nước 27...c6. Nepomniachtchi đã tìm được chuỗi nước tốt nhất sau sai lầm này, tuy nhiên thế cờ đã không thể cứu vãn khi anh kém hẳn một quân. Chiến thắng này giúp Carlsen dẫn 3 điểm, và các bình luận viên đều đồng ý rằng Carlsen gần như chắc chắn sẽ chiến thắng loạt tranh ngôi.

### Ván 10: Carlsen ½ - ½ Nepomniachtchi
|   | a | b | c | d | e | f | g | h |   |
| 8 | a7 black pawn · b7 black pawn · c6 black pawn · d6 black king · f6 black knight · d5 black pawn · e5 white knight · d4 white pawn · c3 white pawn · e3 white king · a2 white pawn · b2 white pawn | a7 black pawn · b7 black pawn · c6 black pawn · d6 black king · f6 black knight · d5 black pawn · e5 white knight · d4 white pawn · c3 white pawn · e3 white king · a2 white pawn · b2 white pawn | a7 black pawn · b7 black pawn · c6 black pawn · d6 black king · f6 black knight · d5 black pawn · e5 white knight · d4 white pawn · c3 white pawn · e3 white king · a2 white pawn · b2 white pawn | a7 black pawn · b7 black pawn · c6 black pawn · d6 black king · f6 black knight · d5 black pawn · e5 white knight · d4 white pawn · c3 white pawn · e3 white king · a2 white pawn · b2 white pawn | a7 black pawn · b7 black pawn · c6 black pawn · d6 black king · f6 black knight · d5 black pawn · e5 white knight · d4 white pawn · c3 white pawn · e3 white king · a2 white pawn · b2 white pawn | a7 black pawn · b7 black pawn · c6 black pawn · d6 black king · f6 black knight · d5 black pawn · e5 white knight · d4 white pawn · c3 white pawn · e3 white king · a2 white pawn · b2 white pawn | a7 black pawn · b7 black pawn · c6 black pawn · d6 black king · f6 black knight · d5 black pawn · e5 white knight · d4 white pawn · c3 white pawn · e3 white king · a2 white pawn · b2 white pawn | a7 black pawn · b7 black pawn · c6 black pawn · d6 black king · f6 black knight · d5 black pawn · e5 white knight · d4 white pawn · c3 white pawn · e3 white king · a2 white pawn · b2 white pawn | 8 |
| 7 | a7 black pawn · b7 black pawn · c6 black pawn · d6 black king · f6 black knight · d5 black pawn · e5 white knight · d4 white pawn · c3 white pawn · e3 white king · a2 white pawn · b2 white pawn | a7 black pawn · b7 black pawn · c6 black pawn · d6 black king · f6 black knight · d5 black pawn · e5 white knight · d4 white pawn · c3 white pawn · e3 white king · a2 white pawn · b2 white pawn | a7 black pawn · b7 black pawn · c6 black pawn · d6 black king · f6 black knight · d5 black pawn · e5 white knight · d4 white pawn · c3 white pawn · e3 white king · a2 white pawn · b2 white pawn | a7 black pawn · b7 black pawn · c6 black pawn · d6 black king · f6 black knight · d5 black pawn · e5 white knight · d4 white pawn · c3 white pawn · e3 white king · a2 white pawn · b2 white pawn | a7 black pawn · b7 black pawn · c6 black pawn · d6 black king · f6 black knight · d5 black pawn · e5 white knight · d4 white pawn · c3 white pawn · e3 white king · a2 white pawn · b2 white pawn | a7 black pawn · b7 black pawn · c6 black pawn · d6 black king · f6 black knight · d5 black pawn · e5 white knight · d4 white pawn · c3 white pawn · e3 white king · a2 white pawn · b2 white pawn | a7 black pawn · b7 black pawn · c6 black pawn · d6 black king · f6 black knight · d5 black pawn · e5 white knight · d4 white pawn · c3 white pawn · e3 white king · a2 white pawn · b2 white pawn | a7 black pawn · b7 black pawn · c6 black pawn · d6 black king · f6 black knight · d5 black pawn · e5 white knight · d4 white pawn · c3 white pawn · e3 white king · a2 white pawn · b2 white pawn | 7 |
| 6 | a7 black pawn · b7 black pawn · c6 black pawn · d6 black king · f6 black knight · d5 black pawn · e5 white knight · d4 white pawn · c3 white pawn · e3 white king · a2 white pawn · b2 white pawn | a7 black pawn · b7 black pawn · c6 black pawn · d6 black king · f6 black knight · d5 black pawn · e5 white knight · d4 white pawn · c3 white pawn · e3 white king · a2 white pawn · b2 white pawn | a7 black pawn · b7 black pawn · c6 black pawn · d6 black king · f6 black knight · d5 black pawn · e5 white knight · d4 white pawn · c3 white pawn · e3 white king · a2 white pawn · b2 white pawn | a7 black pawn · b7 black pawn · c6 black pawn · d6 black king · f6 black knight · d5 black pawn · e5 white knight · d4 white pawn · c3 white pawn · e3 white king · a2 white pawn · b2 white pawn | a7 black pawn · b7 black pawn · c6 black pawn · d6 black king · f6 black knight · d5 black pawn · e5 white knight · d4 white pawn · c3 white pawn · e3 white king · a2 white pawn · b2 white pawn | a7 black pawn · b7 black pawn · c6 black pawn · d6 black king · f6 black knight · d5 black pawn · e5 white knight · d4 white pawn · c3 white pawn · e3 white king · a2 white pawn · b2 white pawn | a7 black pawn · b7 black pawn · c6 black pawn · d6 black king · f6 black knight · d5 black pawn · e5 white knight · d4 white pawn · c3 white pawn · e3 white king · a2 white pawn · b2 white pawn | a7 black pawn · b7 black pawn · c6 black pawn · d6 black king · f6 black knight · d5 black pawn · e5 white knight · d4 white pawn · c3 white pawn · e3 white king · a2 white pawn · b2 white pawn | 6 |
| 5 | a7 black pawn · b7 black pawn · c6 black pawn · d6 black king · f6 black knight · d5 black pawn · e5 white knight · d4 white pawn · c3 white pawn · e3 white king · a2 white pawn · b2 white pawn | a7 black pawn · b7 black pawn · c6 black pawn · d6 black king · f6 black knight · d5 black pawn · e5 white knight · d4 white pawn · c3 white pawn · e3 white king · a2 white pawn · b2 white pawn | a7 black pawn · b7 black pawn · c6 black pawn · d6 black king · f6 black knight · d5 black pawn · e5 white knight · d4 white pawn · c3 white pawn · e3 white king · a2 white pawn · b2 white pawn | a7 black pawn · b7 black pawn · c6 black pawn · d6 black king · f6 black knight · d5 black pawn · e5 white knight · d4 white pawn · c3 white pawn · e3 white king · a2 white pawn · b2 white pawn | a7 black pawn · b7 black pawn · c6 black pawn · d6 black king · f6 black knight · d5 black pawn · e5 white knight · d4 white pawn · c3 white pawn · e3 white king · a2 white pawn · b2 white pawn | a7 black pawn · b7 black pawn · c6 black pawn · d6 black king · f6 black knight · d5 black pawn · e5 white knight · d4 white pawn · c3 white pawn · e3 white king · a2 white pawn · b2 white pawn | a7 black pawn · b7 black pawn · c6 black pawn · d6 black king · f6 black knight · d5 black pawn · e5 white knight · d4 white pawn · c3 white pawn · e3 white king · a2 white pawn · b2 white pawn | a7 black pawn · b7 black pawn · c6 black pawn · d6 black king · f6 black knight · d5 black pawn · e5 white knight · d4 white pawn · c3 white pawn · e3 white king · a2 white pawn · b2 white pawn | 5 |
| 4 | a7 black pawn · b7 black pawn · c6 black pawn · d6 black king · f6 black knight · d5 black pawn · e5 white knight · d4 white pawn · c3 white pawn · e3 white king · a2 white pawn · b2 white pawn | a7 black pawn · b7 black pawn · c6 black pawn · d6 black king · f6 black knight · d5 black pawn · e5 white knight · d4 white pawn · c3 white pawn · e3 white king · a2 white pawn · b2 white pawn | a7 black pawn · b7 black pawn · c6 black pawn · d6 black king · f6 black knight · d5 black pawn · e5 white knight · d4 white pawn · c3 white pawn · e3 white king · a2 white pawn · b2 white pawn | a7 black pawn · b7 black pawn · c6 black pawn · d6 black king · f6 black knight · d5 black pawn · e5 white knight · d4 white pawn · c3 white pawn · e3 white king · a2 white pawn · b2 white pawn | a7 black pawn · b7 black pawn · c6 black pawn · d6 black king · f6 black knight · d5 black pawn · e5 white knight · d4 white pawn · c3 white pawn · e3 white king · a2 white pawn · b2 white pawn | a7 black pawn · b7 black pawn · c6 black pawn · d6 black king · f6 black knight · d5 black pawn · e5 white knight · d4 white pawn · c3 white pawn · e3 white king · a2 white pawn · b2 white pawn | a7 black pawn · b7 black pawn · c6 black pawn · d6 black king · f6 black knight · d5 black pawn · e5 white knight · d4 white pawn · c3 white pawn · e3 white king · a2 white pawn · b2 white pawn | a7 black pawn · b7 black pawn · c6 black pawn · d6 black king · f6 black knight · d5 black pawn · e5 white knight · d4 white pawn · c3 white pawn · e3 white king · a2 white pawn · b2 white pawn | 4 |
| 3 | a7 black pawn · b7 black pawn · c6 black pawn · d6 black king · f6 black knight · d5 black pawn · e5 white knight · d4 white pawn · c3 white pawn · e3 white king · a2 white pawn · b2 white pawn | a7 black pawn · b7 black pawn · c6 black pawn · d6 black king · f6 black knight · d5 black pawn · e5 white knight · d4 white pawn · c3 white pawn · e3 white king · a2 white pawn · b2 white pawn | a7 black pawn · b7 black pawn · c6 black pawn · d6 black king · f6 black knight · d5 black pawn · e5 white knight · d4 white pawn · c3 white pawn · e3 white king · a2 white pawn · b2 white pawn | a7 black pawn · b7 black pawn · c6 black pawn · d6 black king · f6 black knight · d5 black pawn · e5 white knight · d4 white pawn · c3 white pawn · e3 white king · a2 white pawn · b2 white pawn | a7 black pawn · b7 black pawn · c6 black pawn · d6 black king · f6 black knight · d5 black pawn · e5 white knight · d4 white pawn · c3 white pawn · e3 white king · a2 white pawn · b2 white pawn | a7 black pawn · b7 black pawn · c6 black pawn · d6 black king · f6 black knight · d5 black pawn · e5 white knight · d4 white pawn · c3 white pawn · e3 white king · a2 white pawn · b2 white pawn | a7 black pawn · b7 black pawn · c6 black pawn · d6 black king · f6 black knight · d5 black pawn · e5 white knight · d4 white pawn · c3 white pawn · e3 white king · a2 white pawn · b2 white pawn | a7 black pawn · b7 black pawn · c6 black pawn · d6 black king · f6 black knight · d5 black pawn · e5 white knight · d4 white pawn · c3 white pawn · e3 white king · a2 white pawn · b2 white pawn | 3 |
| 2 | a7 black pawn · b7 black pawn · c6 black pawn · d6 black king · f6 black knight · d5 black pawn · e5 white knight · d4 white pawn · c3 white pawn · e3 white king · a2 white pawn · b2 white pawn | a7 black pawn · b7 black pawn · c6 black pawn · d6 black king · f6 black knight · d5 black pawn · e5 white knight · d4 white pawn · c3 white pawn · e3 white king · a2 white pawn · b2 white pawn | a7 black pawn · b7 black pawn · c6 black pawn · d6 black king · f6 black knight · d5 black pawn · e5 white knight · d4 white pawn · c3 white pawn · e3 white king · a2 white pawn · b2 white pawn | a7 black pawn · b7 black pawn · c6 black pawn · d6 black king · f6 black knight · d5 black pawn · e5 white knight · d4 white pawn · c3 white pawn · e3 white king · a2 white pawn · b2 white pawn | a7 black pawn · b7 black pawn · c6 black pawn · d6 black king · f6 black knight · d5 black pawn · e5 white knight · d4 white pawn · c3 white pawn · e3 white king · a2 white pawn · b2 white pawn | a7 black pawn · b7 black pawn · c6 black pawn · d6 black king · f6 black knight · d5 black pawn · e5 white knight · d4 white pawn · c3 white pawn · e3 white king · a2 white pawn · b2 white pawn | a7 black pawn · b7 black pawn · c6 black pawn · d6 black king · f6 black knight · d5 black pawn · e5 white knight · d4 white pawn · c3 white pawn · e3 white king · a2 white pawn · b2 white pawn | a7 black pawn · b7 black pawn · c6 black pawn · d6 black king · f6 black knight · d5 black pawn · e5 white knight · d4 white pawn · c3 white pawn · e3 white king · a2 white pawn · b2 white pawn | 2 |
| 1 | a7 black pawn · b7 black pawn · c6 black pawn · d6 black king · f6 black knight · d5 black pawn · e5 white knight · d4 white pawn · c3 white pawn · e3 white king · a2 white pawn · b2 white pawn | a7 black pawn · b7 black pawn · c6 black pawn · d6 black king · f6 black knight · d5 black pawn · e5 white knight · d4 white pawn · c3 white pawn · e3 white king · a2 white pawn · b2 white pawn | a7 black pawn · b7 black pawn · c6 black pawn · d6 black king · f6 black knight · d5 black pawn · e5 white knight · d4 white pawn · c3 white pawn · e3 white king · a2 white pawn · b2 white pawn | a7 black pawn · b7 black pawn · c6 black pawn · d6 black king · f6 black knight · d5 black pawn · e5 white knight · d4 white pawn · c3 white pawn · e3 white king · a2 white pawn · b2 white pawn | a7 black pawn · b7 black pawn · c6 black pawn · d6 black king · f6 black knight · d5 black pawn · e5 white knight · d4 white pawn · c3 white pawn · e3 white king · a2 white pawn · b2 white pawn | a7 black pawn · b7 black pawn · c6 black pawn · d6 black king · f6 black knight · d5 black pawn · e5 white knight · d4 white pawn · c3 white pawn · e3 white king · a2 white pawn · b2 white pawn | a7 black pawn · b7 black pawn · c6 black pawn · d6 black king · f6 black knight · d5 black pawn · e5 white knight · d4 white pawn · c3 white pawn · e3 white king · a2 white pawn · b2 white pawn | a7 black pawn · b7 black pawn · c6 black pawn · d6 black king · f6 black knight · d5 black pawn · e5 white knight · d4 white pawn · c3 white pawn · e3 white king · a2 white pawn · b2 white pawn | 1 |
|   | a | b | c | d | e | f | g | h |   |

Ván 10 kết thúc hòa sau 41 nước đi, một ván cờ nhanh và nhẹ nhàng kết thúc với việc hai kỳ thủ chia điểm. Một lần nữa, Nepomniachtchi gây bất ngờ khi lựa chọn phòng thủ Petrov đối mặt với nước 1.e4 từ Carlsen, cho thấy anh bằng lòng với một ván hòa mặc cho tình thế khi đó. Hậu được đổi nhanh chóng và một thế cờ đối xứng không có điểm yếu đã xuất hiện ở cả đôi bên, dẫn đến đồng ý hòa. 

### Ván 11: Nepomniachtchi 0-1 Carlsen
|   | a | b | c | d | e | f | g | h |   |
| 8 | d8 black rook · g8 black king · c7 black pawn · d7 black queen · e7 black knight · f7 black pawn · g7 black pawn · b6 black pawn · h6 black pawn · a5 black pawn · d5 white pawn · a4 white pawn · d4 black pawn · f4 black rook · g4 white pawn · c3 white pawn · e3 white knight · b2 white pawn · c2 white queen · f2 white pawn · g2 white pawn · d1 white rook · e1 white rook · g1 white king | d8 black rook · g8 black king · c7 black pawn · d7 black queen · e7 black knight · f7 black pawn · g7 black pawn · b6 black pawn · h6 black pawn · a5 black pawn · d5 white pawn · a4 white pawn · d4 black pawn · f4 black rook · g4 white pawn · c3 white pawn · e3 white knight · b2 white pawn · c2 white queen · f2 white pawn · g2 white pawn · d1 white rook · e1 white rook · g1 white king | d8 black rook · g8 black king · c7 black pawn · d7 black queen · e7 black knight · f7 black pawn · g7 black pawn · b6 black pawn · h6 black pawn · a5 black pawn · d5 white pawn · a4 white pawn · d4 black pawn · f4 black rook · g4 white pawn · c3 white pawn · e3 white knight · b2 white pawn · c2 white queen · f2 white pawn · g2 white pawn · d1 white rook · e1 white rook · g1 white king | d8 black rook · g8 black king · c7 black pawn · d7 black queen · e7 black knight · f7 black pawn · g7 black pawn · b6 black pawn · h6 black pawn · a5 black pawn · d5 white pawn · a4 white pawn · d4 black pawn · f4 black rook · g4 white pawn · c3 white pawn · e3 white knight · b2 white pawn · c2 white queen · f2 white pawn · g2 white pawn · d1 white rook · e1 white rook · g1 white king | d8 black rook · g8 black king · c7 black pawn · d7 black queen · e7 black knight · f7 black pawn · g7 black pawn · b6 black pawn · h6 black pawn · a5 black pawn · d5 white pawn · a4 white pawn · d4 black pawn · f4 black rook · g4 white pawn · c3 white pawn · e3 white knight · b2 white pawn · c2 white queen · f2 white pawn · g2 white pawn · d1 white rook · e1 white rook · g1 white king | d8 black rook · g8 black king · c7 black pawn · d7 black queen · e7 black knight · f7 black pawn · g7 black pawn · b6 black pawn · h6 black pawn · a5 black pawn · d5 white pawn · a4 white pawn · d4 black pawn · f4 black rook · g4 white pawn · c3 white pawn · e3 white knight · b2 white pawn · c2 white queen · f2 white pawn · g2 white pawn · d1 white rook · e1 white rook · g1 white king | d8 black rook · g8 black king · c7 black pawn · d7 black queen · e7 black knight · f7 black pawn · g7 black pawn · b6 black pawn · h6 black pawn · a5 black pawn · d5 white pawn · a4 white pawn · d4 black pawn · f4 black rook · g4 white pawn · c3 white pawn · e3 white knight · b2 white pawn · c2 white queen · f2 white pawn · g2 white pawn · d1 white rook · e1 white rook · g1 white king | d8 black rook · g8 black king · c7 black pawn · d7 black queen · e7 black knight · f7 black pawn · g7 black pawn · b6 black pawn · h6 black pawn · a5 black pawn · d5 white pawn · a4 white pawn · d4 black pawn · f4 black rook · g4 white pawn · c3 white pawn · e3 white knight · b2 white pawn · c2 white queen · f2 white pawn · g2 white pawn · d1 white rook · e1 white rook · g1 white king | 8 |
| 7 | d8 black rook · g8 black king · c7 black pawn · d7 black queen · e7 black knight · f7 black pawn · g7 black pawn · b6 black pawn · h6 black pawn · a5 black pawn · d5 white pawn · a4 white pawn · d4 black pawn · f4 black rook · g4 white pawn · c3 white pawn · e3 white knight · b2 white pawn · c2 white queen · f2 white pawn · g2 white pawn · d1 white rook · e1 white rook · g1 white king | d8 black rook · g8 black king · c7 black pawn · d7 black queen · e7 black knight · f7 black pawn · g7 black pawn · b6 black pawn · h6 black pawn · a5 black pawn · d5 white pawn · a4 white pawn · d4 black pawn · f4 black rook · g4 white pawn · c3 white pawn · e3 white knight · b2 white pawn · c2 white queen · f2 white pawn · g2 white pawn · d1 white rook · e1 white rook · g1 white king | d8 black rook · g8 black king · c7 black pawn · d7 black queen · e7 black knight · f7 black pawn · g7 black pawn · b6 black pawn · h6 black pawn · a5 black pawn · d5 white pawn · a4 white pawn · d4 black pawn · f4 black rook · g4 white pawn · c3 white pawn · e3 white knight · b2 white pawn · c2 white queen · f2 white pawn · g2 white pawn · d1 white rook · e1 white rook · g1 white king | d8 black rook · g8 black king · c7 black pawn · d7 black queen · e7 black knight · f7 black pawn · g7 black pawn · b6 black pawn · h6 black pawn · a5 black pawn · d5 white pawn · a4 white pawn · d4 black pawn · f4 black rook · g4 white pawn · c3 white pawn · e3 white knight · b2 white pawn · c2 white queen · f2 white pawn · g2 white pawn · d1 white rook · e1 white rook · g1 white king | d8 black rook · g8 black king · c7 black pawn · d7 black queen · e7 black knight · f7 black pawn · g7 black pawn · b6 black pawn · h6 black pawn · a5 black pawn · d5 white pawn · a4 white pawn · d4 black pawn · f4 black rook · g4 white pawn · c3 white pawn · e3 white knight · b2 white pawn · c2 white queen · f2 white pawn · g2 white pawn · d1 white rook · e1 white rook · g1 white king | d8 black rook · g8 black king · c7 black pawn · d7 black queen · e7 black knight · f7 black pawn · g7 black pawn · b6 black pawn · h6 black pawn · a5 black pawn · d5 white pawn · a4 white pawn · d4 black pawn · f4 black rook · g4 white pawn · c3 white pawn · e3 white knight · b2 white pawn · c2 white queen · f2 white pawn · g2 white pawn · d1 white rook · e1 white rook · g1 white king | d8 black rook · g8 black king · c7 black pawn · d7 black queen · e7 black knight · f7 black pawn · g7 black pawn · b6 black pawn · h6 black pawn · a5 black pawn · d5 white pawn · a4 white pawn · d4 black pawn · f4 black rook · g4 white pawn · c3 white pawn · e3 white knight · b2 white pawn · c2 white queen · f2 white pawn · g2 white pawn · d1 white rook · e1 white rook · g1 white king | d8 black rook · g8 black king · c7 black pawn · d7 black queen · e7 black knight · f7 black pawn · g7 black pawn · b6 black pawn · h6 black pawn · a5 black pawn · d5 white pawn · a4 white pawn · d4 black pawn · f4 black rook · g4 white pawn · c3 white pawn · e3 white knight · b2 white pawn · c2 white queen · f2 white pawn · g2 white pawn · d1 white rook · e1 white rook · g1 white king | 7 |
| 6 | d8 black rook · g8 black king · c7 black pawn · d7 black queen · e7 black knight · f7 black pawn · g7 black pawn · b6 black pawn · h6 black pawn · a5 black pawn · d5 white pawn · a4 white pawn · d4 black pawn · f4 black rook · g4 white pawn · c3 white pawn · e3 white knight · b2 white pawn · c2 white queen · f2 white pawn · g2 white pawn · d1 white rook · e1 white rook · g1 white king | d8 black rook · g8 black king · c7 black pawn · d7 black queen · e7 black knight · f7 black pawn · g7 black pawn · b6 black pawn · h6 black pawn · a5 black pawn · d5 white pawn · a4 white pawn · d4 black pawn · f4 black rook · g4 white pawn · c3 white pawn · e3 white knight · b2 white pawn · c2 white queen · f2 white pawn · g2 white pawn · d1 white rook · e1 white rook · g1 white king | d8 black rook · g8 black king · c7 black pawn · d7 black queen · e7 black knight · f7 black pawn · g7 black pawn · b6 black pawn · h6 black pawn · a5 black pawn · d5 white pawn · a4 white pawn · d4 black pawn · f4 black rook · g4 white pawn · c3 white pawn · e3 white knight · b2 white pawn · c2 white queen · f2 white pawn · g2 white pawn · d1 white rook · e1 white rook · g1 white king | d8 black rook · g8 black king · c7 black pawn · d7 black queen · e7 black knight · f7 black pawn · g7 black pawn · b6 black pawn · h6 black pawn · a5 black pawn · d5 white pawn · a4 white pawn · d4 black pawn · f4 black rook · g4 white pawn · c3 white pawn · e3 white knight · b2 white pawn · c2 white queen · f2 white pawn · g2 white pawn · d1 white rook · e1 white rook · g1 white king | d8 black rook · g8 black king · c7 black pawn · d7 black queen · e7 black knight · f7 black pawn · g7 black pawn · b6 black pawn · h6 black pawn · a5 black pawn · d5 white pawn · a4 white pawn · d4 black pawn · f4 black rook · g4 white pawn · c3 white pawn · e3 white knight · b2 white pawn · c2 white queen · f2 white pawn · g2 white pawn · d1 white rook · e1 white rook · g1 white king | d8 black rook · g8 black king · c7 black pawn · d7 black queen · e7 black knight · f7 black pawn · g7 black pawn · b6 black pawn · h6 black pawn · a5 black pawn · d5 white pawn · a4 white pawn · d4 black pawn · f4 black rook · g4 white pawn · c3 white pawn · e3 white knight · b2 white pawn · c2 white queen · f2 white pawn · g2 white pawn · d1 white rook · e1 white rook · g1 white king | d8 black rook · g8 black king · c7 black pawn · d7 black queen · e7 black knight · f7 black pawn · g7 black pawn · b6 black pawn · h6 black pawn · a5 black pawn · d5 white pawn · a4 white pawn · d4 black pawn · f4 black rook · g4 white pawn · c3 white pawn · e3 white knight · b2 white pawn · c2 white queen · f2 white pawn · g2 white pawn · d1 white rook · e1 white rook · g1 white king | d8 black rook · g8 black king · c7 black pawn · d7 black queen · e7 black knight · f7 black pawn · g7 black pawn · b6 black pawn · h6 black pawn · a5 black pawn · d5 white pawn · a4 white pawn · d4 black pawn · f4 black rook · g4 white pawn · c3 white pawn · e3 white knight · b2 white pawn · c2 white queen · f2 white pawn · g2 white pawn · d1 white rook · e1 white rook · g1 white king | 6 |
| 5 | d8 black rook · g8 black king · c7 black pawn · d7 black queen · e7 black knight · f7 black pawn · g7 black pawn · b6 black pawn · h6 black pawn · a5 black pawn · d5 white pawn · a4 white pawn · d4 black pawn · f4 black rook · g4 white pawn · c3 white pawn · e3 white knight · b2 white pawn · c2 white queen · f2 white pawn · g2 white pawn · d1 white rook · e1 white rook · g1 white king | d8 black rook · g8 black king · c7 black pawn · d7 black queen · e7 black knight · f7 black pawn · g7 black pawn · b6 black pawn · h6 black pawn · a5 black pawn · d5 white pawn · a4 white pawn · d4 black pawn · f4 black rook · g4 white pawn · c3 white pawn · e3 white knight · b2 white pawn · c2 white queen · f2 white pawn · g2 white pawn · d1 white rook · e1 white rook · g1 white king | d8 black rook · g8 black king · c7 black pawn · d7 black queen · e7 black knight · f7 black pawn · g7 black pawn · b6 black pawn · h6 black pawn · a5 black pawn · d5 white pawn · a4 white pawn · d4 black pawn · f4 black rook · g4 white pawn · c3 white pawn · e3 white knight · b2 white pawn · c2 white queen · f2 white pawn · g2 white pawn · d1 white rook · e1 white rook · g1 white king | d8 black rook · g8 black king · c7 black pawn · d7 black queen · e7 black knight · f7 black pawn · g7 black pawn · b6 black pawn · h6 black pawn · a5 black pawn · d5 white pawn · a4 white pawn · d4 black pawn · f4 black rook · g4 white pawn · c3 white pawn · e3 white knight · b2 white pawn · c2 white queen · f2 white pawn · g2 white pawn · d1 white rook · e1 white rook · g1 white king | d8 black rook · g8 black king · c7 black pawn · d7 black queen · e7 black knight · f7 black pawn · g7 black pawn · b6 black pawn · h6 black pawn · a5 black pawn · d5 white pawn · a4 white pawn · d4 black pawn · f4 black rook · g4 white pawn · c3 white pawn · e3 white knight · b2 white pawn · c2 white queen · f2 white pawn · g2 white pawn · d1 white rook · e1 white rook · g1 white king | d8 black rook · g8 black king · c7 black pawn · d7 black queen · e7 black knight · f7 black pawn · g7 black pawn · b6 black pawn · h6 black pawn · a5 black pawn · d5 white pawn · a4 white pawn · d4 black pawn · f4 black rook · g4 white pawn · c3 white pawn · e3 white knight · b2 white pawn · c2 white queen · f2 white pawn · g2 white pawn · d1 white rook · e1 white rook · g1 white king | d8 black rook · g8 black king · c7 black pawn · d7 black queen · e7 black knight · f7 black pawn · g7 black pawn · b6 black pawn · h6 black pawn · a5 black pawn · d5 white pawn · a4 white pawn · d4 black pawn · f4 black rook · g4 white pawn · c3 white pawn · e3 white knight · b2 white pawn · c2 white queen · f2 white pawn · g2 white pawn · d1 white rook · e1 white rook · g1 white king | d8 black rook · g8 black king · c7 black pawn · d7 black queen · e7 black knight · f7 black pawn · g7 black pawn · b6 black pawn · h6 black pawn · a5 black pawn · d5 white pawn · a4 white pawn · d4 black pawn · f4 black rook · g4 white pawn · c3 white pawn · e3 white knight · b2 white pawn · c2 white queen · f2 white pawn · g2 white pawn · d1 white rook · e1 white rook · g1 white king | 5 |
| 4 | d8 black rook · g8 black king · c7 black pawn · d7 black queen · e7 black knight · f7 black pawn · g7 black pawn · b6 black pawn · h6 black pawn · a5 black pawn · d5 white pawn · a4 white pawn · d4 black pawn · f4 black rook · g4 white pawn · c3 white pawn · e3 white knight · b2 white pawn · c2 white queen · f2 white pawn · g2 white pawn · d1 white rook · e1 white rook · g1 white king | d8 black rook · g8 black king · c7 black pawn · d7 black queen · e7 black knight · f7 black pawn · g7 black pawn · b6 black pawn · h6 black pawn · a5 black pawn · d5 white pawn · a4 white pawn · d4 black pawn · f4 black rook · g4 white pawn · c3 white pawn · e3 white knight · b2 white pawn · c2 white queen · f2 white pawn · g2 white pawn · d1 white rook · e1 white rook · g1 white king | d8 black rook · g8 black king · c7 black pawn · d7 black queen · e7 black knight · f7 black pawn · g7 black pawn · b6 black pawn · h6 black pawn · a5 black pawn · d5 white pawn · a4 white pawn · d4 black pawn · f4 black rook · g4 white pawn · c3 white pawn · e3 white knight · b2 white pawn · c2 white queen · f2 white pawn · g2 white pawn · d1 white rook · e1 white rook · g1 white king | d8 black rook · g8 black king · c7 black pawn · d7 black queen · e7 black knight · f7 black pawn · g7 black pawn · b6 black pawn · h6 black pawn · a5 black pawn · d5 white pawn · a4 white pawn · d4 black pawn · f4 black rook · g4 white pawn · c3 white pawn · e3 white knight · b2 white pawn · c2 white queen · f2 white pawn · g2 white pawn · d1 white rook · e1 white rook · g1 white king | d8 black rook · g8 black king · c7 black pawn · d7 black queen · e7 black knight · f7 black pawn · g7 black pawn · b6 black pawn · h6 black pawn · a5 black pawn · d5 white pawn · a4 white pawn · d4 black pawn · f4 black rook · g4 white pawn · c3 white pawn · e3 white knight · b2 white pawn · c2 white queen · f2 white pawn · g2 white pawn · d1 white rook · e1 white rook · g1 white king | d8 black rook · g8 black king · c7 black pawn · d7 black queen · e7 black knight · f7 black pawn · g7 black pawn · b6 black pawn · h6 black pawn · a5 black pawn · d5 white pawn · a4 white pawn · d4 black pawn · f4 black rook · g4 white pawn · c3 white pawn · e3 white knight · b2 white pawn · c2 white queen · f2 white pawn · g2 white pawn · d1 white rook · e1 white rook · g1 white king | d8 black rook · g8 black king · c7 black pawn · d7 black queen · e7 black knight · f7 black pawn · g7 black pawn · b6 black pawn · h6 black pawn · a5 black pawn · d5 white pawn · a4 white pawn · d4 black pawn · f4 black rook · g4 white pawn · c3 white pawn · e3 white knight · b2 white pawn · c2 white queen · f2 white pawn · g2 white pawn · d1 white rook · e1 white rook · g1 white king | d8 black rook · g8 black king · c7 black pawn · d7 black queen · e7 black knight · f7 black pawn · g7 black pawn · b6 black pawn · h6 black pawn · a5 black pawn · d5 white pawn · a4 white pawn · d4 black pawn · f4 black rook · g4 white pawn · c3 white pawn · e3 white knight · b2 white pawn · c2 white queen · f2 white pawn · g2 white pawn · d1 white rook · e1 white rook · g1 white king | 4 |
| 3 | d8 black rook · g8 black king · c7 black pawn · d7 black queen · e7 black knight · f7 black pawn · g7 black pawn · b6 black pawn · h6 black pawn · a5 black pawn · d5 white pawn · a4 white pawn · d4 black pawn · f4 black rook · g4 white pawn · c3 white pawn · e3 white knight · b2 white pawn · c2 white queen · f2 white pawn · g2 white pawn · d1 white rook · e1 white rook · g1 white king | d8 black rook · g8 black king · c7 black pawn · d7 black queen · e7 black knight · f7 black pawn · g7 black pawn · b6 black pawn · h6 black pawn · a5 black pawn · d5 white pawn · a4 white pawn · d4 black pawn · f4 black rook · g4 white pawn · c3 white pawn · e3 white knight · b2 white pawn · c2 white queen · f2 white pawn · g2 white pawn · d1 white rook · e1 white rook · g1 white king | d8 black rook · g8 black king · c7 black pawn · d7 black queen · e7 black knight · f7 black pawn · g7 black pawn · b6 black pawn · h6 black pawn · a5 black pawn · d5 white pawn · a4 white pawn · d4 black pawn · f4 black rook · g4 white pawn · c3 white pawn · e3 white knight · b2 white pawn · c2 white queen · f2 white pawn · g2 white pawn · d1 white rook · e1 white rook · g1 white king | d8 black rook · g8 black king · c7 black pawn · d7 black queen · e7 black knight · f7 black pawn · g7 black pawn · b6 black pawn · h6 black pawn · a5 black pawn · d5 white pawn · a4 white pawn · d4 black pawn · f4 black rook · g4 white pawn · c3 white pawn · e3 white knight · b2 white pawn · c2 white queen · f2 white pawn · g2 white pawn · d1 white rook · e1 white rook · g1 white king | d8 black rook · g8 black king · c7 black pawn · d7 black queen · e7 black knight · f7 black pawn · g7 black pawn · b6 black pawn · h6 black pawn · a5 black pawn · d5 white pawn · a4 white pawn · d4 black pawn · f4 black rook · g4 white pawn · c3 white pawn · e3 white knight · b2 white pawn · c2 white queen · f2 white pawn · g2 white pawn · d1 white rook · e1 white rook · g1 white king | d8 black rook · g8 black king · c7 black pawn · d7 black queen · e7 black knight · f7 black pawn · g7 black pawn · b6 black pawn · h6 black pawn · a5 black pawn · d5 white pawn · a4 white pawn · d4 black pawn · f4 black rook · g4 white pawn · c3 white pawn · e3 white knight · b2 white pawn · c2 white queen · f2 white pawn · g2 white pawn · d1 white rook · e1 white rook · g1 white king | d8 black rook · g8 black king · c7 black pawn · d7 black queen · e7 black knight · f7 black pawn · g7 black pawn · b6 black pawn · h6 black pawn · a5 black pawn · d5 white pawn · a4 white pawn · d4 black pawn · f4 black rook · g4 white pawn · c3 white pawn · e3 white knight · b2 white pawn · c2 white queen · f2 white pawn · g2 white pawn · d1 white rook · e1 white rook · g1 white king | d8 black rook · g8 black king · c7 black pawn · d7 black queen · e7 black knight · f7 black pawn · g7 black pawn · b6 black pawn · h6 black pawn · a5 black pawn · d5 white pawn · a4 white pawn · d4 black pawn · f4 black rook · g4 white pawn · c3 white pawn · e3 white knight · b2 white pawn · c2 white queen · f2 white pawn · g2 white pawn · d1 white rook · e1 white rook · g1 white king | 3 |
| 2 | d8 black rook · g8 black king · c7 black pawn · d7 black queen · e7 black knight · f7 black pawn · g7 black pawn · b6 black pawn · h6 black pawn · a5 black pawn · d5 white pawn · a4 white pawn · d4 black pawn · f4 black rook · g4 white pawn · c3 white pawn · e3 white knight · b2 white pawn · c2 white queen · f2 white pawn · g2 white pawn · d1 white rook · e1 white rook · g1 white king | d8 black rook · g8 black king · c7 black pawn · d7 black queen · e7 black knight · f7 black pawn · g7 black pawn · b6 black pawn · h6 black pawn · a5 black pawn · d5 white pawn · a4 white pawn · d4 black pawn · f4 black rook · g4 white pawn · c3 white pawn · e3 white knight · b2 white pawn · c2 white queen · f2 white pawn · g2 white pawn · d1 white rook · e1 white rook · g1 white king | d8 black rook · g8 black king · c7 black pawn · d7 black queen · e7 black knight · f7 black pawn · g7 black pawn · b6 black pawn · h6 black pawn · a5 black pawn · d5 white pawn · a4 white pawn · d4 black pawn · f4 black rook · g4 white pawn · c3 white pawn · e3 white knight · b2 white pawn · c2 white queen · f2 white pawn · g2 white pawn · d1 white rook · e1 white rook · g1 white king | d8 black rook · g8 black king · c7 black pawn · d7 black queen · e7 black knight · f7 black pawn · g7 black pawn · b6 black pawn · h6 black pawn · a5 black pawn · d5 white pawn · a4 white pawn · d4 black pawn · f4 black rook · g4 white pawn · c3 white pawn · e3 white knight · b2 white pawn · c2 white queen · f2 white pawn · g2 white pawn · d1 white rook · e1 white rook · g1 white king | d8 black rook · g8 black king · c7 black pawn · d7 black queen · e7 black knight · f7 black pawn · g7 black pawn · b6 black pawn · h6 black pawn · a5 black pawn · d5 white pawn · a4 white pawn · d4 black pawn · f4 black rook · g4 white pawn · c3 white pawn · e3 white knight · b2 white pawn · c2 white queen · f2 white pawn · g2 white pawn · d1 white rook · e1 white rook · g1 white king | d8 black rook · g8 black king · c7 black pawn · d7 black queen · e7 black knight · f7 black pawn · g7 black pawn · b6 black pawn · h6 black pawn · a5 black pawn · d5 white pawn · a4 white pawn · d4 black pawn · f4 black rook · g4 white pawn · c3 white pawn · e3 white knight · b2 white pawn · c2 white queen · f2 white pawn · g2 white pawn · d1 white rook · e1 white rook · g1 white king | d8 black rook · g8 black king · c7 black pawn · d7 black queen · e7 black knight · f7 black pawn · g7 black pawn · b6 black pawn · h6 black pawn · a5 black pawn · d5 white pawn · a4 white pawn · d4 black pawn · f4 black rook · g4 white pawn · c3 white pawn · e3 white knight · b2 white pawn · c2 white queen · f2 white pawn · g2 white pawn · d1 white rook · e1 white rook · g1 white king | d8 black rook · g8 black king · c7 black pawn · d7 black queen · e7 black knight · f7 black pawn · g7 black pawn · b6 black pawn · h6 black pawn · a5 black pawn · d5 white pawn · a4 white pawn · d4 black pawn · f4 black rook · g4 white pawn · c3 white pawn · e3 white knight · b2 white pawn · c2 white queen · f2 white pawn · g2 white pawn · d1 white rook · e1 white rook · g1 white king | 2 |
| 1 | d8 black rook · g8 black king · c7 black pawn · d7 black queen · e7 black knight · f7 black pawn · g7 black pawn · b6 black pawn · h6 black pawn · a5 black pawn · d5 white pawn · a4 white pawn · d4 black pawn · f4 black rook · g4 white pawn · c3 white pawn · e3 white knight · b2 white pawn · c2 white queen · f2 white pawn · g2 white pawn · d1 white rook · e1 white rook · g1 white king | d8 black rook · g8 black king · c7 black pawn · d7 black queen · e7 black knight · f7 black pawn · g7 black pawn · b6 black pawn · h6 black pawn · a5 black pawn · d5 white pawn · a4 white pawn · d4 black pawn · f4 black rook · g4 white pawn · c3 white pawn · e3 white knight · b2 white pawn · c2 white queen · f2 white pawn · g2 white pawn · d1 white rook · e1 white rook · g1 white king | d8 black rook · g8 black king · c7 black pawn · d7 black queen · e7 black knight · f7 black pawn · g7 black pawn · b6 black pawn · h6 black pawn · a5 black pawn · d5 white pawn · a4 white pawn · d4 black pawn · f4 black rook · g4 white pawn · c3 white pawn · e3 white knight · b2 white pawn · c2 white queen · f2 white pawn · g2 white pawn · d1 white rook · e1 white rook · g1 white king | d8 black rook · g8 black king · c7 black pawn · d7 black queen · e7 black knight · f7 black pawn · g7 black pawn · b6 black pawn · h6 black pawn · a5 black pawn · d5 white pawn · a4 white pawn · d4 black pawn · f4 black rook · g4 white pawn · c3 white pawn · e3 white knight · b2 white pawn · c2 white queen · f2 white pawn · g2 white pawn · d1 white rook · e1 white rook · g1 white king | d8 black rook · g8 black king · c7 black pawn · d7 black queen · e7 black knight · f7 black pawn · g7 black pawn · b6 black pawn · h6 black pawn · a5 black pawn · d5 white pawn · a4 white pawn · d4 black pawn · f4 black rook · g4 white pawn · c3 white pawn · e3 white knight · b2 white pawn · c2 white queen · f2 white pawn · g2 white pawn · d1 white rook · e1 white rook · g1 white king | d8 black rook · g8 black king · c7 black pawn · d7 black queen · e7 black knight · f7 black pawn · g7 black pawn · b6 black pawn · h6 black pawn · a5 black pawn · d5 white pawn · a4 white pawn · d4 black pawn · f4 black rook · g4 white pawn · c3 white pawn · e3 white knight · b2 white pawn · c2 white queen · f2 white pawn · g2 white pawn · d1 white rook · e1 white rook · g1 white king | d8 black rook · g8 black king · c7 black pawn · d7 black queen · e7 black knight · f7 black pawn · g7 black pawn · b6 black pawn · h6 black pawn · a5 black pawn · d5 white pawn · a4 white pawn · d4 black pawn · f4 black rook · g4 white pawn · c3 white pawn · e3 white knight · b2 white pawn · c2 white queen · f2 white pawn · g2 white pawn · d1 white rook · e1 white rook · g1 white king | d8 black rook · g8 black king · c7 black pawn · d7 black queen · e7 black knight · f7 black pawn · g7 black pawn · b6 black pawn · h6 black pawn · a5 black pawn · d5 white pawn · a4 white pawn · d4 black pawn · f4 black rook · g4 white pawn · c3 white pawn · e3 white knight · b2 white pawn · c2 white queen · f2 white pawn · g2 white pawn · d1 white rook · e1 white rook · g1 white king | 1 |
|   | a | b | c | d | e | f | g | h |   |

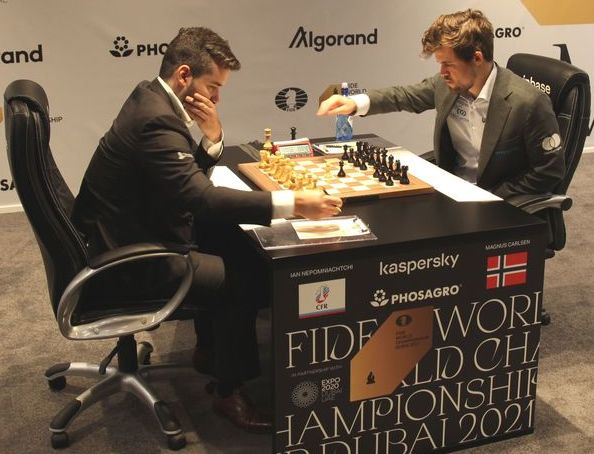
Bắt đầu ván 11

Ván 11 kết thúc với chiến thắng dành cho Carlsen sau 49 nước đi. Nepomniachtchi mở đầu với 1.e4 như đã làm trong các ván 1, 3, 5, và 7, nhưng sau đó lựa chọn 3.Tc4, Ván cờ Italia thay vì Ván cờ Tây Ban Nha anh chơi trước đó. Anh đã không chơi những nước tấn công mạnh nhất, và Carlsen đã thành công tiến tốt d5 - thường thấy trong các ván cờ Italia - trước Nepomniachtchi. Không có lợi thế, Nepomniachtchi lại mắc sai lầm khi đi 23.g3??, một sai lầm bất ngờ vì Đen chỉ có 1 nước đáp trả đúng, nhưng nước đáp trả đó dẫn đến thế thắng. Carlsen không đi những nước thắng nhanh nhất sau đó, tuy nhiên anh vẫn giản hóa thế cờ thành cờ tàn Xe hơn Tốt mà anh chuyển hóa dễ dàng. 